# الجبهة الشرقية (الحرب العالمية الثانية)
الجبهة الشرقية للحرب العالمية الثانية هي مسرح الحرب الرئيسي الذي شهد العديد من المعارك بين دول المحور الأوروبية وشريكتهم فنلندا من جهة، والاتحاد السوفيتي وبولندا والنرويج،  علاوة على بعض دول الحلفاء بشمال وجنوب وشرق أوروبا من جهة أخرى، في الفترة ما بين 22 يونيو 1941 وحتى 9 مايو 1945، كان الاتحاد السوفيتي وألمانيا النازية القوتين الأساسيتين المتحاربتين في الجبهة الشرقية علاوة عن الدول المتحالفة مع الطرفين، وعلى الرغم من ذلك لم تنخرط دول الحلفاء الغريبة الممثلين في القوات البريطانية والأمريكية وكذلك الفرنسية في المعارك الدائرة على الجبهة إلا أنهم شاركوا في تقديم المساعدات اللازمة للاتحاد السوفيتي في صورة مؤن وأسلحة وأفراد خلال المراحل الأولى للاجتياح الألماني، وكذلك توفير الغطاء والدعم الجوي المناسبين لتحقيق ذلك.
وورد ذكر الجبهة الشرقية للحرب العالمية الثانية تحت مسميات عدّة في المصادر التاريخية المختلفة كلٍ بحسب هوية المصدر؛ ولعل أوسع هذه المسميات انتشارًا هو الحرب الوطنية العظمى (بالروسية: Великая Отечественная Война) في الاتحاد السوفيتي السابق وروسيا حاليًا، كما عُرفت في ألمانيا بعدة مسميات أخرى منها الجبهة الشرقية (بالألمانية: die Ostfront) والحملة الشرقية (بالألمانية: der Ostfeldzug) نسبة لوقوع أحداثها ومعاركها جهة الشرق الجغرافي لألمانيا، كما عُرفت أيضا باسم الحملة الروسية (بالألمانية: der Rußlandfeldzug) هذا بخلاف تسميتها مجازيًا الحرب السوفيتية الألمانية (بالإنكليزية: Soviet-German War) على مستوى العالم بأسره، وهو المصطلح الذي دأب المؤرخين، خاصة الغربيين منهم، على استخدامه للإشارة للمعارك الدائرة بين القوات السوفيتية ونظيرتها الألمانية بطول خط المواجهة في شرق أوروبا.
شهدت معارك الجبهة الشرقية أكبر الاشتباكات العسكرية على مدار التاريخ والتي اتسمت بالاستخدام المفرط وغير المسبوق للقوة، وما تبعه من دمار شامل وتهجير جماعي وخسائر فادحة في الأفراد سواء بسبب المواجهات العسكرية أو المجاعات أو التعرّض لظروف الطقس القاسية، بخلاف الأمراض والمذابح، كما كانت الجبهة الشرقية مركزًا لأحداث الهولوكوست بما ضمته من معسكرات الإبادة ومواكب الأسرى وأحياء اليهود، علاوة على كونها مسرحًا للعديد من المذابح العنصرية المدبرة ضد مختلف الأقليات؛ فمن إجمالي 70 مليون قتيل حُصدت أرواحهم خلال الحرب العالمية الثانية، فقد أكثر من 30 مليون فرد أرواحهم على الجبهة الشرقية؛ أغلبهم من المدنيين، كما كان للجبهة الشرقية الدور الحاسم في تحديد مُقدرات الحرب العالمية الثانية، حيث كانت العامل الأساسي لهزيمة ألمانيا في الحرب والإطاحة بالرايخ الثالث وتقسيم ألمانيا لقرابة النصف قرن وقيام الاتحاد السوفيتي كقوة عظمى على الصعيدين الصناعي والعسكري على الرغم من عجز الاتحاد السوفيتي نفسه على الاستمرار لأكثر من نصف قرن من الزمان قبيل انهياره مطلع العقد الأخير من القرن العشرين.
من جانبها تمتد حدود الجبهة الشرقية شمالًا حتى الحدود السوفيتية الفنلندية المشتركة وذلك باعتبار الحرب السوفيتية الفنلندية والمعروفة باسم حرب الاستمرار جناحًا شماليًا للجبهة، علاوة على العمليات الألمانية الفنلندية المشتركة بطول أقصى شمال الحدود السوفيتية الفنلندية بمنطقة مورمانسك والتي تٌعد هي الأخرى امتدادًا جغرافيًا للحرب على الجبهة الشرقية.

## الخلفية التاريخية
على الرغم من الكراهية المتبادلة بين الطرفين، إلا أن الاتحاد السوفيتي وألمانيا النازية شاركا بعضهما الأخر في إنكار نتائج الحرب العالمية الأولى، كل حسب أهوائه وقناعاته؛ حيث فقدت الإمبراطورية الروسية أراضٍ شاسعة في شرق أوروبا كنتيجة مباشرة لاضطرار جمهورية روسيا الاتحادية الاشتراكية السوفيتية على توقيع معاهدة بريست-ليتوفسك امتثالًا للمطالب الألمانية في ذلك الوقت والتنازل عن مناطق نفوذ وسيطرة عديدة لصالح دول المركز؛ والمتمثّلة في التنازل عن السيادة الروسية على دول البلطيق وانتقال السيطرة الروسية على ليتوانيا وإستونيا ولاتفيا إلى ألمانيا، كذلك التخلي عن السيطرة الروسية على كلا من بولندا وفنلندا والاعتراف بأوكرانيا كدولة مستقلة، مع دفع تعويضات للحكومة الألمانية، ومع استسلام ألمانيا للحلفاء حصلت الدول السابقة على استقلالها بمقتضى فاعليات مؤتمر السلام بباريس ومعاهدة فرساي المتمخضة عنه والتي تم توقيعها في ظل غياب سوفيتي ناجم عن انخراط الدولة الناشئة في الحرب الأهلية وتجاهل دول الحلفاء للحكومة البلشفية بالبلاد في الوقت الذي لم يظهر فيه الاتحاد السوفيتي ككيان سياسي على أرض الواقع حتى أربعة أشهر تالية.
وباتت نوايا الدولتين واضحةً من خلال توقيع الاتفاق الألماني السوفيتي عام 1939، والذي عُرف أيضًا باتفاقية يواخيم فون ريبنتروب-فياتشيسلاف ميخائيلوفيتش مولوتوف، وهي اتفاقية عدم الاعتداء التي ارتقت لمرتبة المعاهدة بين الجانبين، والتي ضمّت ما يشبه بنودًا سرية موقعة بين الجانبين يتم العمل بمقتضاها على إعادة الأوضاع في أوروبا الشرقية إلى ما نقطة البداية، أو أوضاع ما قبل الحرب العالمية الأولى؛ بحيث يتم تقسيم السيطرة على دول المنطقة بين ألمانيا والاتحاد السوفيتي؛ فتعود السيطرة السوفيتية الكاملة على كل من فنلندا ودول البلطيق؛ إستونيا، ولاتفيا، وليتوانيا، علاوة على تقاسم السيطرة على الأراضي الجمهورية البولندية الثانية والرومانية فيما بينهما.

من جانبه أورد الكاتب الصحفي البولندي أندرو ناغورسكي في كتابه المعركة الكبرى (بالإنكليزية: The Greatest Battle: Stalin, Hitler, and the Desperate Struggle for Moscow That Changed the Course of World War II) الصادر عام 2007 أن الزعيم الألماني أدولف هتلر قد أفصح عن نيته في توجيه ضربةً حاسمةً للاتحاد السوفيتي خلال حواره مع مبعوث عصبة الأمم في ذلك الوقت، السيد كارل ياكوب بوركهارت في 11 أغسطس 1939، بقوله: 
| الجبهة الشرقية (الحرب العالمية الثانية) | كافة التدابير موجهة أساسًا ضد الروس، وإن كان الغرب بهذا الحمق ليعجز عن إدراك ذلك، فسأضطر لمهادنة الروس حتى أقضي تمامًا على الغرب، وبعدها أوجه كل القوات ضد الاتحاد السوفيتي بدءًا بأوكرانيا لتأمين الغذاء لأفراد الجيش، فلا يتضورون جوعًا كما حدث في الحرب الأخيرة. | الجبهة الشرقية (الحرب العالمية الثانية) |

وبالفعل قامت القوات السوفيتية والألمانية بغزو بولندا من الشرق والغرب على الترتيب، مطلع سبتمبر من عام 1939 وانتهى الغزو بتقسيم الأراضي البولندية بين الجانبين، وفي نوفمبر من العام نفسه قامت القوات السوفيتية بغزو فنلندا، بعد رفض الحكومة الفنلندية لتوقيع اتفاقية للتعاون المشترك مع الجانب السوفيتي، فيما عُرف بحرب الشتاء، والذي لم ينتهي إلا بانتصار جزئي للعسكرية السوفيتية، التي استمرت في التقدم منفردة مع تصاعد حدة النزاع لتحتل دول البلطيق الثلاثة في يونيو من عام 1940 وضمها عنوةً للأراضي السوفيتية من خلال ترويع الحكومات باستخدام القوة، علاوة على بعض الضغوطات الدبلوماسية الأخرى، وهي الخطوة التي أُعتبرت فاقدة للشرعية من خلال مخالفاتها لاتفاقيتي لاهاي والقانون الدولي، علاوة على اتفاقيات ثنائية أخرى موقّعة بين الجانب السوفيتي وحكومات دول البلطيق، وعليه لم تعترف الغالبية العظمى من الدول الغربية بالتحرّك السوفيتي، وهو المنهاج نفسه الذي اتّبعه الزعيم الألماني أدولف هتلر مع بداية الغزو الألماني للأراضي السوفيتية لاستثمار حالة الكراهية والإنكار للتواجد السوفيتي في منطقة البلطيق، واصفًا الغزو السوفيتي لدول البلطيق بالخرق السوفيتي للمفاهيم الألمانية التي بُنيت عليها الاتفاقية الثنائية، وذلك لاكتساب المزيد من التأييد من جانب سكان تلك البلاد والعمل جنبًا إلى جنب مع القوات الألمانية في طرد الجيش الأحمر منها وتضييق الخناق على القوات السوفيتية التي انخرطت في حرب عصابات بجانب قتالها ضد قوات نظامية،  في الوقت نفسه وحتى الغزو الألماني، منحت اتفاقية ريبنتورب-مولوتوف الفرصة والوقت الكافيين للاتحاد السوفيتي لاحتلال الجزئين؛ الشمالي والشمالي الشرقي لرومانيا (بيسارابيا وبوكوفينا) وتقسيم الأراضي المُنتزعة فيما بعد بين جمهوريتي أوكرانيا ومولدوفا السوفيتيتين الاشتراكيتين.

## الأيديولوجيات

### الأيديولوجية الألمانية
أشار أدولف هتلر في كتابه كفاحي (بالألمانية: Mein Kampf) على ضرورة اتباع سياسة الليبنسراوم (بالألمانية: Lebensraum) والتي تنص على إيجاد أراضٍ جديدة للاستيطان الألماني في شرق أوروبا، وروسيا بالتحديد،  مؤكدًا على ضرورة سيادة الجنس الألماني على سائر الأجناس المستوطِنة لتلك المناطق وتهجير سكانها الأصليين إلى سيبيريا مع الإبقاء على المناسبين منهم كعُمّال صُخرة،  وخاصة في ظل إشارة الزعيم الألماني للروس عام 1917 كواحد من الأجناس الدُنيا، لقناعته بفشل الروس في إدارة شؤونهم بعد الثورة البلشفية، واستقدامهم لسادة من اليهود لإدارة شؤون البلاد بدلًا منهم،  في حين كانت الحرب الألمانية ضد الاتحاد السوفيتي بالنسبة للنازيين المتشددين أمثال هاينريش هيملر بمثابة الصراع الأيديولوجي بين النازية والشيوعية من جهة، وكذلك النازية والبلشفية اليهودية من جهة أخرى، مع ضمان السيادة للأوبرمينش (بالألمانية:Übermensch) الجرماني، أو الإنسان الخارق، وبخاصة الهيرنفولك (بالألمانية:Herrenvolk) الآري على الأونترمينش (بالألمانية:Untermensch) السلافي أو الأجناس الدنيا بحسب وصف الزعيم الألماني نفسه، ففي مذكّرة سرية تم العثور عليها بعد الحرب، حملت عنوان «أفكار بخصوص معاملة الأجناس الغريبة في الشرق» أشار هيملر لضرورة إعادة كل الجرمانيين المتواجدين في الشرق إلى الرايخ لدفعهم فيما بعد لمحاربة اليهود البلاشفة، الذي أشار إليهم في مذكرته بالأجناس الشرقية الدنيا (بالألمانية:Untermenschenvolk des Osten)،  من جانبه أعطى هتلر وصفًا فريدًا للحرب، واصفًا إياها بحرب الإبادة، من الناحية العرقية والإيديولوجية، والتي ستفتح المجال على مصرعيه لتنفيذ الخطة الرئيسية للشرق (بالألمانية: Generalplan Ost) والتي يتم بمقتضاها تهجير جزئي للغالبية من سكان المناطق المحتلة في شرق أوروبا والاتحاد السوفيتي إلى غرب سيبيريا، بينما يُستعبد الباقين كعُمّال صُخرة يتم التخلص منهم تلقائيًا بعد توطين السكان الألمان في المناطق المحتلة،  بخلاف تنفيذ سياسات التخلص من التجمعات السكانية اليهودية في وسط وشرق أوروبا كجزء من البرنامج النازي للتخلص من كافة اليهود الأوروبيين.
وبعد النجاح الألماني في الاستيلاء على العاصمة الأوكرانية كييف، اقتنع هتلر بالاتحاد السوفيتي كقوة عسكرية واهية غير قادرة على الصمود أمام الآلية العسكرية الألمانية المتفوقة، ومن ثمّ يمكن اكتساحها في سلسلة من العمليات العسكرية السريعة والمتتابعة، وعليه أعلن الزعيم الألماني في 3 أكتوبر 1941:
| الجبهة الشرقية (الحرب العالمية الثانية) | ما علينا الآن سوى دك الأبواب وسينهار البناء المتعفن عن آخره. | الجبهة الشرقية (الحرب العالمية الثانية) |

وبالفعل توقعت القيادة الألمانية أن تكون الحرب ضد الاتحاد السوفيتي ما هي إلّا بليتزكريغ آخر (بالألمانية:Blitzkrieg) ولهذا لم تتخذ التدابير اللازمة لحرب طويلة الأمد، ومع الانتصار الكاسح للسوفيت في معركة ستالينجراد، عمل هتلر والدعاية النازية من حوله على إقناع الرأي العام الأوروبي تحديدًا والألماني خصوصًا بأن الحرب الجارية ما هي إلا دفاع ألماني عن الحضارة الغربية في مواجهة الموجات الهدّامة من قٍبل الجحافل البلشفية المندفعة باتجاه أوروبا.

### الأيديولوجية السوفيتية
حقق الاتحاد السوفيتي خلال العقد الرابع من القرن العشرين، وتحت قيادة جوزيف ستالين نهضة صناعية ضخمة ونمو اقتصادي غير مسبوق من خلال انتهاج سياسة اشتراكية البلد الواحد وما تلاها من خطط اقتصادية وتصنيعية عُرفت على مستوى العالم باسم الخطط الخمسية، مما أحدث نقلة أيديولوجية كبيرة في السياسة السوفيتية، بعيدًا عن ارتباطها الأزلي بفكرة الثورة العالمية، الأمر الذي أدى بالتبعية لحل الكومنترن (بالروسية: Коминтерн) بأمر الزعيم السوفيتي نفسه عام 1943.
قبيل ذلك الوقت، وضع الاتحاد السوفيتي بقيادة جوزيف ستالين المخططات لنشر أيديولوجيته الخاصة، والمُمثّلة في الماركسية-اللينينية، كذلك تصدير فكرة الثورة العالمية إلى مختلف بلدان العالم في خطوة منه لتحويل العدد الأكبر منها إلى دول شيوعية اشتراكية بعد القضاء رويدًا رويدًا على الرأسمالية في أوروبا، كما تبنى ستالين سياسة اشتراكية محلية لإدارة البلاد، وهي السياسة الديكتاتورية التي انتهجها طوال فترة حكمه، متخذًا من النهضة الصناعية السوفيتية خلال فترة الثلاثينات ذريعة لهذه السياسة.
على الجانب الأخر من القارة الأوروبية، أتت الإنتخابات العامة في إسبانيا عام 1936 بالعديد من القادة الشيوعيين على رأس الجمهورية الإسبانية الثانية، وما هي إلا بضعة شهور حتى شهدت البلاد إنقلابًا عسكريًا بقيادة الكتلة اليمينية أدى لاندلاع الحرب الأهلية بها، وهي الحرب التي سرعان ما اكتسبت سمات حروب الوكالة من خلال دعم الاتحاد السوفيتي والنظام الملكي بإيطاليا والألوية الدولية للجمهورية الإسبانية الثانية ذات التوجه الاشتراكي الشيوعي،  في الوقت الذي قدمت فيه ألمانيا النازية والنظام الفاشي في إيطاليا والبرتغال كامل الدعم للقوميين الإسبان بقيادة الجنرال فرانسيسكو فرانكو،  وهي ساحة القتال التي وضعت القوتين، السوفيتية والألمانية، تحت الاختبار الحقيقي على أرض الواقع ومنحت كلاهما الفرصة لتجربة أحدث معداتهم وخططهم قبل استخدامها على نطاق أوسع خلال الحرب العالمية الثانية.
من جانبها اتخذت ألمانيا النازية موقفًا معاديًا للنظام الشيوعي على طول الخط، وقامت بتدعيم هذا الموقف من خلال تدشين حلف مناهضة الكومينترن (بالألمانية: Antikominternpakt) في 25 نوفمبر من عام 1936 مع كلا من اليابان ومن ثمّ إيطاليا التي انضمت للحلف في العام التالي وهو الحلف الذي تبنى منهجًا سياسيًا مضادًا للاتحاد السوفيتي الشيوعي.
بخلاف ذلك، أظهر الآنشلوس (بالألمانية: Anschluss Österreichs) عام 1938 ومن بعده احتلال تشيكوسلوفاكيا استحالة إقامة نظام أمني شامل في أوروبا وهو ما دعى إليه وزير الخارجية السوفيتي ماكسيم ليتفينوف من قبل،  علاوة على عجز القيادتين البريطانية والفرنسية على توقيع اتفاق شامل مع الاتحاد السوفيتي لمواجهة التهديد السياسي والعسكري الألماني،  مما دفع الاتحاد السوفيتي للبحث عن وسيلة مغايرة لدرء الخطر الألماني، تمثلت في توقيع اتفاقية عدم الاعتداء مع ألمانيا النازية نهاية أغسطس 1939، وكان لتوقيع هذه الاتفاقية الأثر في نشر دعاية سوفيتية مغايرة لموقفها السابق من ألمانيا، فلم تعد تضعها في إطار العدو المتربّص بالأراضي السوفيتية، بل ألقت بمسئولية الحرب برمّتها على كل من الجمهورية البولندية الثانية والمملكة المتحدة وفرنسا، وإن تحولت السياسة السوفيتية للنقيض مرة أخرى متبنية فكرة مقاومة الاحتلال الألماني للدول الأوروبية بعد تعرّض الأراضي السوفيتية للغزو.

## القوات

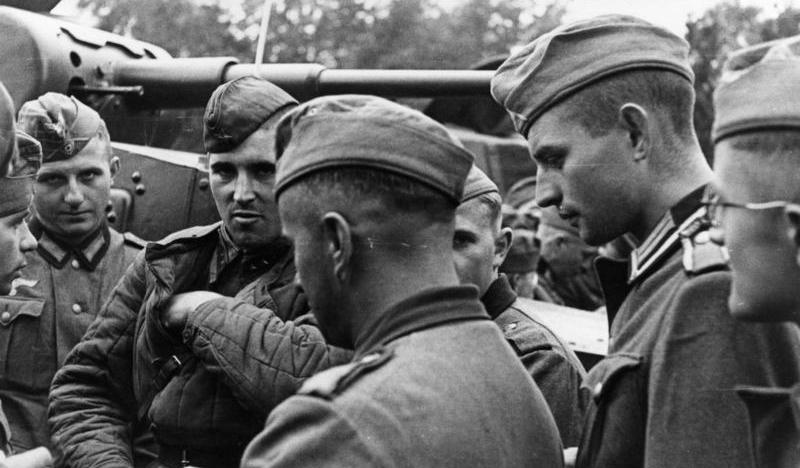
لقاء الجنود السوفيت ونظرائهم من الألمان في ليوبلين، بولندا.

اندلعت الحرب بين قوات ألمانيا النازية يدعمها كل من حلفائها من دول المحور إضافة إلى فنلندا من جهة، في مواجهة الاتحاد السوفيتي منفردًا من الجهة الأخرى، حيث بدأت الاشتباكات المسلحة في 22 يونيو 1941 بشن القوات الألمانية لعملية بارباروسا  الهجومية واسعة النطاق، والتي بدأت باجتياز قوات المحور للحدود المنصوص عليها في اتفاقية عدم الاعتداء الألمانية السوفيتية إيذانًا ببدء العمليات العسكرية في الشرق، وانتهت المعارك في 9 مايو 1945 باستسلام القوات الألمانية، استسلامًا غير مشروط، بعد نجاح الجيش الأحمر في تنفيذ عملية هجوم برلين التكتيكية وهي العملية النوعية التي تُعرف كذلك باسم معركة برلين.
من جانبها، ساهمت العديد من الدول في تقديم الدعم للمجهود الحربي الألماني، وبخاصة دول المحور؛ وعلى رأسهم رومانيا والمجر وإيطاليا والدول المؤيدة للنظام النازي الألماني أمثال سلوفاكيا وكرواتيا هذا بالإضافة إلى فنلندا المناوئة للنظام السوفيتي والتي انخرطت في صراعين عسكريين ضد الاتحاد السوفيتي؛ أولهما حرب الشتاء ثم حرب الاستمرار والتي تلقّت خلاله الدعم من ألمانيا النازية، كما انضم للفيرماخت العدبد من فرق المقاومة الشعبية المناهضة للشيوعية والتواجد السوفيتي في أماكن عديدة كغرب أوكرانيا ودول البلطيق وأخيرًا تتار القرم، ولعل أبرز فرق المتطوعين في صفوف القوات المسلحة الألمانية الفرقة الزرقاء الإسبانية وهي القوات التي أرسلها الديكتاتور فرانثيسكو فرانكو حفاظا على علاقاته الطيبة مع دول المحور التي سبق وأن ساعدته خلال الحرب الأهلية الإسبانية.
في حين قدّم الاتحاد السوفيتي الدعم للعديد من فرق المقاومة المنتشرة في الدول المحتلة من قِبل القوات الألمانية في أوروبا الشرقية والوسطى وخاصة سلوفاكيا وبولندا ومملكة يوغوسلافيا، علاوة على دعمه للقوات البولندية في الشرق، وتحديدا الجيشين البولنديين الأول والثاني اللذان تم تسليحهما وتدريبهما على يد عناصر من الجيش الأحمر، بعدها شاركوا القوات السوفيتية القتال جنبًا إلى جنب على الجبهة الشرقية وبخاصة داخل الأراضي البولندية، كما قدمت فرنسا الحرة الدعم للاتحاد السوفيتي من خلال إرسال الفرقة GC3 (بالفرنسية:Groupe de Chasse 3)، تنفيذًا لدعوة القائد العام لقوات فرنسا الحرة في ذلك الوقت، العميد شارل ديغول، الذي رأى ضرورة مشاركة عناصر من القوات الفرنسية على كل جبهات الحرب العالمية الثانية مهما بعدت جبهة القتال عن الأراضي الفرنسية، كما شاركت القوات البريطانية وقوات من دول الكومنولث البريطاني بشكل مباشر في المعارك على الجبهة الشرقية من خلال تسيير قوافل الدعم والإمداد، وكذلك تدريب قوات الجيش الأحمر الجوية، علاوة على تقديم الإمدادات والدعم الاستخباراتي في المراحل الأولى للحرب، إضافة إلى الدور البارز التي لعبته الإمدادات الأمريكية والكندية في لوجيستيات الحرب، والتي وصلت للاتحاد السوفيتي من خلال برنامج الإعارة والتأجير الأمريكي.
 الفيرماخت
كٌلّفَ الجنرال فيلد مارشال (بالألمانية: Generalfeldmarschall) فالتر فون براوخيتش بقيادة العمليات العسكرية في الاتحاد السوفيتي، حيث تم تخصيص مائة وثلاث وثلاثين فرقة لإتمام العملية، بالإضافة إلى عشرين فرقة احتياطية، وذلك من أصل مائتي وخمس فرقة كوّنت قوام الجيش الألماني، في حين تم توزيع الفرق الباقية على نحو قُدّر بثمان وثلاثين فرقة في الغرب، وإثني عشرة فرقة في النرويج، علاوة على فرقتين في شمال أفريقيا، وعليه بلغ مجموع القوات المهاجمة للاتحاد السوفيتي من ناحية الأفراد والعتاد ما يُقدّر بنحو 3,200,000 جندي، و3,580 مركبة قتال مدرعة، و600,000 ناقلة جنود مدرعة، و600,000 حصان، و7,481 قطعة مدفعية، يدعمهم غطاء جوّي مكوّن من 1,160 طائرة؛ ما بين مقاتلات وقاذفات وطائرات هجوم أرضي و720 طائرة اعتراضية و120 طائرة استطلاع، بخلاف قوات الدول الحليفة لألمانيا والتي انضمت في مراحل متقدمة من القتال.
 الجيش الأحمر
على الجانب الآخر تألّفت القوات السوفيتية من مائة وخمس وثمانين فرقة؛ من بينهم مائة وثمان عشرة فرقة مشاة، وأربعين فرقة مدرعة مقسمة إلى أفواج ميكانيكية، علاوة على 4,700,000 جندي بخلاف الاحتياط، والذي لم يتوافر منهم إبان الاجتياح الألماني سوى 2,500,000 جندي فقط على الجبهة السوفيتية الغربية، أولى الجبهات التي تعرضت للاختراق، كما ضمّ سلاح الجو السوفيتي 1,350 طائرة قاذفة معظمها من الطرازات القديمة عدا 500 قطعة فقط حديثة الصنع، بجانب 2,000 طائرة اعتراضية بالية إذا ما قورنت بنظيرتها الألمانية، وأخيرا 800 طائرة استطلاع، في حين تمركزت القطع البحرية في خمس جبهات بداية من بحر البلطيق وحتى البحر الأحمر، وإن تم تخفيض تلك الجبهات إلى ثلاث فقط خلال المراحل المتقدمة للحرب.
| يونيو 1941 | إجمالي القوات: 5.5 مليون جندي؛ منهم 2.680 مليون جندي على مسرح العمليات و700 ألف جندي في الشرق الأقصى         | إجمالي القوات: 3.767 مليون جندي؛ منهم 900 ألف جندي على الجبهة الغربية |
| يونيو 1942 | إجمالي القوات: 5.313 مليون جندي؛ منهم 700 ألف في الشرق الأقصى                                                | إجمالي القوات: 3.720 مليون جندي؛ 80% منهم على الجبهة الشرقية          |
| يوليو 1943 | إجمالي القوات: 6.724 مليون جندي؛ منهم 700 ألف الشرق الأقصى                                                   | إجمالي القوات: 3.933 مليون جندي؛ 63% منهم على الجبهة الشرقية          |
| يونيو 1944 | إجمالي القوات: 6.452 مليون جندي؛ منهم 700 ألف في الشرق الأقصى                                                | إجمالي القوات: 3.373 مليون جندي ؛ 62% منهم على الجبهة الشرقية         |
| يناير 1945 | إجمالي القوات: 6.452 مليون جندي؛ مع تزايد أعداد القوات السوفيتية في الشرق الأقصى بداية من فبراير للعام نفسه. | إجمالي القوات: 2.330 مليون جندي؛ 62% منهم على الجبهة الشرقية.         |
| إبريل 1945 | إجمالي القوات: 6.410 مليون جندي                                                                              | إجمالي القوات: 1.960 مليون جندي                                       |

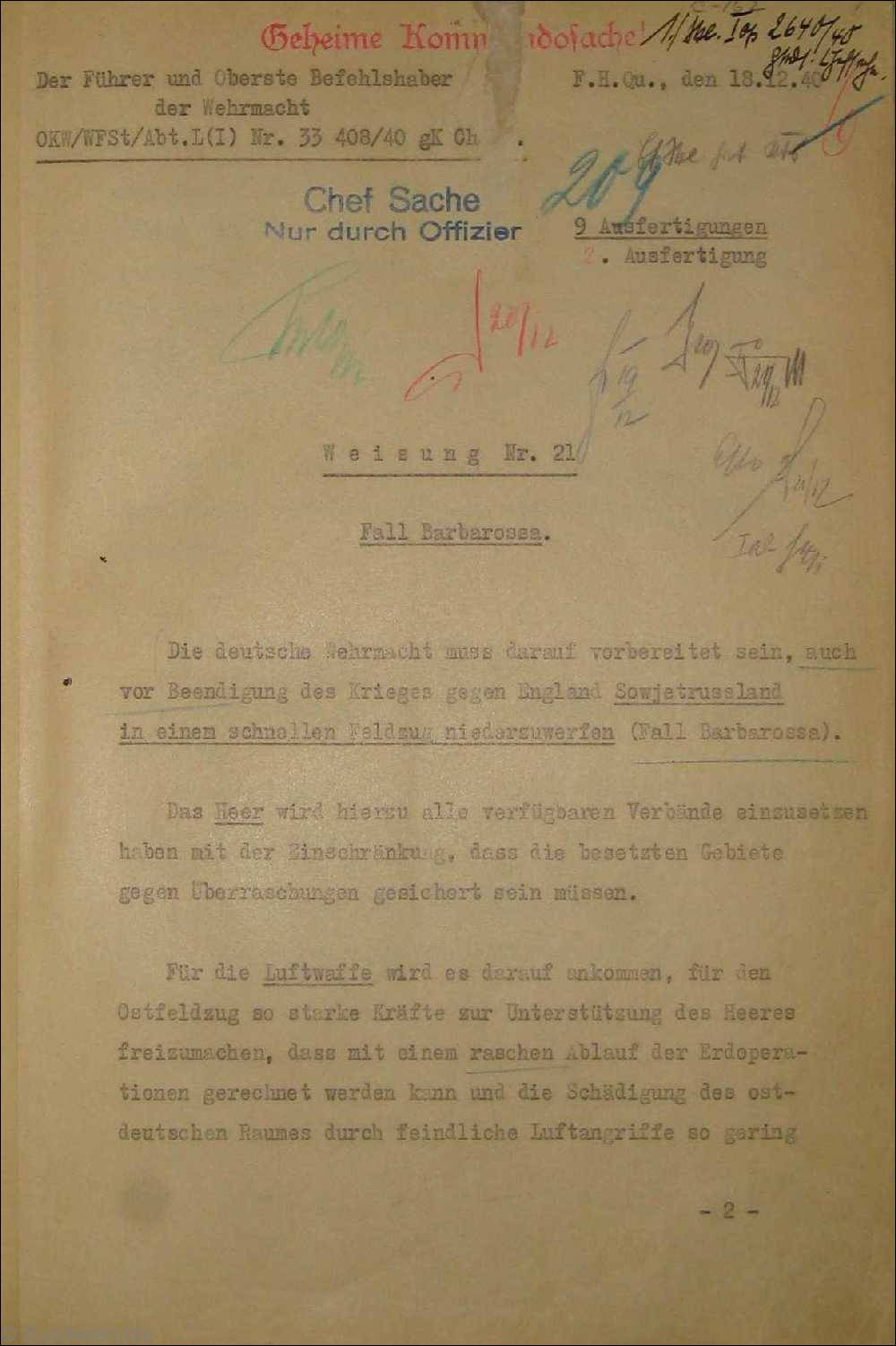
المرسوم العسكري رقم 21: عملية بارباروسا.

ساد الهدوء الحذر منطقة الحدود السوفيتية الألمانية وخطوط التماس بين البلدين والتي تم ترسيمها عقب الانتهاء من غزو بولندا خلال العامين الأولين للحرب، ركّزت فيها العسكرية الألمانية مجهوداتها لاجتياح أوروبا وتحقيق الانتصارات المتتالية على الجبهة الغربية، والتي بدأتها باجتياح الدانمرك والنرويج، مرورًا بغزو فرنسا والبلدان المنخفضة وأخيرًا حملة البلقان، مع ذلك لم يكف هتلر عن تحيّن الفرصة المناسبة لنقض معاهدته مع الاتحاد السوفيتي، فبحلول الخامس من ديسمبر لعام 1940 تلقّى هتلر الخطط العسكرية الخاصة بالغزو المُزمع على أن تبدأ القوات الألمانية في شن العمليات العسكرية مُنتصف العام التالي وتحديدًا في شهر مايو،  وبحلول الثامن عشر من ديسمبر وقّع هتلر المرسوم العسكري رقم 21، مُبديًا موافقته على بدء العمليات العسكرية بناءً على الخطط الموضوعة، والتي أسماها بعملية بارباروسا، والذي جاء فيه:
| الجبهة الشرقية (الحرب العالمية الثانية) | يجب على الفيرماخت الألمانية اتخاذ كافة الاستعدادات لسحق روسيا السوفيتية من خلال عملية عسكرية سريعة. | الجبهة الشرقية (الحرب العالمية الثانية) |

من جانبه، جاء قرار هتلر بالموافقة على بدء الغزو الألماني للأراضي السوفيتية مبنيًا على مزاعم أكّدت على انتصار الفيرماخت بمجرّد القضاء على قوات الجيش الأحمر المتمركزة غرب نهري ديفينا الغربي والدنيبر، قبل أن تُثبت المعارك على الجبهة الشرقية بطلان هذا الزعم والذي ألحق بالقوات الألمانية خسائر كارثية قبل انقضاء الشهر الأول من الهجوم الألماني.

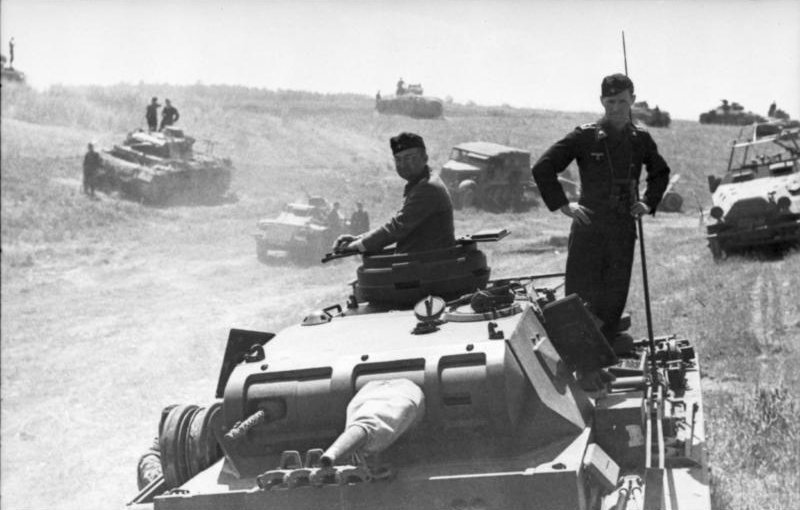
رتل دبابات بانزر-3 تستعد للتوغّل داخل الأراضي السوفيتية.

على الجانب الأخر، كان الزعيم السوفيتي جوزيف ستالين على عِلم بالنوايا الألمانية وما يُحاك من مؤامرات ضد بلاده، وهو ما أوضحه خلال لقائه بقادته العسكريين في ديسمبر من عام 1940، والذي أشار فيه لنوايا الزعيم الألماني وعزمه على اجتياح الأراضي السوفيتية وذلك من خلال ما أورده بنفسه على صفحات كتابه، كفاحي، والذي أورد فيه مساحة كبيرة للحديث بالتفصيل عن غزو الاتحاد السوفيتي، وعليه، أصدر ستالين تعليماته باتخاذ كافة التدابير الممكنة لصد الهجوم الألماني المُتوقع في ظل اعتقاد هتلر لحاجة الاتحاد السوفيتي لأربع سنوات كاملة للانتهاء من إعداد جيشًا قادرًا على صد الغزو الألماني، ومن ثمّ شدد ستالين على ضرورة الانتهاء من كافة الاستعدادات اللازمة خلال فترة وجيزة، على أن تعمل القيادة السياسية في الاتحاد السوفيتي على تأخير الهجوم الألماني لسنتين على الأقل، ، ومع ذلك لم يخلُ الموقف السوفيتي من الغموض، حيث تعددت تفسيرات المؤرخين له، خاصة خلال الساعات الأولى لبداية الغزو، حيث أبدى البعض اعتقاده بأن ستالين كان يخشى الانخراط في صراع عسكري مع ألمانيا، أو لعله لم يتوقع أبدًا أن تخوض العسكرية الألمانية حربًا على جبهتين، على الرغم من وجود العديد من القرائن التي أشارت لهذه الاحتمالية مُسبقًا والتي على أساسها قام بالاجتماع مع قادته العسكريين أواخر عام 1940، ومن ثم تحاشى الزعيم السوفيتي القيام بأي فِعل ما من شأنه استثارة نظيره الألماني، في الوقت الذي يؤكد فيه البعض الآخر من المؤرخين على رغبة ستالين الجامحة في الزج بألمانيا في حروب متعددة ضد سائر الدول الرأسمالية الأخرى، هذا بخلاف وجهة نظر أخيرة تؤكّد قناعة ستالين التامة باندلاع الحرب السوفيتية الألمانية بحلول عام 1942 رافضًا بشكل قاطع كافة المعلومات الاستخباراتية المؤكدة على اندلاع الحرب قبل هذا الموعد.

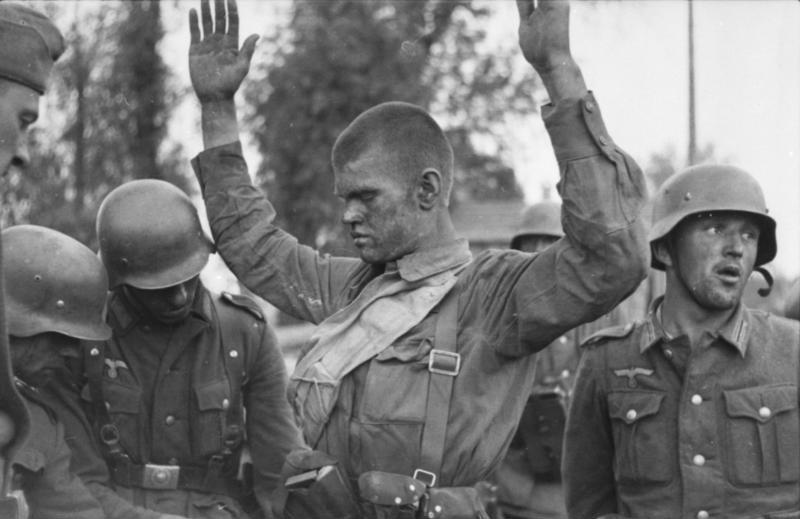
جنود الفيرماخت ينزعون السلاح عن جنديًا سوفيتيًا عقب أسره.

وبإلقاء النظر على الدراسات التاريخية الحديثة للحرب العالمية الثانية، نجد إبراز المؤرخ البريطاني، آلان ميلوارد، لعجز ألمانيا النازية عن خوض معارك طويلة الأمد، حيث اقتصرت انتصاراتها على الحروب الخاطفة ذات الهجوم المركّز، أو ما يُعرف في العقيدة العسكرية الألمانية بالبليتزكريك،  وهو ما أكدته الانتصارات الألمانية المتتابعة على الجبهة الغربية تحديدًا خلال الفترة الأولى من الحرب، فيما بين عامي 1939 و1940، وذلك على عكس الإمبراطورية الألمانية السابقة، كما أكد المؤرخ الأمريكي، إدوارد إريكسون، أن الموارد الألمانية لم تكن كافية إلا لدعم المجهود العسكري وتحقيق الانتصارات على الجبهة الغربية خلال عام 1940، بينما لعبت شحنات البضائع السوفيتية الصادرة إلى ألمانيا خلال فترة التعاون الاقتصادي الألماني السوفيتي الوجيزة بين البلدين دورًا رئيسيًا في التفوّق الألماني مع بداية عملية بارباروسا.
وطوال هاتان السنتان، استمرت ألمانيا في حشد أعداد هائلة من القوات في الجزء الشرقي لبولندا، والواقع ضمن حدودها السياسية بعد إتمام الغزو الألماني السوفيتي المشترك للأراضي البولندية، كما قامت بشن العديد من الغارات الاستطلاعية على طول الحدود المشتركة مع الاتحاد السوفيتي، والذي من جانبه قام بحشد فرقه على طول حدوده الغربية المواجهة للحدود الألمانية، وإن استمر الحشد السوفيتي لفترة أطول من تلك التي استنفذتها ألمانيا للغرض نفسه، وترجع أسباب التأخّر السوفيتي لقلة كثافة شبكة الطرق المؤدية لتلك المناطق، ومثلما كان الحال خلال النزاع الصيني السوفيتي حول خطوط السكك الحديدية بشرق الصين، وكذلك النزاعات الحدودية السوفيتية اليابانية من بعده، تسلمت القوات السوفيتية على الجبهة السوفيتية الغربية مرسومًا عسكريًا موقعًا من المارشال سيميون تيموشينكو وجنرال الجيش غيورغي جوكوف، بناءً على الأوامر الصادرة عن غنراليسموس الاتحاد السوفيتي، جوزيف ستالين، مؤداه الأخير عدم الرد على أية استفزازات من الجانب الألماني، وكذلك الامتناع التام عن القيام بأية عمليات هجومية خارج الحدود السوفيتية دون أوامر مسبقة، مما يعني أن الجيش الأحمر لن يدخل في أي نزاع عسكري إلا داخل أراضيه، كذلك لن يقوم بأي هجوم مضاد ضد القوات النازية خارج الحدود السوفيتية، وعليه، تمكنت القوات الألمانية من مفاجأة القيادة العسكرية والسياسية للاتحاد السوفيتي بشن هجوم 22 يونيو.

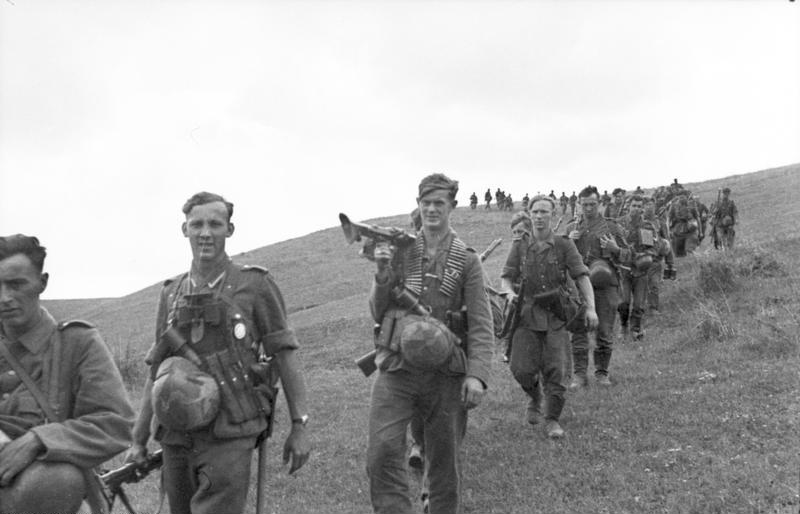
مشاة ألمان جنوب روسيا، يونيو 1943.

أما بخصوص التحذيرات التي وصلت لستالين حول الهجوم الألماني المتوقع فهي الأخرى محل شك، ولم يتم تبيّن مداها الصحيح، كذلك البرقيات التحذيرية الواردة للقيادة السوفيتية، والتي أكّدت على استعداد ألمانيا لشن هجوم شامل في 22 يونيو دون سابق إعلان للحرب، وهو الزعم الذي أنكره الزعيم السوفيتي نفسه واصفًا إياه بالخرافة الشعبية، إلا أن بعض المصادر التاريخية ذهبت لتأكيد صحة المعلومات الاستخباراتية التي وصلت للقيادة السوفيتية، والتي تجاهلتها الأخيرة لسوء التقدير وانعدام القدرة على تقييم الأمور، حيث ذكرت هذه المصادر المجهودات الحثيثة التي قام بها العملاء السوفيت أمثال ريخارد زورغه وويلي ليمان الذان قاما بإرسال تحذيرات للقيادة السوفيتية حول الغزو الألماني المحتمل، وخاصة زوركة، الذي عمل صحفيًا في اليابان وكان موضع ترحاب في سفارة الرايخ هناك، حيث بدأ في إرسال تحذيراته للاتحاد السوفيتي في 19 مايو مشيرًا لأعداد وتسليح القوات المشاركة في الغزو المنتظر، وهي المعلومات التي جناها من خلال حفلة أُقيمت في سفارة ألمانيا باليابان، وتحصّل من خلالها على الموعد المحتمل لبداية العمليات العسكرية، الذي تكهّن به البعض ليكون في العشرين من يونيو للعام نفسه، بحسب تصريحات المقدم إرفين شول، نائب الملحق العسكري الألماني في اليابان،  ثم أتبع زوركه برقيته بأخرى في 15 يونيو، حدد فيها تاريخ الغزو بدقةٍ، مشيرًا لوقوعه في الثاني والعشرين من الشهر نفسه بدلًا من الموعد الذي أرسله سابقًا،  وهو ما تأكّد بعد استسلام أحد الجنود الألمان والذي برهن على صحّة معلومات زوركة في 18 يونيو، ومع ذلك لم تُولي القيادة السوفيتية هذه المعلومات الاهتمام الأمثل،  كما لم تقتصر المصادر السوفيتية على زوركه فحسب، خاصة مع انتشار شبكات الجواسيس السوفيت في كافة بلدان العالم تقريبًا، ولعل أبرزها حلقة لوسي التجسسية في سويسرا، والتي استخدمت تعمية ألترا في إرسال تحذيرات مماثلة وردت إليها من مصادرها في بريطانيا عن الغزو الألماني.
من جانبها تمكنت الاستخبارات الألمانية من خداع وتضليل نظيرتها السوفيتية عن موعد الهجوم الألماني، من خلال قيام العملاء الألمان بإرسال رسائل تحذيرية مضللة حول مواعيد متضاربة للغزو الألماني بداية من شهر إبريل، ثم موعد أخر في مايو، وثالث يحدد موعد الغزو مع بداية يونيو، وهو ما دفع القيادة السوفيتية لتجاهل كافة المعلومات الواردة إليها فيما بعد بخصوص هذا الشأن، الأمر الذي أدّى بالاستخبارات السوفيتية لإرسال معلومات خاطئة لموسكو تؤكد استحالة وقوع الغزو الألماني للأراضي السوفيتية إلا بعد سقوط الإمبراطورية البريطانية،  أو رفض القيادة السوفيتية لإنذار أخير ترسله ألمانيا بخصوص تسليم أوكرانيا للقوات النازية أثناء الغزو الألماني لبريطانيا.

### الاستعدادات السوفيتية
على الرغم من تقديرات الزعيم الألماني أدولف هتلر، والقادة العسكريين الألمان من حوله، إلا أن الاتحاد السوفيتي لم يكن تلك الدولة الهشة بأي حال من الأحوال، خاصة مع ازدهار النهضة الصناعية التي عايشتها البلاد خلال العقد الرابع من القرن العشرين، والذي جعلت من الناتج المحلي السوفيتي يحتل المركز الثاني على مستوى العالم، متخلفًا فقط عن الولايات المتحدة الأمريكية وعلى قدم المساواة بالناتج الصناعي الألماني، كما شهدت الصناعات العسكرية نموًا متسارعًا، خاصة في الأعوام القليلة التي سبقت الحرب، حيث تم تحويل الجانب الأكبر من الناتج المحلي لخدمة المجهود الحربي، خاصة في ظل استعانة ستالين بالبارزين في مجال الصناعات العسكرية؛ كتوخاتشيفسكي على سبيل المثال، أحد القادة البارزين في مجال الحرب المدرعة خلال فترة ما بين الحربين العالميتين، والذي اتخذ من الكرملين مقرًّا له، حيث عكف على دراسة وتحديد الموارد اللازمة للتوسّع في عمليات إنتاج السلاح السوفيتي، وبحلول عام 1930 قدم دراسة مستفيضة للقيادة السياسية لإنتاج 40,000 دبابة و50,000 طائرة،  لتتماشى مع العقيدة العسكرية الجديدة التي كان الجيش الأحمر بصدد انتهجاها في العمليات العسكرية مع مطلع العقد الرابع، وتم إقرارها بالفعل خلال التغييرات الميدانية التي شهدتها المؤسسة العسكرية عام 1936، أو ما عُرف لاحقًا باسم مفهوم المعركة العميقة، كما تزايد حجم الإنفاق على التعزيزات الدفاعية ليبلغ 12% من إجمالي الناتج المحلي عام 1936، مقابل 5.3% فقط عام 1913، قبل تخطيه لنسبة 18% من إجمالي الناتج المحلي عام 1940.
وبالرجوع للمصادر التاريخية، فإن الاتحاد السوفيتي عانى بالفعل من قلة عدد الأفراد في المناطق العسكرية الغربية، والتي تواجد بها 2.6 مليون جندي سوفيتي مقابل 3.9 مليون جندي ألماني، وفق الإحصائات التي أوردها كلا من المؤرخين تايلور وبرويكتور،  بينما شدد ديفيد كلانتز على أن العدد الإجمالي لأفراد القوات النازية في ذلك الوقت لم يتجاوز 3.8 مليون جندي بحلول شهر يونيو من عام 1941، 900,000 منهم متمركزون بطول الجبهة الغربية،  بينما تخطى إجمالي عدد أفراد القوات السوفيتية حاجز الخمسة ملايين جندي مطلع يوليو من عام 1941، 2.6 مليون جندي منهم متمركزون غرب الاتحاد السوفيتي، في مواجهة القوات الألمانية، مقابل 1.8 مليون جندي في الشرق الأقصى، بينما بقت الأعداد المتبقية في المعسكرات التدريبية المنتشرة داخل البلاد،  ومع ذلك، فإن الأعداد المذكورة لا تعكس الصورة الحقيقية على أرض الواقع، حيث أن الأعداد الخاصة بالقوات السوفيتية لم تكن سوى تعداد الجنود خلال النسق الإستراتيجي الأول، والذي تم فيه حشد القوات السوفيتية على بُعد 400 كم داخل أراضيها في مواجهة الحدود الغربية للبلاد، والذي بلغ قرابة 2.9 مليون جندي في ذلك الوقت، كما لم تُشير الأعداد للنسق الإستراتيجي الثاني الأصغر حجمًا، والذي بدأ في التقدم صوب الحدود الغربية للبلاد بحلول 22 يونيو لعام 1941، والذي كان مُقررًا له اتخاذ مواقعه كاملة لدعم النسق الإستراتيجي الأول مطلع يوليو من العام نفسه، وفقًا لخطة الدفاع الإستراتيجي السوفيتية، كما أن أعداد القوات الألمانية شهدت بعض التهويل هي الأخرى، فعلى الرغم من نقل 3.3 مليون جندي ألماني للجبهة الشرقية، إلا أن المشاركة في الهجوم الرئيسي لم تُتح لكل هذه الأعداد، والتي بقى منها الكثير على ذمة الاحتياط العسكري، هذا بخلاف 600,000 جندي أخرين من سائر الدول الحليفة لألمانيا، وإن شاركوا في المعارك مع نهاية الموجة الهجومية الأولى.
وفي 22 يونيو 1941، حققت الفيرماخت تفوقًا ميدانيًا على الأرض من خلال الموجة الهجومية الأولى، بعد أن تمكنت 98 فرقة ألمانية؛ منها 29 فرقة مدرعة، وقرابة 90% من إجمالي القوات العاملة، من اقتحام جبهة القتال الممتدة بطول 1,200 كم (400 ميل) الممتدة ما بين بحر البلطيق شمالًا وجبال كاربات جنوبًا، في مواجهة قوات حرس الحدود التابعة للمفوضية الشعبية للشؤون الداخلية والفرق السوفيتية من النسق الإستراتيجي الأول، المتمركزة بطول الجبهة السوفيتية الغربية في المناطق العسكرية الثلاثة الخاصة؛ (البلطيق، وكييف، والمنطقة الغربية)، في ظل نجاح القوات الألمانية في حشد قواتها خلال فترة زمنية تقل بنحو إسبوعين كاملين عن تلك التي احتاجها الاتحاد السوفيتي لدعم تعزيزاته بالنسق الإستراتيجي الثاني، وخلال هذه الأثناء، تركّزت 41% من القواعد السوفيتية الثابتة في المناطق العسكرية القريبة من الحدود، وأغلبها في الشريط الحدودي البالغ طوله 200 كم (120 ميل) والذي تمركزت فيه أيضًا ناقلات الوقود، والمعدات وقاطرات السكك الحديدية.
ومن خلال التعبئة العامة، حافظ الاتحاد السوفيتي على زيادة عدد جنوده بصفة منتظمة والدفع بأعداد متزايدة إلى جبهته الغربية، بخلاف معارك عام 1941، التي حققت فيها القوات الألمانية تفوّقًا عدديًا، فمع بداية العمليات القتالية، بلغ التعداد الإجمالي للأفراد العاملين في صفوف الجيش الأحمر 5,774,211 جندي، موزّعين كالأتي؛ 4,605,321 فرد في القوات البرية، و475,656 فرد في القوات الجوية، و353,752 فرد في القوات البحرية، علاوة على 167,582 من أفراد حرس الحدود و171,900 من أعضاء القوات الداخلية التابعة للمفوضية الشعبية للشؤون الداخلية.
|               | 1 يناير 1939 | 22 يونيو 1941 | الزيادة % |
| ------------- | ------------ | ------------- | --------- |
| الفرق العاملة | 131.5        | 316.5         | 140.7     |
| الأفراد       | 2,485,000    | 5,774,000     | 132.4     |
| المدافع       | 55,800       | 117,600       | 110.7     |
| الدبابات      | 21,100       | 25,700        | 21.8      |
| الطائرات      | 7,700        | 18,700        | 142.8     |

أما من ناحية العتاد، حقق الاتحاد السوفيتي تفوقًا عدديًا هائلًا فيما يختص بقطع السلاح الرئيسية، وخاصة الدبابات، والتي امتلك منها 23,106 قطعة،  تركّزت 12,782 قطعة منهم في المناطق العسكرية الغربية الخمسة، ثلاثة مناطق من هذه الخمسة كانت في مواجهة مباشرة مع القوات الألمانية المحتشدة، وهو ما دفع أدولف هتلر للتصريح لاحقًا بأنه لو كان على دراية بقوة الدبابات السوفيتية قبيل عام 1941 لما أقدم على تنفيذ خطة الغزو،  ومع ذلك بقت معايير الصيانة والتجهيز العائق الأساسي الذي حد من كفاءة الدبابات السوفيتية، خاصة مع محدودية إمدادات الذخيرة وقِصر مدى أجهزة الإتصال المثبتة في الدبابات، مما أضعف من قدرة تواصل الوحدات مع بعضها البعض، علاوة على افتقار أغلب الوحدات للشاحنات المُستخدمة لنقل المؤن والذخيرة وقطع الغيار.
وبحلول عام 1938، بدأ الاتحاد السوفيتي في توزيع الدبابات على فِرق المشاة لتقديم الدعم الميكانيكي اللازم، وهي الإستراتيجية التي قامت القيادة العسكرية بتغييرها بعد إعادة دراسة المعارك السوفيتية في الأراضي الفنلندية أثناء حرب الشتاء، وكذلك متابعة الاجتياح الألماني لفرنسا، مما أدى إلى إعادة هيكلة القوات المدرعة السوفيتية بنفس الأسلوب التي ابتدعته ألمانيا، من خلال تشكيل فرق وفيالق مدرّعة كاملة بدلًا من تشتيتها في دعم وحدات المشاة المختلفة، ولكن على الرغم من الإقدام على هذه الخطوة، إلا أنها لم تحقق النتائج المرجوة خلال عملية بارباروسا، وذلك لعدم توافر العدد المناسب من القطع المدرّعة لتشكيل قوة فعلية رادعة.
ومع بداية العمليات العسكرية، امتلكت الفيرماخت قرابة 5,200 دبابة، خُصصت 3,350 منهم لتنفيذ عملية الاجتياح للأراضي السوفيتية، حيث دخل سلاح المدرعات الألماني المعركة مُتخلفًا عن الاتحاد السوفيتي عدديًا بنسبة 4:1، وعلى الرغم من التفوق العددي الملحوظ، إلا أن الدبابات السوفيتية المتطورة في ذلك الوقت، من طرازي تي-34 وكى في-1 لم تمثّل سوى نسبة 7.2% فقط من إجمالي عدد الدبابات السوفيتية على أرض المعركة.
واستمر التفوق العددي السوفيتي مستمرًا كذلك على صعيد القوات الجوية، وإن كان تفوقًا نظريًا فقط، حيث شكّلت العديد من القطع البالية القوام الرئيسي للقوات الجوية السوفيتية، كما افتقدت قوات الدفاع الجوي للتقنيات المتطورة لاصطياد الأهداف،  علاوة على وضع القوات في الحالة السلمية خلال ذلك الوقت، وهو ما يصلح لتفسير وجود الطائرات السوفيتية جميعها في صورة متراصة داخل مرابضها، مما جعلها هدفًا سهلًا للوفتفافه الألمانية في الأيام الأولى من العمليات العسكرية، هذا بخلاف الأوامر الصادرة من القيادة العسكرية بعدم التصدي لطائرات الإستطلاع الألمانية قبل الغزو، على الرغم من اختراقاتها المتعددة للمجال الجوي السوفيتي.
كما أدى افتقار القوات الجوية السوفيتية للطائرات الحديثة إلى إعاقة المجهود الحربي على الجبهة الشرقية، حيث شكلت الطائرات البالية من طرازي بوليكاربوف أي-15 مزدوجة الأسطح وبوليكاربوف أي-16 الجانب الأكبر من الطائرات، وذلك حتى عام 1941 حينما بدأت الاتحاد السوفيتي في إنتاج الطائرات الحديثة مثل ميج-3، ولاغغ-3، وياك-1 بأعداد كبيرة تسمح بتعويض ما فُقد من طائرات خلال الأيام الأولى للحرب، وإن بقت هذه الطائرات أقل كفاءة من نظيرتها الألمانية من طرازي مسرشمیت بي‌اف 109 وفوك وولف فو 190 التي دخلت الخدمة في سبتمبر من عام 1941، علاوة على ذلك، افتقرات أغلب الطائرات السوفيتية لأجهزة الاتصال، أما الطائرات المزودة بمثل هذه الأجهزة فكانت أجهزتها إما عاطلة عن العمل، أو تستخدم تقنيات غير مشفرة سهّلت عمل القوات الألمانية في التصدي للتشكيلات السوفيتية، كما ساعد الأداء السيئ للقوات الجوية السوفيتية ضد فنلندا إبان حرب الشتاء على زيادة عامل الثقة لدى اللوفتفافه الألمانية في قدرتهم على تحقيق انتصار سريع في سماء الجبهة الشرقية، والي تحقق بالفعل على الرغم من بداية الاتحاد السوفيتي في تكثيف التدريبات الخاصة بالطيارين، استعدادًا للهجوم الألماني المتوقع على البلاد خلال عام 1942 أو ما بعد ذلك، وفق قناعات القيادة السياسية للبلاد، وإن ظلت هذه التدريبات فقيرة إلى حد بعيد مفتقدة المناورات الحقيقية والطائرات المؤهلة لهذا الغرض، متماشيًا مع أمر المفوض الشعبي لشؤون الدفاع رقم 0362 والصادر بتاريخ 22 ديسمبر 1940 بتكثيف البرامج التدريبية للطيارين مع تخفيض المدة الزمنية المطلوبة لإتمام البرنامج التدريبي، حتى بداية المعارك في 22 يونيو 1941، حيث امتلك الاتحاد السوفيتي 37 طائرة من طراز ميج-1 و201 طائرة من طراز ميك-3، ومع ذلك لم يمتلك سوى أربعة طيارين قادرين على التحليق بمثل هذه الطائرات.

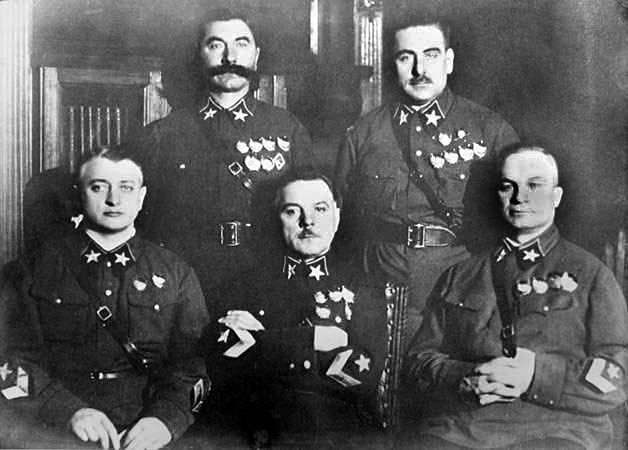
مارشالات الاتحاد السوفيتي الخمس الأوائل، نوفمبر 1935، من اليسار إلى اليمين: توخاتشيفسكي، سيميون بوديوني، كليمنت فوروشيلوف، فاسيلي بليوخير وألكسندر إليتش يغوروف، لم ينج منهم سوى بوديوني وفوروشيلوف.

على الجانب الأخر، تمكنت القوات الألمانية من تعويض النقص العددي في صفوفها عن طريق فارق الخبرة والاستعداد الجيد للمعركة، علاوة على ضعف الجانب الخططي والتكتيكي للقوات السوفيتية عقب التطهير الأعظم الذي قام به جوزيف ستالين خلال الفترة ما بين عامي 1936 و1938، حيث عمد ستالين إلى التخلّص من كافة الخصوم السياسيين والعسكريين على حد السواء، والذي أمر بإعدام ثلاثة من أصل خمس مارشالات شغلوا هذه الرتبة قبيل الحرب، ومن أصل تسعين جنرال أُلقي القبض عليهم، لم ينجُ سوى ست فقط، علاوة على ستة وثلاثين قائد فرقة من أصل مائة وثمانين أُلقي القبض عليهم، وسبع قادات من قادة الفيالق من أصل سبعة وخمسين أُلقي القبض عليهم، ليبلغ مجموع من أُعدموا من صفوف الجيش الأحمر قرابة 30,000 فرد،  بينما تم ترحيل أعداد أكبر من تلك إلى سيبيريا حيث تم إيداعهم معتقلات الجولاج، ليحل محلّهم ضباط أخرين ممن وصفهم ستالين باللائقين سياسيًا، والذين افتقدوا الخبرة اللازمة لشغل مناصبهم الجديدة، حيث بلغ متوسط فارق الأعمار بين قادة الفيالق السوفيتية وقادة الفرق الألمانية إلى إثني عشر عامًا لمصلحة القادة الألمان، ومن ثمّ بقت هذه المناصب عرضة للتبديل المستمر، حيث لم يستمر 75% من قادة الجيش الأحمر لفترة أطول من عام واحد في مناصبهم بحلول عام 1941، مما أدى لتجرّع القوات السوفيتية للهزائم المتكررة خلال المراحل الأولى من الحرب، بسبب رعونة القادة الصغار وافتقارهم للشجاعة اللازمة لاتخاذ القرارات المصيرية خلال الأوقات الحرجة.
وبحلول أغسطس 1940، تحصلت الاستخبارات البريطانية تفضح النوايا الألمانية الساعية لشن هجوم واسع النطاق على الاتحاد السوفيتي، وهو ما تأكّد بالفعل بعد إعطاء هتلر الضوء الأخضر للمضي قدمًا في الاستعداد لتنفيذ عملية بارباروسا،  وهي المعلومات التي تجاهلها ستالين لانعدام ثقته تجاه البريطانيين، وإيمانه بعدم صحة هذه المعلومات والتي نظر إليها على أنها خدعة بريطانية بغرض الدفع بالاتحاد السوفيتي داخل المعركة،  واستمر تكذيب الزعيم السوفيتي للمصادر البريطانية حتى حلول ربيع 1941، عندما تمكنت وكالات الاستخبارات السوفيتية ونظيرتها الأمريكية من جني معلومات مماثلة والتحقق منها، وإرسال العديد من الرسائل التحذيرية المتواصلة والدورية للقيادة السوفيتية بشأن العدوان الألماني المحتمل،  ومع ذلك، استمر ستالين في تجاهل التحذيرات المتوالية بغية عدم استثارة الزعيم الألماني،  على الرغم من إيمانه التام باحتمالية الاجتياح النازي لبلاده، في ظل قناعته بافتقار اتفاق مولوتوف-ريبنتروب للضمانات المناسبة التي تكفل عدم اعتداء ألمانيا على الأراضي السوفيتية، والذي تم توقيعة بين الجانبين قبل عامين من هذا التاريخ،  وعليه، لم تكن القوات السوفيتية المتمركزة على الحدود الغربية للبلاد في أتم استعداداتها لدخول معارك شاملة، علاوة على الأوامر الصادرة من القيادة السوفيتية نفسها والتي نصّت على عدم الاشتباك أو تبادل إطلاق النار تحت أي ظرف من الظروف دون أوامر مسبقة، وإن صدرت الأوامر برفع حالة التأهب للحالة الصفراء بحلول العاشر من إبريل.
من جانبها، قامت القوات السوفيتية بتحريك الأفراد والمعدات تجاه الحدود الغربية مع اقتراب موعد الغزو الألماني، وعلى الرغم من كثافة هذه القوات إلا أنها لم تكن مهيأة لصد الغزو المحتمل، وذلك للتغييرات الجذرية التي أحلت بالتخطيط المتّبع وفقًا للعقيدة العسكرية للجيش الأحمر، والذي تبنته المؤسسة العسكرية السوفيتية في عام 1938 في ضوء خطة جنرال الجيش دميتري بافلوف لمواكبة الخطط الدفاعية لباقي الدول والمبنية أساسًا على الدفاع الخطّي، والمُعتمدة على الدفع بفرق المشاة مدعومة بوحدات أساسية من الدبابات لتكوين نقاط حصينة بطول خط الدفاع، واستمر الجيش الأحمر في اتباع هذه العقيدة العسكرية حتى جائت صدمة سقوط فرنسا على يد القوات الألمانية، حيث تمكنت الفيرماخت من اكتساح القوات الفرنسية في مدة قصيرة لم تتجاوز الأسابيع الستة، وعليه، قامت المؤسسة العسكرية بتحليل نتائج الغزو الألماني لفرنسا، وإن بُني هذا التحليل على معلومات غير مكتملة أدت لاستنتاجات خاطئة ألقت باللوم على اعتماد فرنسا على خطة الدفاع الخطّي وافتقارها للوحدات المدرّعة ضمن صفوف قواتها الاحتياطية، ومن ثمّ عمد الاتحاد السوفبتي إلى تغيير خططه الدفاعية قبل أشهر قليلة من الغزو الألماني لأراضية، ومن ثمّ تخلّى الاتحاد السوفيتي عن خطط الدفاع الخطّي وعمل على تركيز قوات المشاة في تشكيلات أكبر،  كذلك جمع العدد الأكبر من الدبابات في تسع وعشرين فيلق مميكن، ضم الواحد منهم 1,031 دبابة لصد طليعة القوات الألمانية، وهدفت الخطة الدفاعية السوفيتية إلى الدفع بفرق المشاة لإجبار المشاة الألمان على التراجع بعد ذلك، كذلك العمل على دعم ميسرة القوات السوفيتية المتمركزة في أوكرانيا لشن عملية تطويق إستراتيجية بعد القضاء على مجموعة الجيوش الجنوبية الألمانية، لتتحرك داخل بولندا خلف خطوط مجموعتي الجيوش الشمالية والوسطى، بعدها يستمر التوغل السوفيتي داخل أوروبا.

## تسيير العمليات
على الرغم من أن المؤرخين الألمان لم يقوموا بتقسيم مراحل القتال على الجبهة الشرقية إلى فترات زمنية أو مراحل قتالية إلا أن جميع المؤرخين السوفيت والروس قاموا بتقسيم الحرب ضد ألمانيا وحلفائها إلى ثلاثة مراحل قتالية قُسمت فيما بعد إلى حملات كبرى على مسرح الحرب:

وسام الحرب الوطنية من الطبقة الأولى، ناله أكثر من مليوني فرد عاصروا الحرب العالمية الثانية.

1. المرحلة الأولى من الحرب الوطنية العظمى (بالروسية: Первый период Великой Отечественной войны) من 22 يونيو 1941 وحتى 18 نوفمبر 1942
  - حملة صيف - خريف 1941 (بالروسية: Летне-осенняя кампания 1941 г) من 22 يونيو وحتى 4 ديسمبر 1941
  - حملة شتاء 1941-1942 (بالروسية: Зимняя кампания 1941/42 г) من 5 ديسمبر 1941 وحتى 30 إپريل 1942
  - حملة صيف - خريف 1942 (بالروسية: Летне-осенняя кампания 1942 г) من 1 مايو وحتى 18 نوفمبر 1942
2. المرحلة الثانية من الحرب الوطنية العظمى (بالروسية: Второй период Великой Отечественной войны) من 19 نوفمبر 1942 وحتى 31 ديسمبر 1943
  - حملة شتاء 1942-1943 (بالروسية: Зимняя кампания 1942/43 г) من 19 نوفمبر 1942 وحتى 3 مارس 1943
  - حملة صيف - خريف 1943 (بالروسية: Летне-осенняя кампания 1943 г) من 4 مارس وحتى 31 ديسمبر 1943
3. المرحلة الثالثة من الحرب الوطنية العظمى (بالروسية: Третий период Великой Отечественной войны) من 1 يناير 1944 وحتى 9 مايو 1945
  - حملة شتاء - ربيع 1944 (بالروسية: Зимне-весенняя кампания 1944 г) من 1 يناير وحتى 31 مايو 1944
  - حملة صيف - خريف 1944 (بالروسية: Летне-осенняя кампания 1944 г) من 1 يونيو وحتى 31 ديسمبر 1944
  - حملة أوروبا 1945 (بالروسية: Кампания в Европе 1945 г) من 1 يناير وحتى 9 مايو 1945

### عملية بارباروسا: صيف 1941

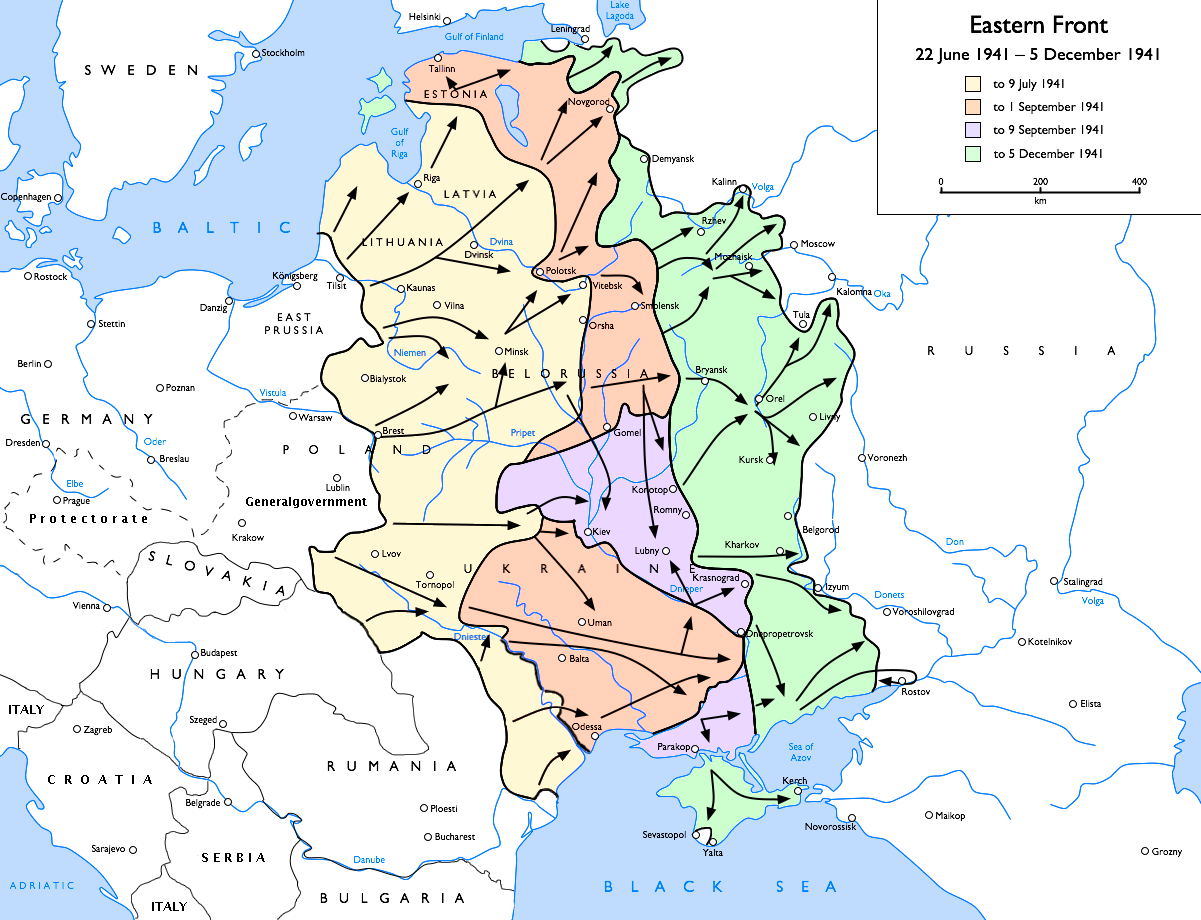
عملية بارباروسا: الغزو الألماني للالأتحاد السوفيتي، 21 يونيو 1941 وحتى 5 ديسمبر 1941:
حتى 9 يوليو 1941
حتى 1 سبتمبر 1941
حتى 9 سبتمبر 1941
حتى 5 ديسمبر 1941

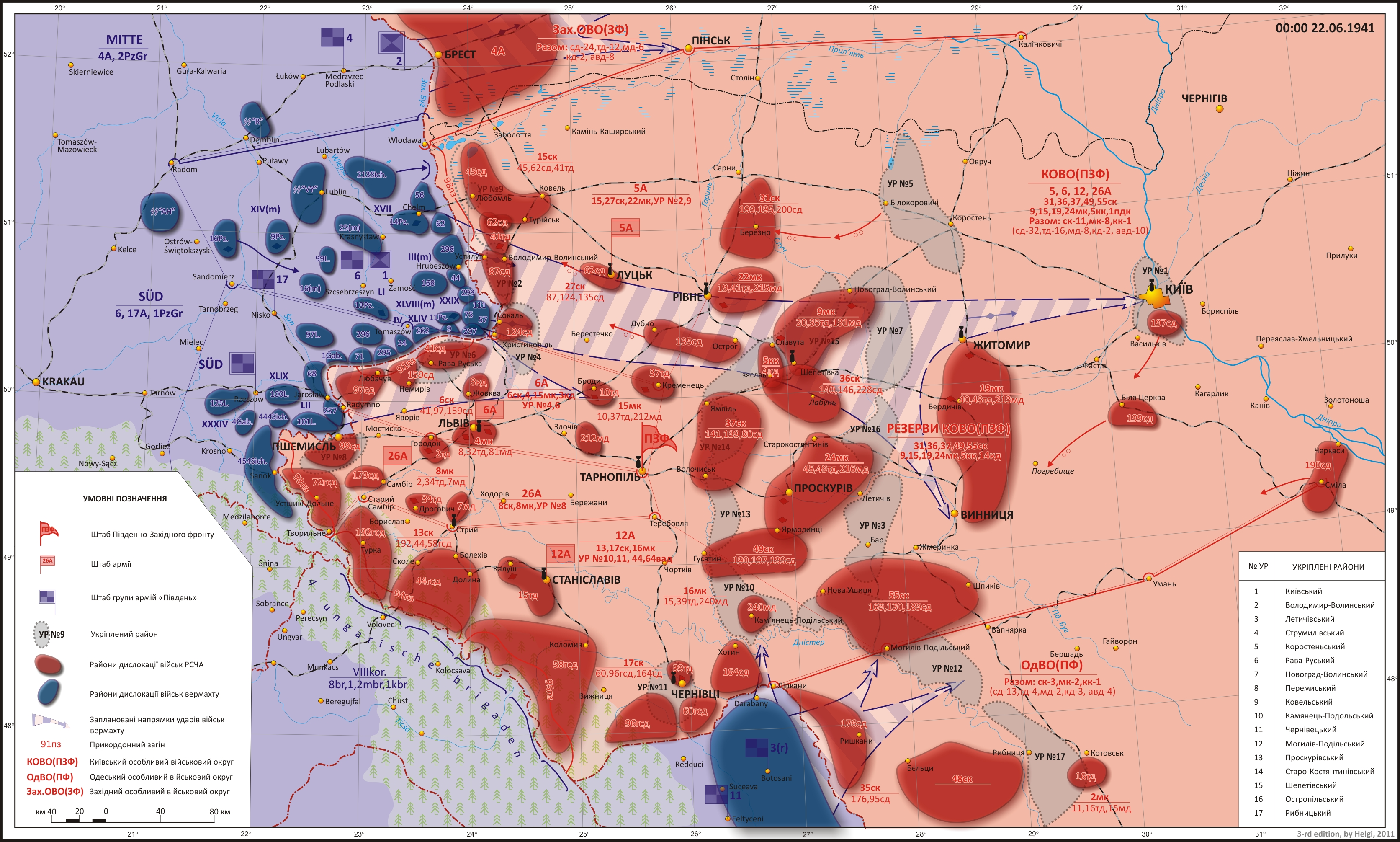
خريطة الجبهة الجنوبية الغربية (الأوكرانية) في 22 يونيو 1941

في الحادي والعشرين من يوليو لعام 1940 اجتمع أدولف هتلر بقادة جيوشه طالبًا إعداد خطة مُحكمة لغزو الاتحاد السوفيتي، وهو ما تم بالفعل، حيث أصدر توجيهاته لاحقًا بأمر القيادة العليا للفيرماخت رقم 21 بتاريخ 18 ديسمبر 1940 بخصوص الشأن ذاته،  وهو ما عُرف لاحقًا باسم عملية بارباروسا (بالألمانية: Unternehmen Barbarossa)، وما هي إلا شهور معدودة حتى بدأ الغزو الألماني قبل بزوغ فجر 22 يونيو 1941 بتدمير شبكة الاتصالات السلكية في مختلف المناطق العسكرية الغربية للاتحاد السوفيتي لعزلها تمامًا عن القيادة المركزية في موسكو،  وبحلول الساعة الثالثة والربع من فجر اليوم نفسه بدأت تسع وتسعون فرقة (من ضمنها أربعة عشر فرقة بانزر وعشرة فرق مُدرّعة) من أصل مائة وتسعين فرقة ألمانية متمركزة على الحدود السوفيتية بتنفيذ عملية هجومية واسعة النطاق بطول الجبهة الممتدة بين بحر البلطيق والبحر الأسود، وصحب هذه الفرق الألمانية أثناء الهجوم بعض الفرق الأجنبية الأخرى والعاملة في صفوف الجيش الألماني في ذلك الوقت، ومنها؛ عشرة فرق رومانية مدعومة بتسعة ألوية رومانية وأربعة مجرية،  في اليوم نفسه قامت القيادة العامة بالاتحاد السوفيتي بتغيير أسماء مناطق البلطيق، والمنطقة الغربية، ومنطقة كێف العسكرية الخاصة إلى جبهات قتال، وتحديدًا الجبهة الشمالية الغربية، والجبهة الغربية، والجبهة الجنوبية الغربية على الترتيب،  كما فرضت ألمانيا سيطرتها الجوية بعدما قام سلاح الطيران الألماني بتوجيه ضربة مباشرة للمطارات السوفيتية أدت إلى تدمير الجزء الأكبر من أسراب المقاتلات المرابضة في تلك المطارات والممتدة بطول جبهة القتال وإن كان أغلب تلك الطائرات من طرازات قديمة غير قادرة على محاكاة التفوّق الألماني.
واستمرت العمليات الهجومية لمدة شهر على ثلاث محاور بدون توقف؛ حيث قامت قوات البانزر بتطويق مئات الآلاف من أفراد القوات السوفيتية في جيوب ضخمة، وهو ما تراجع بالتدريج بسبب بطء تقدم قوات المشاة الألمانية، بينما استمرّت قوات البانزر في الهجوم المتواصل السريع تطبيقًا للعقيدة العسكرية الألمانية المسماة بالبليتزكريك.
من جانبه تركّز الهجوم الألماني حول لينينغراد والتي كانت بمثابة الهدف الرئيسي لمجموعة الجيوش الشمالية وبات شن الهجوم من داخل دول البلطيق الطريق الأنسب للوصول إلى المدينة، وعليه تقدمت القوات المكوّنة من الجيشين السادس عشر والثامن عشر والمجموعة الرابعة بانزر داخل ليتوانيا ولاتفيا وإستونيا وحتى منطقتي بسكوف ونوفغورود الروسيتين، حيث تلقّت القوات الألمانية الدعم في دول البلطيق الثلاثة من جانب المتمردين المحليين والذين نجحوا في تحرير ليتوانيا بالكامل، إضافة إلى الجزء الشمالي من لاتفيا والجزء الجنوبي من إستونيا من أيدي القوات السوفيتية قبل دخول القوات الألمانية للبلاد.
من جانبها تمكنت مجموعتا البانزر الثانية والثالثة التابعتان لمجموعة الجيوش الوسطى من محاصرة بريست-ليتوفسك شمالًا وجنوبًا، وتبعتهما الجيوش الألمانية الثانية والرابعة والتاسعة، بعدها واصلتا مجموعتي البانزر تقدمهما صوب نهر بيريزينا في ستة أيام فقط، والتي تبعد قرابة 650 كم (400 ميل) من نقطة الانطلاق، وتمثلت المهمة التالية لمجموعتي البانزر في عبور نهر الدنيبر وهي المهمة التي تمّت بنجاح في 11 يوليو، وتبعها الاستيلاء على سمولينسك في 16 يوليو، إلّا أن المقاومة السوفيتية الشرسة حول المدينة وتباطؤ القوات الألمانية في التقدم شمالًا وجنوبًا أجبرا هتلر على إيقاف الزحف صوب موسكو وتحويل وجهة مجموعة البانزر الثالثة شمالًا، في حين صدرت الأوامر لمجموعة البانزر الثانية بقيادة الكولونيل العام (بالألمانية: Generaloberst) هاينز جوديريان بالتحرّك جنوبًا في مناورة تطويق كبرى لدعم مجموعة الجيوش الجنوبية المتقدمة صوب أوكرانيا، مما ترك مشاة مجموعة الجيوش الوسطى دون دعم من القوات المدرّعة أثناء تقدمها البطئ صوب موسكو.
وأعتمدت خطة الهجوم الألمانية الرئيسية على تنفيذ عمليتين هجوميتين متزامنين على موسكو وكييف، بالإضافة إلى عملية تغطية في الشمال باتجاه لينينغراد، ثم تبعها تعديل جعل من موسكو هدفًا رئيسيًا مع تقدّم القوات المرابضة في رومانيا إلى داخل الأراضي الأوكرانية ثم تنفيذ الهجوم على لينينغراد في الشمال من داخل الأراضي الأوكرانية، وظلت هذه خطة الهجوم المُعتمدة حتى بدء تنفيذ عملية بارباروسا، قبل أن يقوم هتلر نفسه بتعديل الخطة النهائية لتشمل الهجوم الفوري على لينينغراد مع توجيه ضربتين عسكريتين متزامنتين باتجاه موسكو وسمولينسك،  من جانبها أدّت هذه السلسلة من القرارات المتضاربة إلى نشوب العديد من الخلافات بين صفوف القادة الألمان الذين أصرّوا على ضرورة الاستمرار في الهجوم الفوري على موسكو على عكس رغبة هتلر الذي أوضحها خلال قرار لوتزين، والذي أمر فيه بتحويل وجهة مجموعة البانزر الثانية بقيادة الكولونيل عام هاينز جوديريان والجيش الثاني من مجموعة الجيوش الوسطى بقيادة جنرال دير كافاليري (بالألمانية: General der Kavallerie) ماكسيميليان فون فيخس جنوبًا لدعم مجموعة الجيوش الجنوبية وتدمير الجبهة السوفيتية الجنوبية الغربية، مؤكدًا على أهمية الموارد الموجودة في أوكرانيا، سواءًا كانت زراعية أو تعدينية أو صناعية، كذلك احتياطيات الوقود السوفيتية بمنطقة غوميل، والواقعة بين الجناح الجنوبي لمجموعة الجيوش الوسطى والجناح الشمالي المتعثّر للمجموعة نفسها، وكان لهذا القرار، والذي عُرف فيما بعد باسم الوقفة الصيفية، عظيم الأثر على نتائج معركة موسكو والذي دائما ما وصفه المؤرخون كأحد الأسباب المباشرة لهزيمة القوات الألمانية على الجبهة الشرقية، وذلك من خلال التخلّي عن عنصر السرعة في الانقضاض على موسكو مقابل محاصرة مجموعات كبيرة من الفصائل السوفيتية حول كييف.

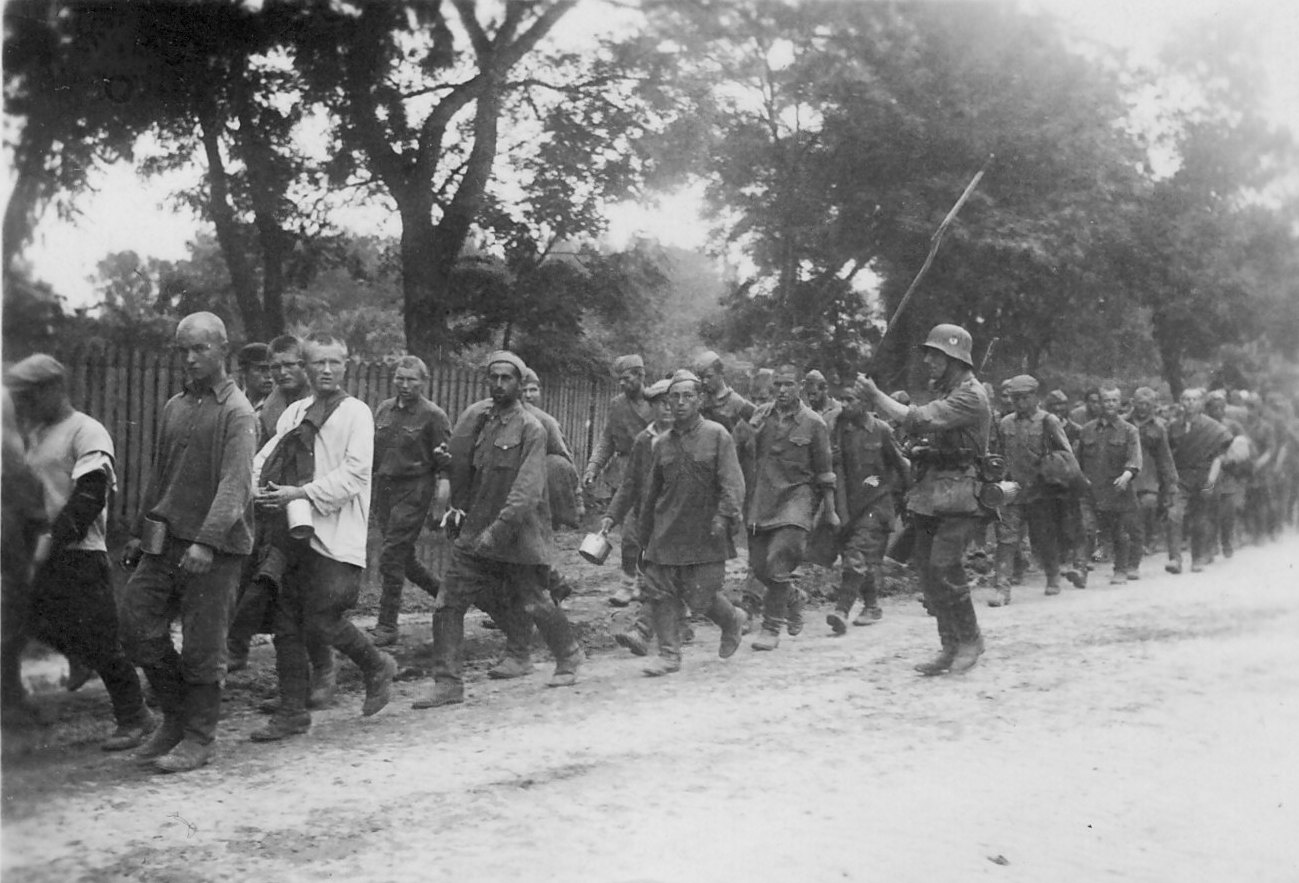
أسرى سوفيت في طريقهم إلى أحد معسكرات الاعتقال الألمانية عام 1941.

على صعيد آخر، تولّت المجموعة الأولى يانزر والجيوش السادسة والحادية عشر والسابعة عشر من مجموعة الجيوش الجنوبية مهمة التقدّم داخل غاليسيا باتجاه أوكرانيا وإن كان تقدم هذه المجموعة بطيئًا نوعًا ما، علاوة على ما تكبدته من خسائر في واحدة من معارك الدبابات الكبرى، ومع انتصاف شهر يونيو تمّت عملية تأمين الممرات المؤدية إلى كييف ومن ثمّ اندفع الجيش الحادي عشر صوب أوديسا عبر بيسارابيا بمساعدة الجيشين الثالث والرابع الرومانيين،  كما تقدّم الجيش الأول بانزر نحو انحنائة مسار نهر الدنيبر عند منطقة دنيبروبيتروفسك حيث التقى مع طليعة مجموعة الجيوش الوسطى عند أومان وهي المدينة التي تمكنت القوات الألمانية عندها من الإيقاع بقرابة المائة ألف أسير سوفيتي في واحدة من عمليات التطويق الكبرى، وفي الثالث من يوليو خرج ستالين ليتحدث لمواطني الاتحاد السوفيتي من خلال صوت موسكو لأول مرة منذ الاجتياح الألماني للبلاد في خطابٍ ملائم للظروف المحيطة ومعترفًا بخسارة الاتحاد السوفيتي لليتوانيا بالكامل وأجزاء كبيرة من لاتفيا وإستونيا وبيلاروسيا وغرب أوكرانيا، مبررًا موافقته السابقة على اتفاقية عدم الاعتداء الألمانية السوفيتية لعام 1939 بالتوجّه السلمي للاتحاد السوفيتي غير منتبهُا لما تضمره النوايا الألمانية من سوء تجاه بلاده، كما أعلن لأول مرة عن تشكيل لجنة عليا للدفاع (ستافكا) بموجب القرار السرّي الصادر عن مجلس مفوضو الشعب واللجنة المركزية للحزب الشيوعي السوفيتي رقم 825 بتاريخ 23 يونيو وبمقتضى سُلطاته كرئيس للحكومة وزعيم للحزب الشيوعي السوفيتي، والذي أقرّ بتعيين المارشال سيميون تيموشينكو وزير الدفاع رئيسُا، قبل أن ينصّب جوزيف ستالين نفسه رئيسُا للستافكا في العاشر من يوليو وحتى نهاية الحرب، وعضوية كل من غيورغي جوكوف وسيميون بوديوني وكليمنت فوروشيلوف ونيكولاي كوزنيتسوف، والذي استُبدل في العاشر من يوليو ببوريس شابوشنيكوف، وأخيرًا فياتشيسلاف مولوتوف، أعقب هذا البيان مباحثات مع رئيس الوزراء البريطاني ونستون تشرشل في العاشر من يوليو انتهت بتوقبع وثيقة تفاهم سوفيتية بريطانية مشتركة في 12 يوليو تضمنت إعلان الحرب على ألمانيا النازية وانضمام الاتحاد السوفيتي للحلفاء، كما شملت المعاهدة ترسيم الحدود بين الاتحاد السوفيتي وبولندا بجعل خط كورزون حدًا فاصلًا بين البلدين، علاوة على التعاون المتبادل بين بريطانيا والاتحاد السوفيتي شريطة عدم توقيع أيًا منهما لاتفاقية سلام أُحادية الجانب مع دول المحور، وخلال هذه المباحثات شهدت العاصمة السوفيتية أولى غارات سلاح الجو الألماني عليها.
ومع انتصاف سبتمبر التقت طليعة الفرق المدرعة من مجموعة الجيوش الجنوبية مع المجموعة الثانية بانزر بقيادة جوديريانعلى مقربة من لوخفيتسيا حيث قاموا بعزل أعداد كبيرة من الفصائل السوفيتية في جيب شرق كييف وذلك قبل استسلام 400,000 أسير سوفيتي مع سقوط كييف في 19 سبتمبر.

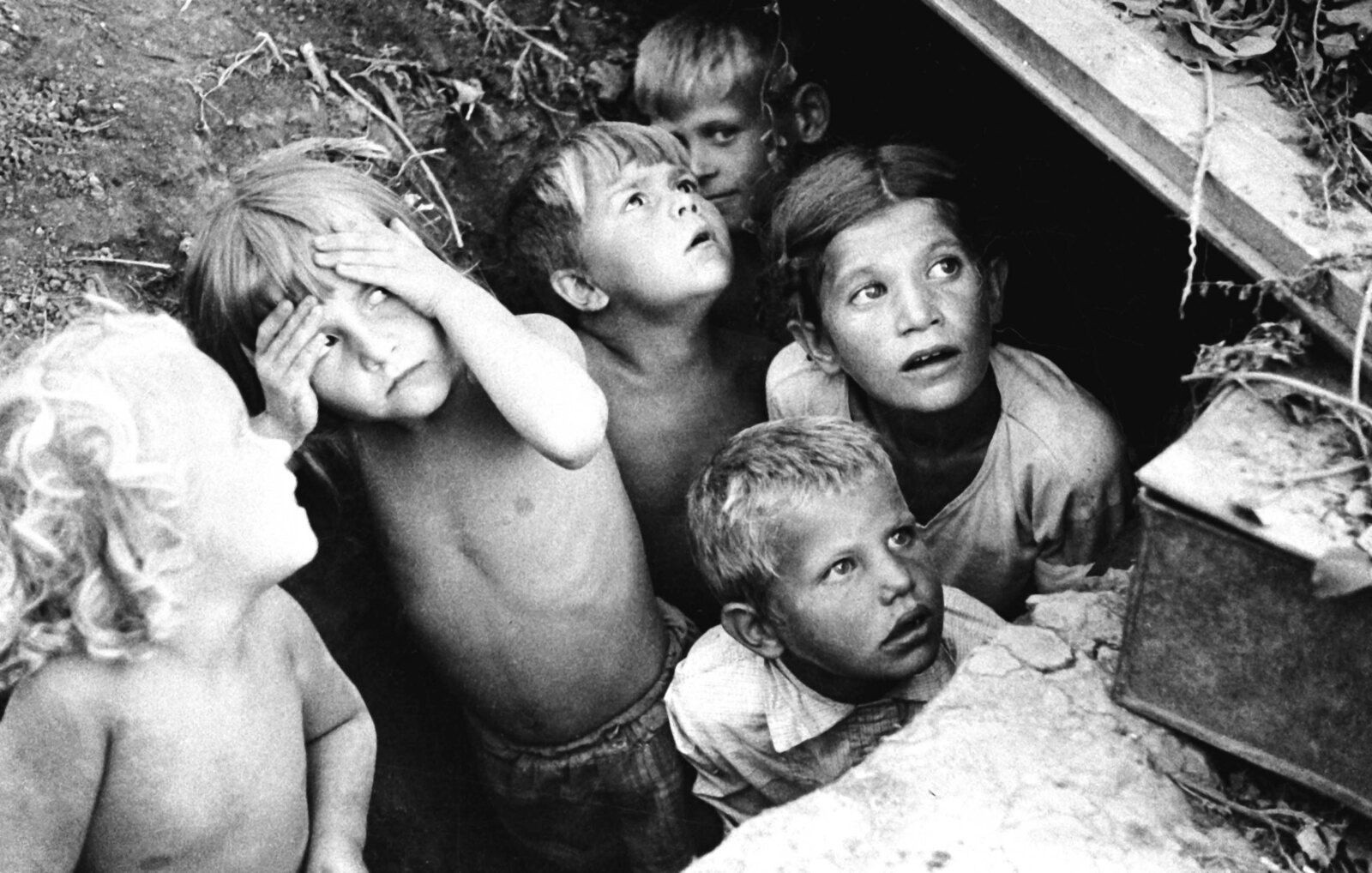
أطفال سوفيت داخل مخبأ أرضي أثناء إحدى الغارات الألمانية.

وبانسحاب الجيش الأحمر إلى ما وراء نهري الدنيبر ودفينا أصبح إخلاء العدد الأكبر من المدن الصناعية الواقعة غرب الاتحاد السوفيتي على رأس أولويات القيادة العامة للبلاد، وعليه تم تفكيك المصانع وتحميلها على عربات السكك الحديدية ونقلها بعيدًا عن الخطوط الأمامية وإعادة بنائها في أماكن أكثر أمنًا في مناطق الأورال والقوقاز وآسيا الوسطى وجنوب شرق سيبيريا في حين اضطر سكان المناطق المنكوبة إلى إخلاء أنفسهم ذاتيًا إذ لم تقم السلطات السوفيتية سوى بإجلاء العاملين في المصانع مصحوبين بآلاتهم دون ذويهم مما ترك الغالبية العظمى من السكان تحت رحمة القوات الألمانية.
كانت أوامر ستالين للجيش الأحمر بالانسحاب إيذانًا ببداية تنفيذ استراتيجية الأرض المحروقة لحرمان القوات الألمانية وحلفائها من المؤن الأساسية مع بداية توغلهم شرقًا داخل الحدود السوفيتية، كما أصدر أوامره بإنشاء كتائب التدمير تنفيذًا لتلك السياسة على طول خط المواجهة والتي أُوكلت لها مهام إعدام أي شخص مشتبه في تعاونه مع القوات الألمانية دون محاكمة، كما قاموا بحرق القرى والمدارس والأبنية العامة منعًا للقوات الألمانية من استخدامها كثكنات عسكرية،  كما أدت هذه السياسة إلى قيام المفوضية الشعبية للشؤون الداخلية والتي تعرف اختصارًا باسم NKVD (بالروسية: Народный комиссариат внутренних дел) بالعديد من المذابح ضد الآلاف من السجناء والذين تم إعدامهم كنتيجة مباشرة لمعارضتهم للنظام السوفيتي.

### موسكو وروستوف: خريف 1941

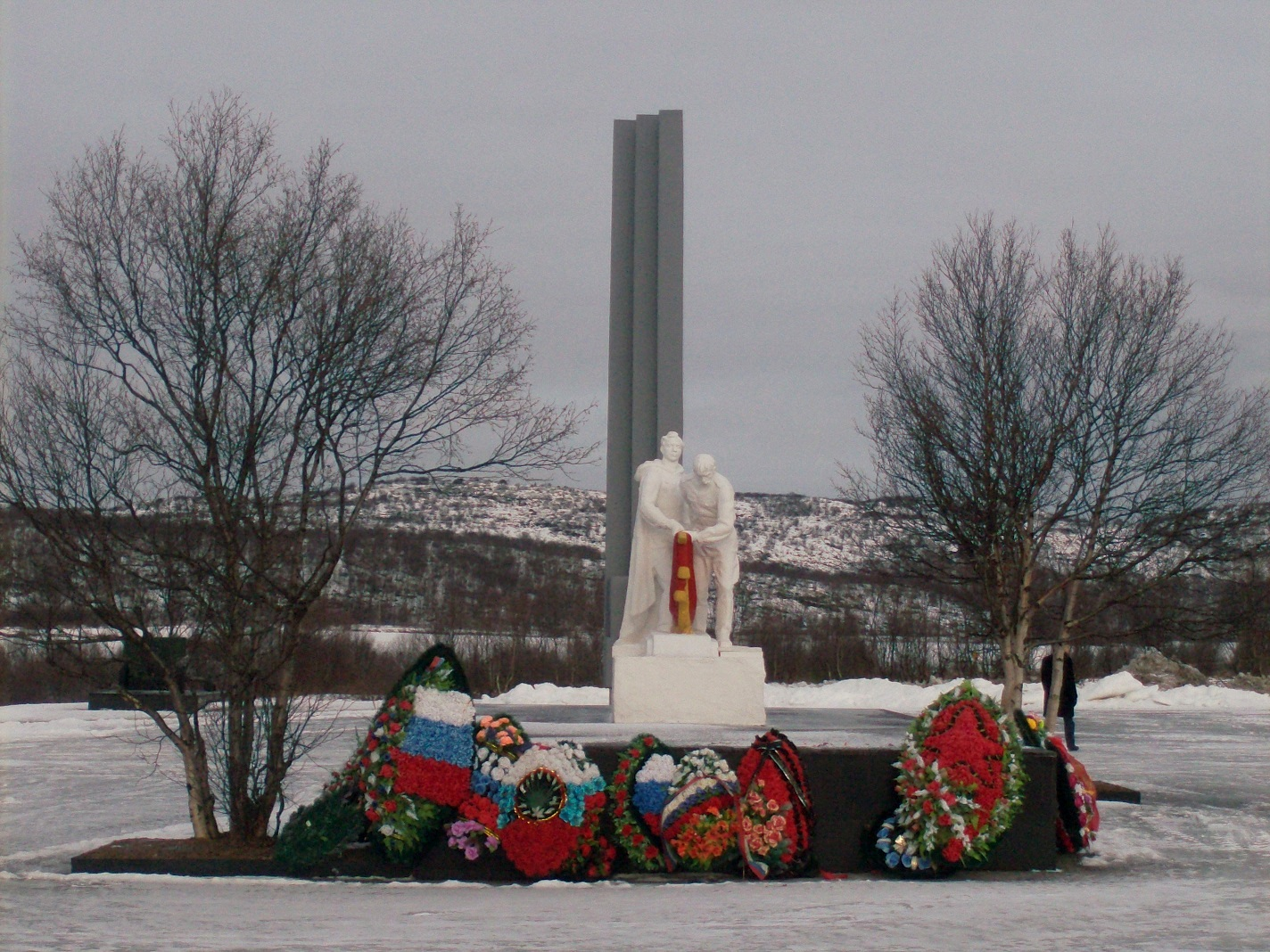
نُصب تذكاري تخليدُا لذكرى المُدافعين عن مورمانسك.

بعد الانتهاء من غزو أوكرانيا، قرّر هتلر استكمال مسيرة الزحف صوب موسكو، وعليه قام بترقية مجموعتي البانزر الثانية والثالثة إلى الجيشين البانزر الثاني والثالث پانزر، كما آذن بتنفيذ عملية تايفون أواخر سبتمبر والتي شهدت اندفاع الجيش الثاني بانزر على الطريق المعبّد من أوريول (والتي سقطت في يد القوات الألمانية في الخامس من الشهر ذاته) وحتى نهر أوكا عند بلافسك في حين قام جيش البانزر الرابع المنقول من مجموعة الجيوش الشمالية إلى مجموعة الجيوش الوسطى، بتطويق أعداد كبيرة من الفصائل السوفيتية في جيبين كبيرين عند فيازما وبريانسك بمساعدة الجيش الثالث بانزر، كما تمركزت مجموعة الجيوش الشمالية على مقربة من لينينغراد في محاولة لقطع خطوط السكك الحديدية عند مغا شرقًا، إيذانًا ببدء الأيام التسعمائة لحصار لينينغراد، كما قامت القوات الألمانية والفنلندية المشتركة بشن هجوم شمال الدائرة القطبية الشمالية بغرض الاستيلاء على مورمانسك إلا أن القوات السوفيتية المتمركزة على ضفاف نهر زابادنايا ليستا غرب مورمانسك تمكّنت من صد الهجوم المشترك ومنعت القوات الغازية من التقدّم.

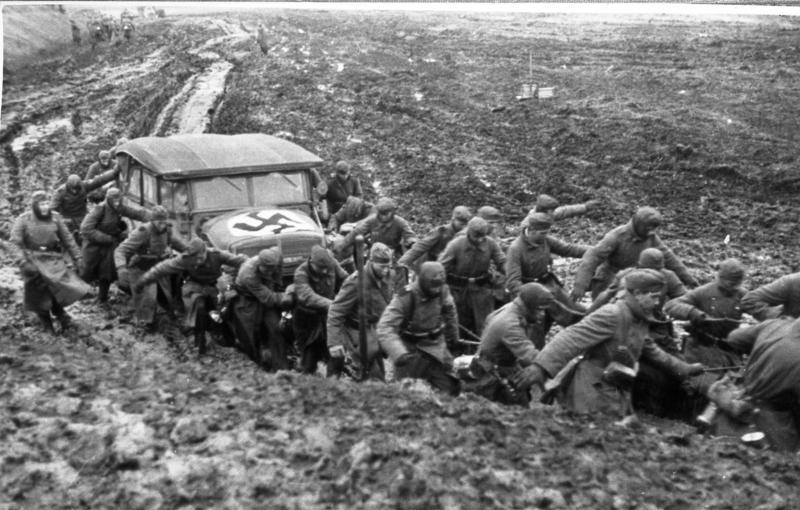
جنود الفيرماخت ينتشلون سيارتهم من الطين خلال فترة الراسبوتيتزا، نوفمبر 1941.

في الوقت نفسه تحركت مجموعة الجيوش الجنوبية جنوبًا من الدنيبر باتجاه ساحل بحر أزوف سالكة الطريق الواصل بين خاركوف وكورسك وستالينو، وبحلول الخريف تمكن الجيش الحادي عشر من الوصول إلى القرم والسيطرة على شبه الجزيرة بصورةٍ كاملةٍ، على العكس من سيفاستوبول والتي استمرت صامدة حتى الثالث من يوليو لعام 1942.
وبحلول الحادي والعشرين من نوفمبر تمكّنت القوات الألمانية من الاستيلاء على روستوف والتي تمثل المنفذ الرئيسية نحو القوقاز، أدّت هذه العمليات العسكرية إلى انتشار القوات الألمانية على جبهات قتال بالغة الطول، مما أعطى فرصة شن الهجمات الدفاعية المضادة للسوفيت الّذين استفادوا بشدة من اتساع جبهة القتال، حيث نجحت القوات السوفيتية في مهاجمة طليعة جيش البانزر الاول من ناحية الشمال وأرغمته على الانسحاب خلف نهر ميوس ليكون بذلك أول انسحابٍ ألماني مؤثّر منذ بداية الحرب.

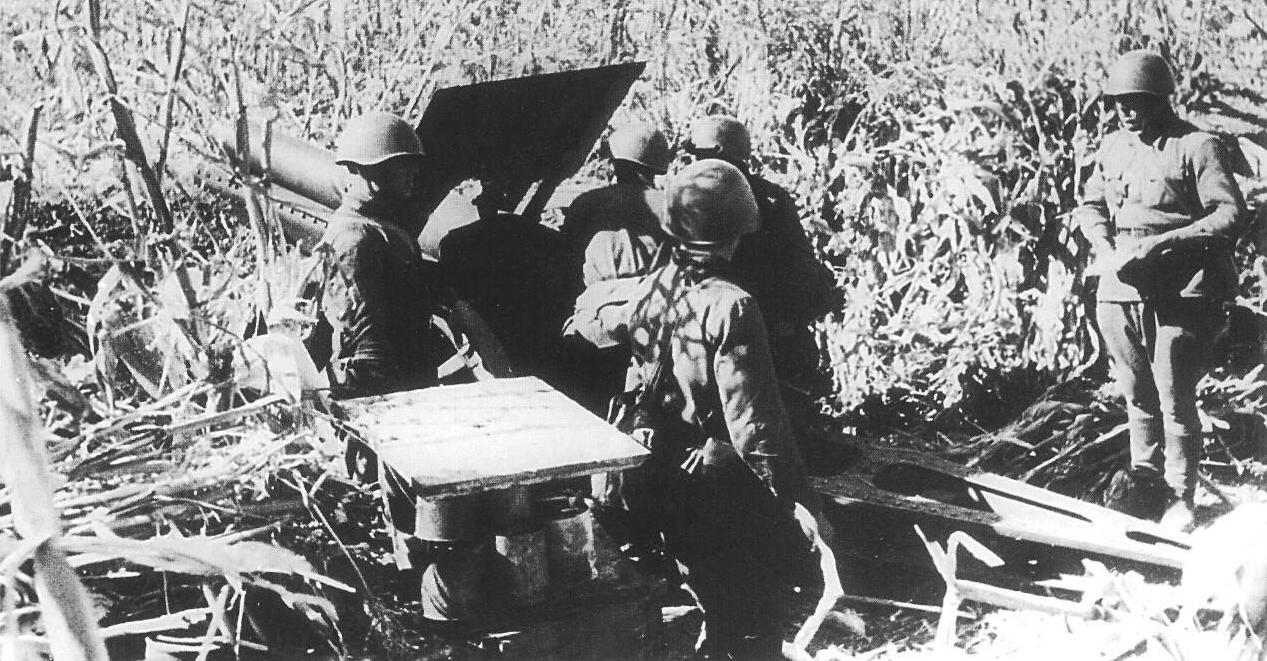
طاقم مدفع سوفيتي أثناء المعارك في أوديسا عام 1941.

ومع بداية فصل الشتاء شنّت القوات الألمانية هجومًا أخيرًا في الخامس عشر من نوفمبر باتجاه كلين في محاولة للالتفاف حول موسكو؛ حيث نجح الجيش الرابع بانزر في الوصول حتى 30 كم (19 ميل) من الكرملين وذلك ببلوغها خيمكي، في حين فشل جيش البانزر الثاني في الاستيلاء على تولا، آخر المدن السوفيتية الواقعة على الطريق المؤدي لموسكو، وعليه قرر القائد الأعلى للجيوش الألمانية (بالألمانية: Oberkommando des Heeres) الجنرال أوبرست فرانز هالدر عقْد اجتماع مع قادة الجيوش في أورشا نتج عنه صدور القرار باستكمال الزحف صوب موسكو باعتباره الحل الأفضل وفقًا لوجهة نظر قائد مجموعة الجيوش الوسطى الفيلد مارشال فيدور فون بوك، والذي أصرّ على ضرورة الاستمرار في الاشتباك مع القوات السوفيتية وعدم إعاطائها فرصة للراحة أو تنظيم الصفوف، ومع ذلك استمرّ الاتحاد السوفيتي في حشد المزيد من القوات استعدادًا لتنفيذ هجوم مضاد واسع النطاق ضد القوات الألمانية.
وبحلول السادس من ديسمبر بدا واضحًا أن الفيرماخت أضعف من ان يستولي على موسكو، ومن ثمّ أُوقف الهجوم على المدينة حتى إشعارٍ آخر، مما أعطى الفرصة للمارشال شابوشنيكوف لتنفيذ هجومه المضاد مستفيدًا من عناصر الاحتياط العسكري المنقولة حديثًا إلى الجبهة وبمساعدة بعض الفرق عالية الكفاءة والقادمة من الشرق الأقصى بعد وصول تأكيدات بالتزام اليابان بالحياد التام بشأن الحرب على الاتحاد السوفيتي.

### الهجوم السوفيتي المضاد: شتاء 1941

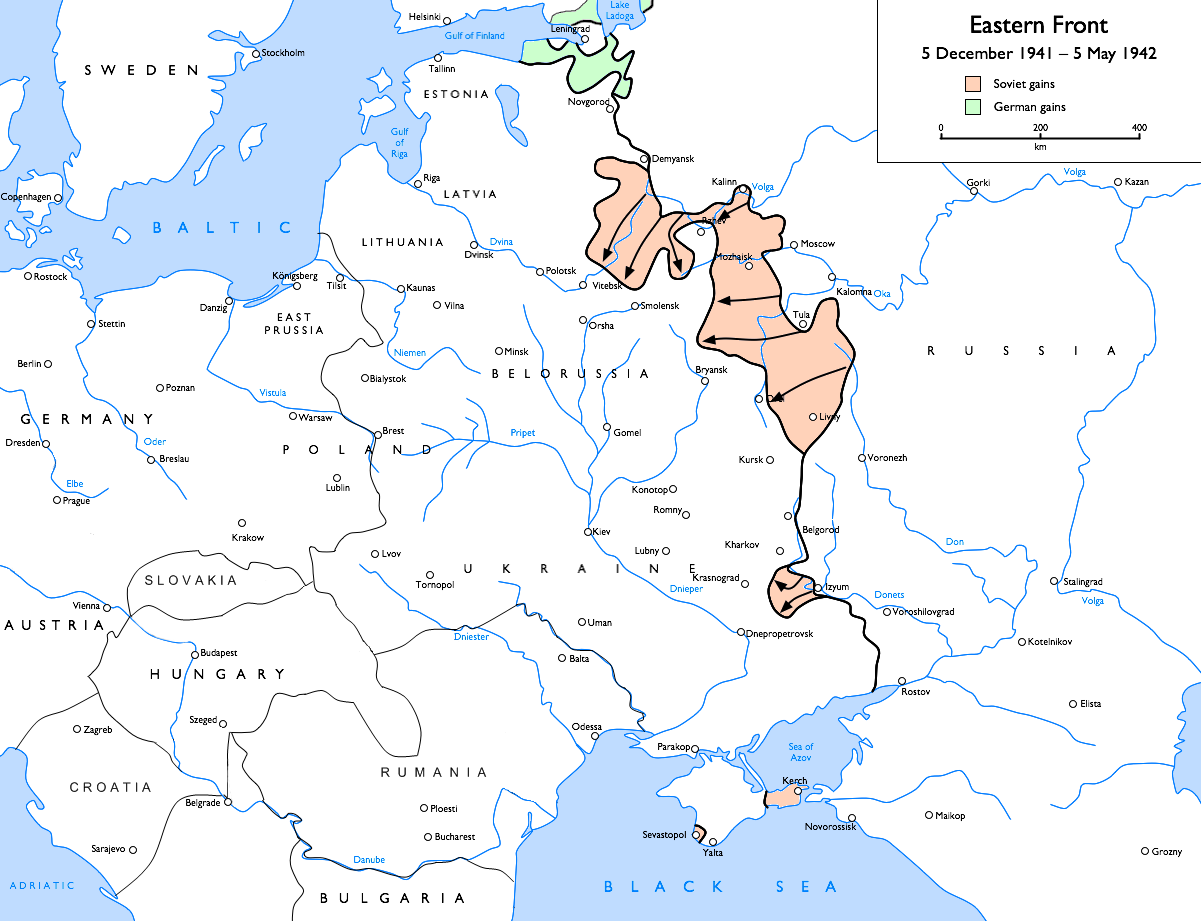
الهجوم السوفيتي الشتوي المضاد، من 5 ديسمبر 1941 وحتى 7 مايو 1942:
مكاسب سوفيتية
مكاسب ألمانية

خلال الأشهر الستة الأولى من الغزو الألماني، تمكّن ستالين من نقل أعداد كبيرة من الجنود المرابضين في سيبيريا والشرق الأقصى إلى الخطوط الأمامية غرب الاتحاد السوفيتي، قبل أن يبدأ بالعمليات الهجومية المضادة في الخامس من ديسمبر بدأت هذه القوات في مهاجمة الخطوط الألمانية حول موسكو فيما عُرف في التاريخ العسكري السوفيتي بهجوم موسكو الاستراتيجي، مدعومة بالدبابات الحديثة من طراز تي-34 وراجمات الصواريخ كاتيوشا ذائعة الصيت، وكانت الوحدات السوفيتية أكثر كفائةً واستعدادًا للحرب الشتوية من سابقتها التي تلقت هزائم قاسية، الواحدة تلو الأخرى، على يد القوات الألمانية، كما حظيت هذه القوات بدعم من كتائب المشاة المتزلجة مما أجبر الألمان على الانسحاب من محيط مدينة موسكو وضواحيها بحلول السابع من يناير لعام 1942 بعدما استنزفتها القوات السوفيتية في معارك متفرقة علاوة على احتدام برودة الطقس.

الكتائب السوفيتية المتزلجة مدعومة بالدبابات خلال معركة موسكو.

كما شنت القوات السوفيتية هجومًا آخر مع انقضاء الأسبوع الأول من شهر يناير ضمن هجوم رجف الاستراتيجي، وهي عملية هجومية واسعة النطاق استهدفت قطع نقاط الوصل بين مجموعة الجيوش الشمالية ومجموعة الجيوش الوسطى في المنطقة الواقعة بين بحيرة سليغر ورجيفر أدت إلى فتح ثغرة في صفوف القوات الألمانية، جاء هذا بالتزامن مع تقدّم عناصر من القوات السوفيتية باتجاه الجنوب الغربي لموسكو قادمة من كالوغا لتلتقي بالقوات المرابضة فعلًا حول موسكو قبل أن تشن هذه القوات هجومًا مشتركًا على سمولينسك، إلا أن القوات الألمانية تمكنت من تدارك الأمر بقطع الطريق على القوات المتقدّمة من كالوغا، وبذلك حافظت القوات الألمانية على مواقعها في النتوء الموجود عند رجيفر، في هذه الأثناء قامت القوات السوفيتية بإسقاط مظليين في دوروغوبوج الواقعة تحت السيطرة الألمانية، وهي العملية التي لاقت فشلًا ذريعًا حيث فقد الجيش الأحمر أغلب عناصره المشاركة في تلك العملية في حين اضطرت الأعداد القليلة من الناجين إلى الفرار داخل المناطق الواقعة تحت سيطرة البارتيزان السوفيت خلف الخطوط الألمانية، كما قامت القوات السوفيتية بمحاصرة حامية ألمانية من 100,000 فرد شمال ديميانسك، وحامية أخرى من 5,000 عند مدينة خولم جنوب غرب ديميانسك، بالإضافة إلى قوات ألمانية أصغر حجمًا داخل مُدن فيليج وفيليكي لوكي، إلا أن الحصار السوفيتي لم يؤت بثماره حيث تمكّنت القوات الألمانية المُحاصرة من الصمود طوال فترة الحصار الكاملة والتي استمرت لأربعة أشهر نتيجة للجسر الجوي الذي أقامته اللوفتفافة قبل أن تنجح الفيرماخت في فتح ممر بري في إبريل وبالتالي إجبار القوات السوفيتية على رفع الحصار في مايو من العام نفسه.

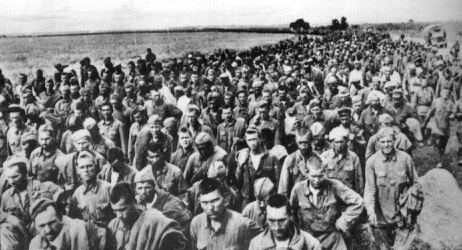
الأسرى السوفيت عقب معركة خاركوف الثانية

شمالًا، استمر الجيش الصدامي الثاني بقيادة الجنرال أندري فلاسوف في التقدم حتى مشارف نهر فولخوف في محاولة لرفع حصار لينينغراد دون دعمٍ من الدبابات لوعورة سطح أرض المعركة، حيث دفعت القوات السوفيتية بجحافل من المشاة مدعومة بسلاح المدفعية، وهو ما حقق تقدمًا نسبيًا في بادئ الأمر استمر حتى أواسط شهر يونيو عندما نجح الفيلد مارشال غونثر فون كلوج من شن هجومًا مضادًا نجح من خلاله في تطويق الجيش الصدامي الثاني وتدميره بالكامل والإيقاع بقائده في الأسر، وبوقوعه أسيرُا انشق أندري فلاسوف عن الاتحاد السوفيتي وانضم للألمان ومشكّلًا جيش التحرير الروسي (بالروسية: Русская Oсвободительная Aрмия) العميل لألمانيا النازية والذي استمر في قتال القوات السوفيتية فيما بين عامي 1944 و1945.
جنوبًا، اندفع الجيش الأحمر صوب إزيوم بمحازاة نهر سيفرسكي دونتس واستمر في التقدم لمسافة 100 كم (62 ميل) مكونًا نتوءًا عميقا في محاولة لمحاصرة مجموعة الجيوش الجنوبية الألمانية عند بحر أزوف، ولكن مع تحسّن أحوال الطقس ونهاية فصل الشتاء، نجحت القوات الألمانية في هجومها المضاد، مما أدى لهزيمة القوات السوفيتية في معركة خاركوف الثانية.

### الدون، والفولكا، والقوقاز: صيف 1942

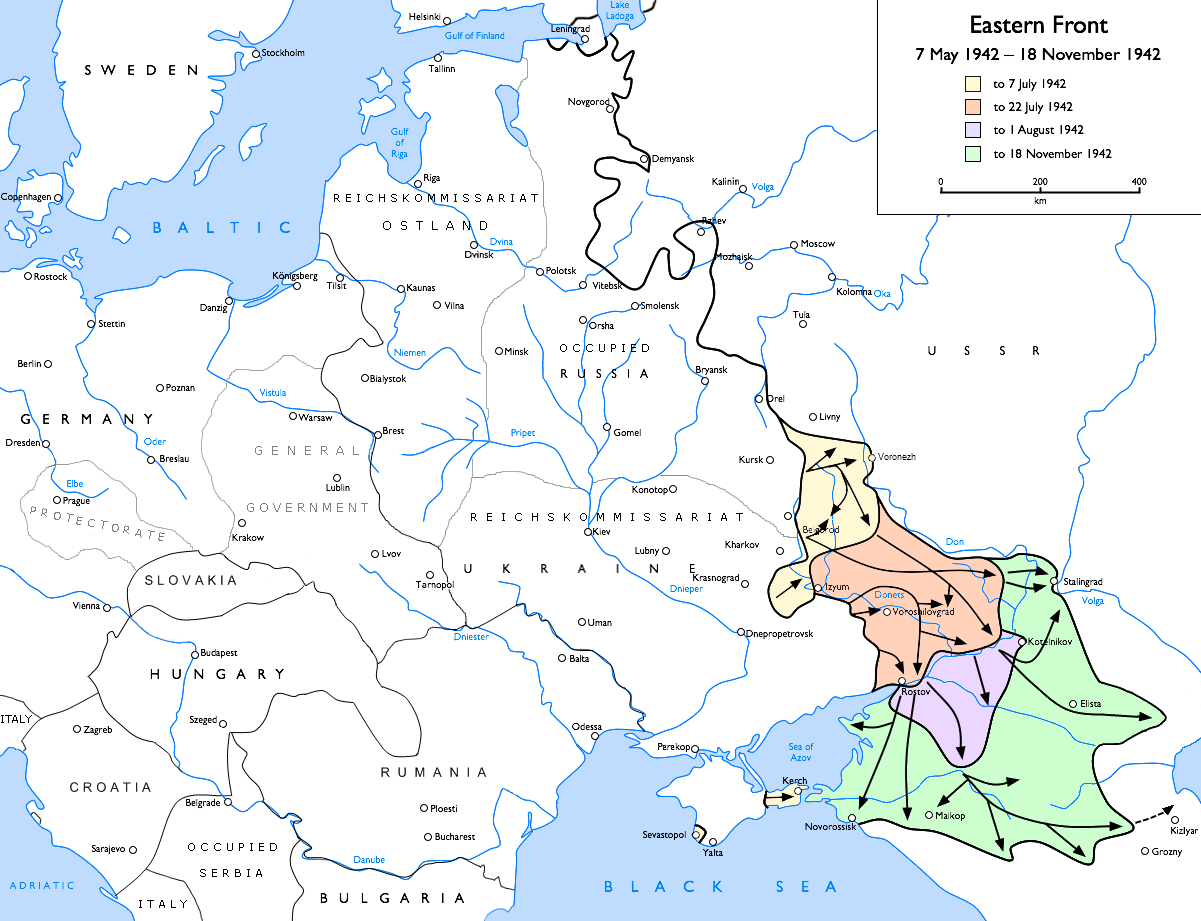
الهجوم الألماني الصيفي: التقدم الألماني من 7 مايو 1942 وحتى 18 نوفمبر 1942:
حتى 7 يوليو 1942
حتى 22 يوليو 1942
حتى 1 أغسطس 1942
حتى 18 نوفمبر 1942

بعد انتصاراته المتلاحقة في أوكرانيا، أمر أدولف هتلر قواته باستكمال الزحف نحو موسكو، وبالفعل استؤنفت خطة الهجوم على العاصمة السوفيتية في الثامن والعشرين من يونيو لعام 1942، وإن اتخذ الهجوم الجديد طريقًا مغايرًا لما قُدّر له سابقًا؛ حيث بادر الجيش الرابع بانزر بقيادة هرمان هوث والجيش السادس التابعين لمجموعة الجيوش الجنوبية بافتتاح جبهة القتال بانتصار حاسم على القوات السوفيتية في معركة فورونيج، بعدها استمرت في المسير بمحاذاة نهر الدون جهة الجنوب الشرقي للمشاركة في حصار ستالينغراد، واقتضت الخطة تأمين نهري الدون والفولغا ثم اجتياح منطقة القوقاز بغرض السيطرة على حقول البترول الموجودة في باكو.
ومع بدء تنفيذ الهجوم الألماني الصيفي أمر أدولف هتلر بتقسيم مجموعة الجيوش الجنوبية إلى مجموعتي جيوش أخرى؛ وهما مجموعة الجيوش أ ومجموعة الجيوش ب وذلك لتنفيذ هجومين متزامنين لتعويض الوقت المُهدر خلال فصل الشتاء، حيث صدرت الأوامر لمجموعة الجيوش أ بقيادة فيلهلم لست باجتياح منطقة القوقاز والسيطرة على حقول البترول، بينما أوكلت لمجموعة الجيوش ب بقيادة ماكسيميليان فون فيخس بحماية جناح مجموعة الجيوش أ على نهر الدون واستكمال الزحف صوب ستالينغراد.
وفور البدء في تنفيذ الخطة الجديدة تمكنت القوات الألمانية من الاستيلاء على روستوف ثم استكملت الزحف جنوبًا باتجاه مايكوب، في الوقت نفسه قامت عناصر من القوات الخاصة الألمانية والمعروفة باسم براندنبرغر (بالألمانية: Brandenburg) تنفيذ عملية شامل (بالألمانية: Unternehmen Schamil)، إذ تنكرت القوات الألمانية في زي عناصر المفوضية الشعبية للشؤون الداخلية لتعطيل الدفاعات السوفيتية في مايكوب قبل شروع الجيش الأول بانزر في هجوم مفاجئ لاحتلال المدينة البترولية بأقل مقاومة ممكنة.

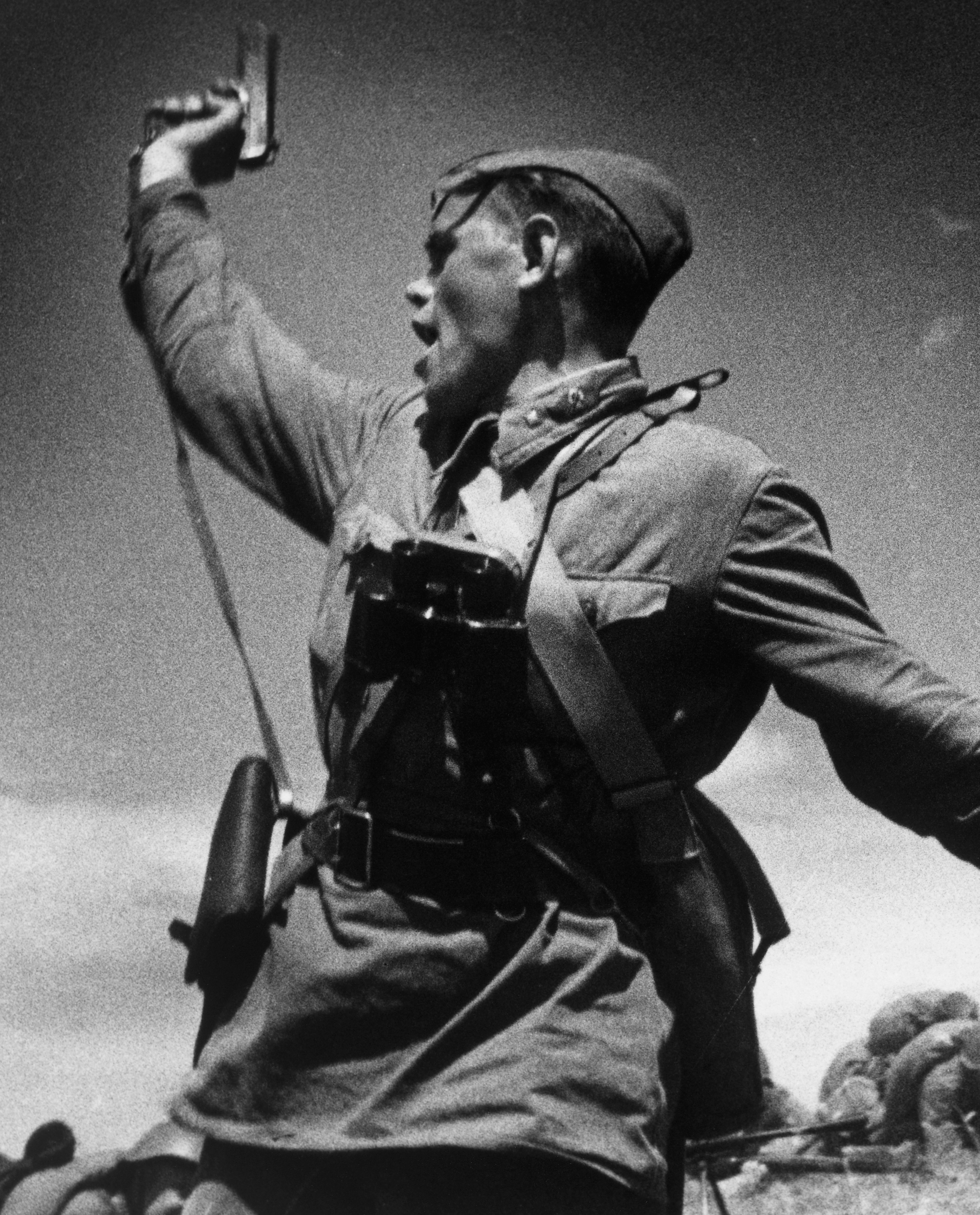
صورة مزعومة للملازم السوفيتي الشاب أليكسي يريومينكو أثناء الهجوم على أحد المواقع الألمانية، عُرفت لاحقًا باسم كومبات.

على الجانب الأخر، تابع الجيش السادس تقدمه منفردًا باتجاه ستالينغراد بقيادة فريدريك باولوس وبلا أي دعمٍ من الجيش الرابع بانزر، والذي استمر في مواقعه حول فورونيج حتى ذلك الوقت منتظرًا وصول طلائع المشاة قبل التحرّك لدعم الجيش السادس مما عرّضه للتأخر يومين كاملين عن الانضمام للجيش السادس، مما أتاح الفرصة للجبهة الجنوبية الغربية بقيادة نيكولاي فاتوتين والجبهة الجنوبية الشرقية بقيادة أندري يريومينكو بالالتفاف حول الجيش السادس الألماني وإجبار الفيلدمارشال فريدريك باولوس على الاستسلام في الحادي والثلاثين من يناير ليكون بذلك أول فيلدمارشال في التاريخ العسكري الألماني أو البروسي يُعلن استسلامه في ميدان المعركة.

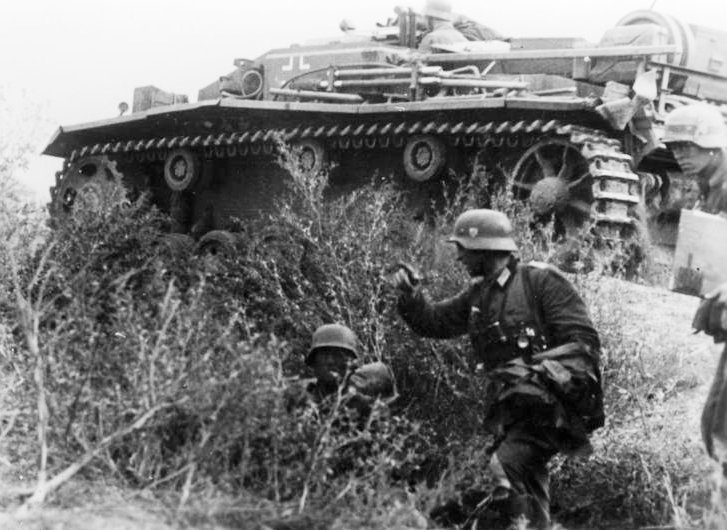
عناصر من المشاة الألمانية مدعومة بالمدفع الهجومي شتوك-3 أثناء تقدمها صوب ستالينغراد، سبتمبر 1942.

وفي الجنوب وصلت طلائع الجيش الأول بانزر إلى سفوح تلال القوقاز ونهر مالكا، وبنهاية أغسطس كانت الفرق العسكرية الرومانية المشاركة في الهجوم والمعروفة باسم القوات الجبلية (بالرومانية: Vânători de munte) قد اتخذت مواقعها الهجومية بالفعل، علاوة على الجيشين الثالث والرابع الرومانيين والذين توجّها لدعم القوات الألمانية حول ستالينغراد بعد انتصاراتهما المتلاحقة في أوكرانيا ونجاحهما في تطهير النطاق الساحلي لبحر آزوف من القوات السوفيتية، بيد أن الخصومة المشتعلة بين الحليفتين؛ رومانيا والمجر؛ بخصوص رغبة كلا منهما في السيطرة على ترانسيلفانيا لم تكن خافية عن القيادة المركزية لقوات المحور والتي تعمدت الفصل بين الجيش الروماني عند نهر الدون والجيش المجري الثاني بوضع الجيش الإيطالي الثامن فاصلًا بينهما، وعليه تمت مشاركة جميع حلفاء هتلر في حصار ستالينغراد بما في ذلك الوحدات السلوفاكية والفوج الكرواتي المنضم حديثًا لصفوف الجيش السادس الألماني.
وفي القوقاز، كان فشل القوات الألمانية في تخطي عقبة مالغوبك والوصول إلى مدينة غروزني ومنها إلى حقول البترول بآسيا الوسطى سببًا رئيسيُا في انهيار الهجوم الألماني على منطقة القوقاز، مما اضطر القوات الألمانية إلى تعديل خطة الهجوم ومحاولة للالتفاف حول كروزني ودخولها من الجنوب، وعليه أقدمت القوات الألمانية على عبور نهر مالكا بنهاية شهر أكتوبر حتى وصلت شمال أوسيتيا، ولكن بحلول الأسابيع الأولى من شهر نوفمبر كانت طلائع الفرقة الثالثة عشر بانزر والمتمركزة على حدود أوردخونيكيدزي قد أبُيدت تمامًا، مما أجبرها على التقهقر حتى غرب أوكرانيا معلنةً بذلك نهاية العمليات الهجومية في روسيا والارتداد لمواقع دفاعية في محاولة للحفاظ على التواجد الألماني على الجبهة الشرقية.

### ستالينغراد: صيف 1942

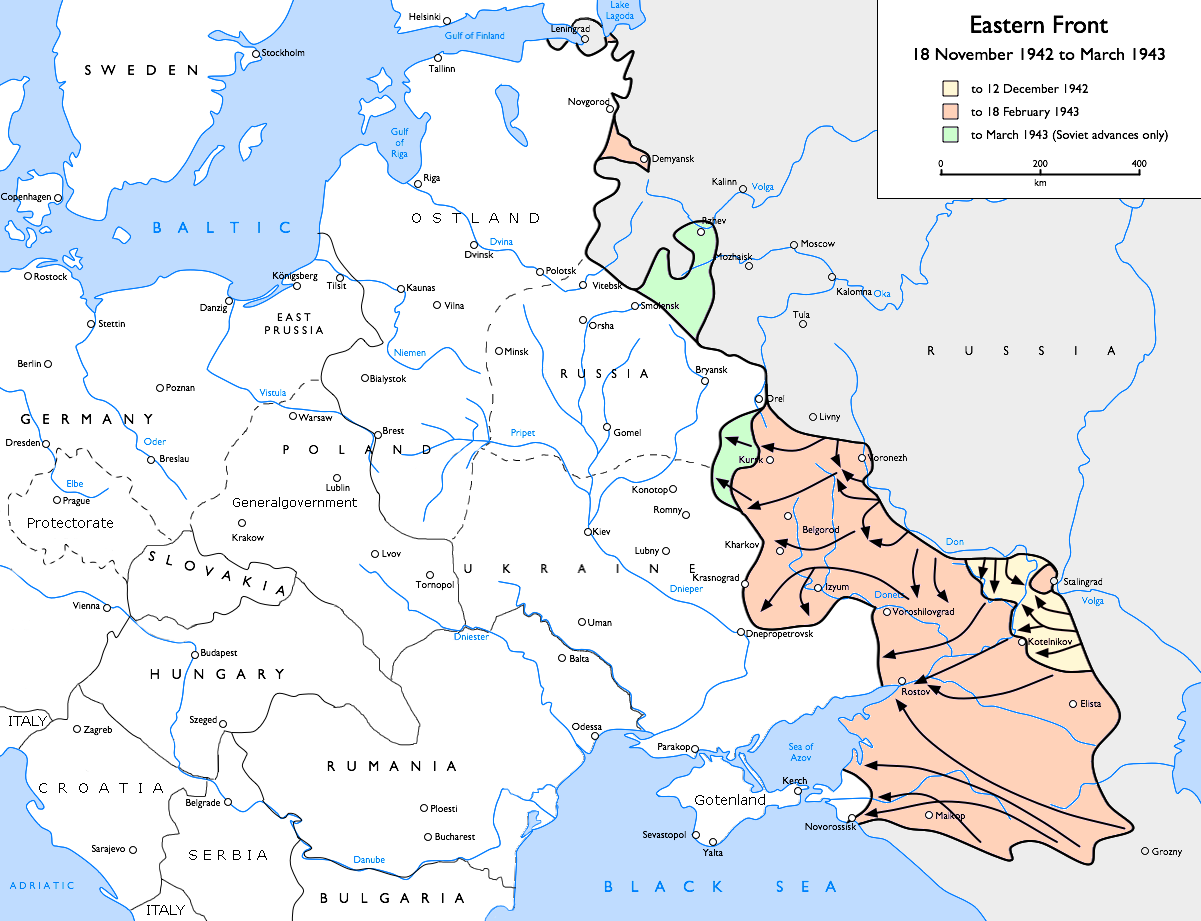
عمليات أورانوس، زحل والمريخ: التقدم السوفيتي على الجبهة الشرقية، من 18 نوفمبر 1942 وحتى مارس 1943:
حتى 12 ديسمبر 1942
حتى 18 فبراير 1943
حتى مارس 1943 (المكاسب السوفيتية فقط)

مع استمرار الجيش السادس والجيش الرابع بانزر الألمانيين في محاصرة ستالينغراد، كانت الجيوش السوفيتية المتمثلة في الجبهة الجنوبية الغربية والجبهة الجنوبية الشرقية قد اتخذتا مواقع هجومية شمال وجنوب المدينة على رؤوس الجسور التي أنشأتها في وقت سابق ولم تفلح القوات الرومانية في تدميرها، من جانبها بدأت القوات السوفيتية بالهجوم في التاسع عشر من نوفمبر؛ حيث تمكّنتا الجبهتان السوفيتيتان من اختراق صفوف القوات الرومانية شمالًا وجنوبًا ثم الالتقاء عند كالاتش في الثالث والعشرين من الشهر ذاته بعدما أوقعت بأكثر من 300,000 جندي من قوات المحور،  في الوقت نفسه، تزامن الهجوم المُضاد الذي شنّته القوات السوفيتية ضد قوات المحور حول ستالينغراد مع هجوم مماثل بقطاع ريجيف - سيجفكا - فيازما في عملية مشتركة بين جبهتي كالنين والجبهة الغربية بهدف تطويق وتدمير الجيش الألماني التاسع والمُحاصر عند جيب ريجيف، وعلى الرغم من التفوّق العددي الملحوظ على الجانب السوفيتي إلا أن الهجوم لم يُحقق أيًا من أهدافه المرجوّة، على العكس من ذلك؛ تكبّدت القوات السوفيتية خسائر فادحة في الأفراد والعتاد فيما عُرف في التاريخ العسكري السوفيتي باسم مفرمة ريجيف (بالروسية: Ржевская Мясорубка)، لتكون بذلك أسوأ هزائم غيورغي جوكوف على مدار تاريخه العسكري بلا استثناء.
استمر القتال حول ستالينغراد في ظل محاولات القوات الألمانية لتخفيف الضغط على الجيش السادس المُحاصر حول المدينة من قِبل الجبهتين الجنوبية الشرقية والجنوبية الغربية السوفيتيتين، ومع فشل الجسر الجوي الذي أقامته اللوفتفافه لم يبقى أمام القوات الألمانية سوى الإقدام على هجوم سريع ومفاجئ لإرباك الجانب السوفيتي، من جانبها حاولت القوات الألمانية استثمار تفوقها الأخير خلال عملية المريخ، وذلك عن طريق إعادة تنظيم الصفوف وتكوين مجموعة جيوش الدون تحت قيادة الفيلدمارشال إريش فون مانشتاين في الوقت ذاته استمر الجيش الأحمر في جمع حشوده حول المدينة لشن هجوم أخير ضد الجيش السادس المُحاصر منذ التاسع عشر من نوفمبر.
تركّزت الخطة الألمانية حول محاولة الجيش الرابع بانزر لفتح ممر بري بين الجبهتين السوفيتيتين وإعطاء منفذ هروب للجيش السادس في الوقت الذي تشتبك فيه عناصر مجموعة جيوش الدون مع الجيش الأحمر، وبالفعل بدأ الهجوم الألماني المُضاد في الثاني عشر من ديسمبر، فيما عُرف باسم عملية عاصفة الشتاء (بالألمانية: Unternehmen Wintergewitter)، وبالفعل تمكّنت القوات الألمانية من تحقيق انتصارات كبيرة مع انقضاء اليوم الأول للعملية مستفيدة من عنصر المفاجئة، من جانبها قامت القيادة السوفيتية بتعديل عملية زحل إلى عملية زحل الصغير (بالروسية: Операция Малый Сатурн) في السادس عشر من ديسمبر، حيث اقتصرت العملية الجديدة على مُهاجمة مجموعة جيوش الدون لقطع الدعم عن الجيش السادس، وبدأ الهجوم المُضاد السوفيتي في الثالث عشر من ديسمبر وتمكّنت القوات السوفيتية من تعطيل التقدّم الألماني صوب نهر أكساي، وبحلول السادس عشر من ديسمبر تمكّنت القوات السوفيتية من هزيمة الجيش الإيطالي الثامن، مما هدد مجموعة جيوش الدون تهديدًا مباشرًا بعدما أصبح جناحه الأيسر مكشوفًا تمامُا للقوات السوفيتية، كما قام الفيلق الرابع والعشرون دبابات بقيادة فاسيلي بادانوف بالإغارة على تاتسينسكايا في السادس عشر من ديسمبر وتدمير المطار الحربي بالمدينة الواقع على بُعد 260 كم (162 ميل) غرب ستالينغراد وتدمير طائرات الشحن التابعة للوفتفافه.

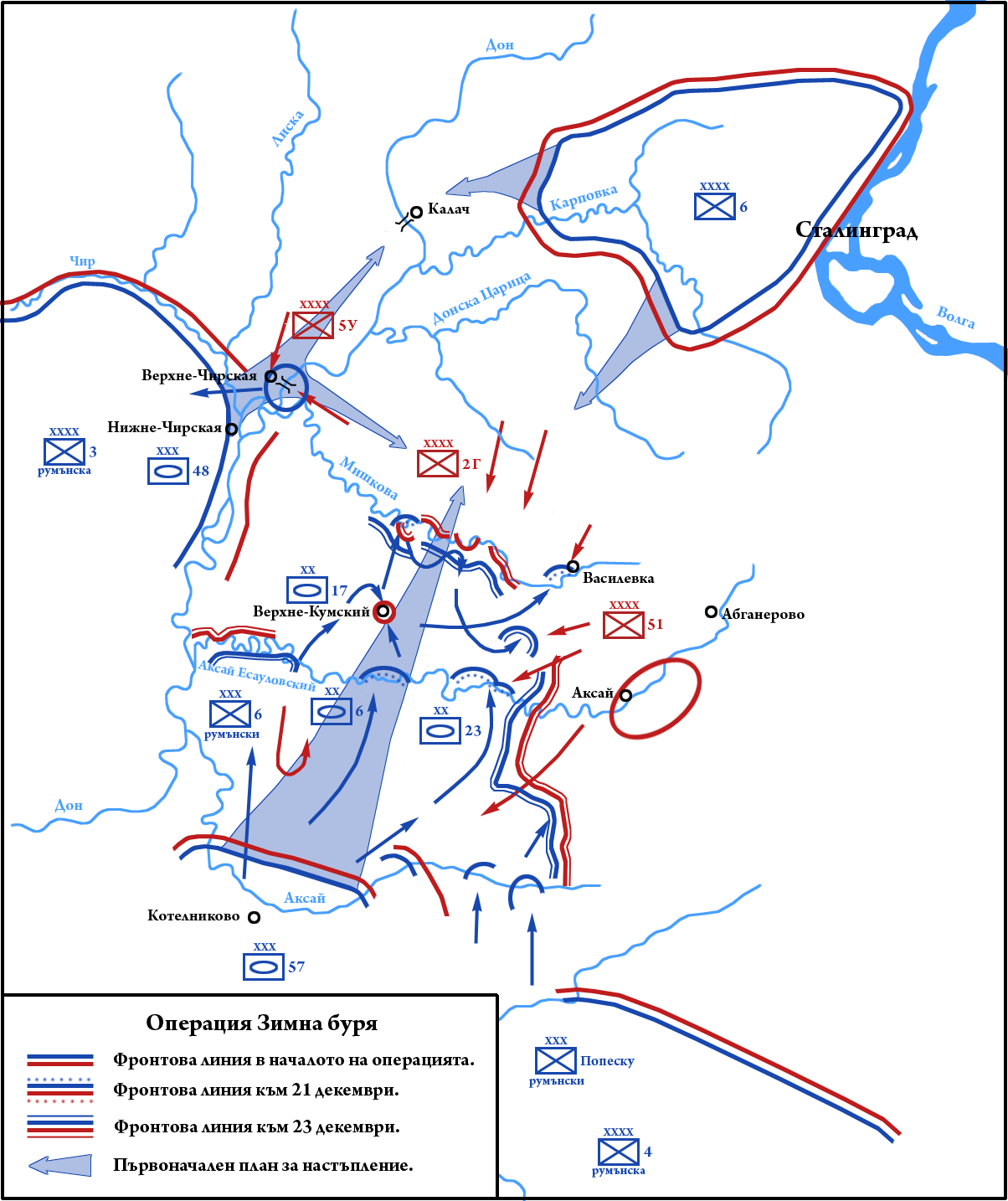
عملية عاصفة الشتاء: خط المواجهة بين السادس عشر وحتى الثالث والعشرين من ديسمبر:
القوات السوفيتية
القوات الألمانية

وبتأزّم الوضع، طالب إريش فون مانشتاين كلا من أدولف هتلر وفريدريك باولوس بإصدار الأوامر للجيش السادس بشن هجمات ضد القوات السوفيتية من داخل جيب ستالينغراد، وهو ما قوبل بالرفض انطلاقًا من رغبة الإثنين في الحفاظ على قوام الجيش السادس دون خسائر، مما أجبر الجيش الرابع بانزر على الاستمرار في محاولاته لفتح ممر أرضي يسمح بارتداد الجيش السادس لمواقع أكثر أمنًا وهو ما لم يستطعه الجيش الرابع بانزر وحده، ليُصدر إريش فون مانشتاين أوامره بوقف الهجوم دون تحقيق أيًا من أهدافه في الثالث والعشرين من ديسمبر، وبحلول ليلة عيد الميلاد بدأت عناصر الجيش الرابع بانزر في الانسحاب حتى قواعدها الرئيسية.
استمر الجيش السادس بقيادة فريدريك باولوس محاصرًا حول ستالينغراد بعد انسحاب مجموعة جيوش الدون والجيش الرابع بانزر، وبات واضحًا استحالة إنقاذه من قبضة القوات السوفيتية دون خسائر فادحة، قبل أن يقدّم قنسطنطين روكوسوفسكي قائد جبهة الدون عرضًا سخيًا لفريدريك باولوس للاستسلام في الثامن من يناير، وهو ما قوبل بالرفض من جانب أدولف هتلر الذي أصرّ على الاستمرار في محاصرة ستالينغراد حتى أخر جندي، بعدها قامت القوات السوفيتية بمهاجمة أخر مهبط طائرات بمدينة ستالينغراد في الخامس والعشرين من يناير لقطع أي سُبل إمداد باقية لدى الجيش السادس وذلك قبل أن يُعيد قنسطنطين روكوسوفسكي تقديم نفس عرض الاستسلام السابق لفريدريك باولوس في الثلاثين من يناير، والذي من جانبه أعاد طرح الأمر على أدولف هتلر الذي رفض الأمر برمّته وأغدق بالترقيات على باولوس وجنوده وجعله فيلد مارشال (ألمانيا) فيلدمارشال مُطالبًا إياه ضمنيًا بالانتحار بدلُا من الاستسلام للقوات السوفيتية وإلحاق العار بالتاريخ العسكري الألماني.
ومع الساعة التاسعة من صباح الحادي والثلاثين من يناير لعام 1943 أعلن فريدريك باولوس استسلامه لقادة جبهة الدون الذين قاموا بزيارته وتقديم عرض الاستسلام للمرة الاخيرة، بعدها أُقتيد باولوس للاستجواب من قبل القوات السوفيتية، بعدها أعلن 90,000 جندي من الجيش السادس الألماني استسلامهم وهم الباقين على قيد الحياة من أصل 300,000 جندي تابعين للجيش السادس الألماني، وذلك فور علمهم باستسلام باولوس في الثاني من فبراير.
من جانبها استثمرت القوات السوفيتية تفوقها الميداني على أرض المعركة وتقدمت لمسافة 500 كم (310 ميل) انطلاقًا من ستالينغراد على الضفة الغربية لنهر الدون مستردةً العديد من المدن المحورية أثناء زحفها، وعلى رأسها كورسك، وخاركوف، وبيلغورود، وفوروشيلوفوغراد وإزيوم، كما ركّزت الجبهة السوفيتية الوسطى هجماتها ضد مجموعة الجيوش الوسطى ومجموعة الجيوش الجنوبية وإن تكبّد الجانب السوفيتي خسائر فادحة خلال تلك العمليات العسكرية.
على الجانب الأخر، حاولت القوات الألمانية إنقاذ الوضع المتردّي بالتخلي عن نتوء ريجيف وتحويل أكبر عدد ممكن من القوات لهجوم مضاد على شرق أوكرانيا، وأُوكلت قيادة هذا الهجوم إلى الفيلد مارشال إريش فون مانشتاين، بعد وصول التعزيزات إليه والمتمثلة في لواء الوحدة الوقائية الثاني بانزر والمدعوم بدبابات دبابة النمر 1، مما أعطى مانشتاين فرصة شن الهجوم الألماني المضاد في العشرين من فبراير والذي بدأ باشتباك القوات الألمانية في معارك على طول خط المواجهة الممتد من بولتافا حتى خاركوف، واستمر القتال حتى الأسبوع الثالث من شهر مارس مخلفًا بروزًا كبيرًا في جبهة القتال بمواجهة كورسك بعد إعادة القوات الألمانية استيلائها على بيلغورود في السابع عشر من مارس.

### كورسك: صيف 1943

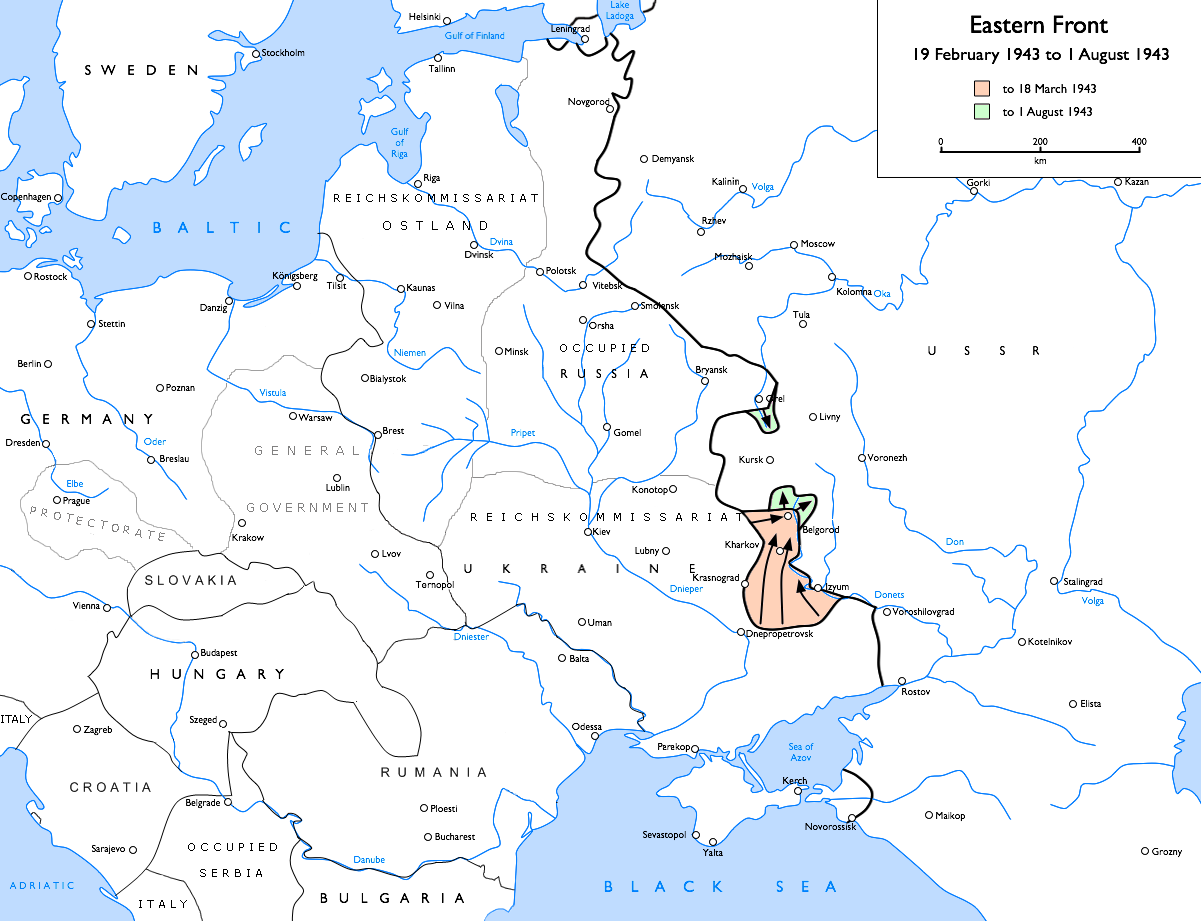
التقدم الألماني صوب خاركوف وكورسك، 19 فبراير 1943 وحتى 1 أغسطس 1943:
حتى 18 مارس 1943
حتى 1 أغسطس 1943

بعد فشله في الاستيلاء على ستالينغراد عهد هتلر بمهمة التخطيط والإعداد للحملات العسكرية للقيادة العليا للجيوش الألمانية كما قام بإعادة غوديريان (القائد السابق للجيش الثاني بانزر والذي قام هتلر نفسه بتنحيته عن منصبه وإحالته لقوات الاحتياط بعد فشله في الاستيلاء على ستالينغراد) إلى القيادة في الجيش الألماني ولكن هذه المرة في منصب المراقب العام لعموم القوات المدفعية، وعلى الرغم من تذمر القادة العسكريين الألمان أمر هتلر بعدم التنازل عن النتوء الذي شكلته القوات الألمانية قبالة كورسك بأي شكل من الأشكال والاستمرار في الضغط على القوات السوفيتية حتى سقوط المدينة، كما كان هتلر على دراية بالتحصينات السوفيتية في كورسك حيث تم تسليح المدينة بالأسلحة الثقيلة المضادة بالدبابات، حيث نشرت القوات السوفيتية المدافع المضادة للدبابات ومصائد الدبابات والألغام الأرضية والأسلاك الشائكة، كما قامت بحفر الخنادق وتشييد المعاقل وحشد قوات المدفعية ونصب مدافع الهاون، ومع ذلك تمسك بآماله في نجاح القوات الألمانية في هجوم خاطف أخير يغير من الحظوظ الألمانية في الحرب بحيث يخفف من حدة القتال مع القوات السوفيتية مما يتيح له الفرصة لنقل أكبر عدد ممكن من القوات للجبهة الغربية والتي باتت على وشك السقوط بأكملها في يد قوات الحلفاء، وتقرر بدء الهجوم من نتوء أوريول شمال كورسك متزامنا مع تحرك آخر من بيلغورود في الجنوب على أن تلتقي القوتان في المنطقة الواقعة شرق كورسك في تحرك يهدف لاسترجاع الخطوط الهجومية التي استولت عليها مجموعة الجيوش الجنوبية خلال حملة شتاء 1941-1942.
وعلى الرغم من تأكد الألمان من ضعف حالة قوات الاحتياط للجيش الأحمر وخاصة من ناحية القوة البشرية إلا أن الاتحاد السوفيتي استمر في إعادة بناء تلك القوات عن طريق سحب جنودة من المناطق التي استردها من القوات الألمانية وجعل هؤلاء الجنود نواة لقوات الاحتياط السوفيتية في إطار خطة إعادة الهيكلة التي انتهجها الاتحاد السوفيتي خلال فترات الهدوء التي انتابت القوات الألمانية التي عملت هي الأخرى على إعادة بناء قواتها المنهكة من الحرب في روسيا خاصة وقد فقدت العديد من الأفراد والعتاد خلال المعارك السابقة وخاصة معركة ستالينغراد.
كان هتلر قد وافق على مهاجمة كورسك بعد ضغط كبير من قادته العسكريين غير أنه استكشف بعد وقت قصير الشرك الخداعي الذي وقع فيه الجناح الاستخباراتي للقوات المسلحة الألمانية والمعروفة باسم الشؤون الخارجية للديوان الدفاعي للقيادة العليا للقوات المسلحة - أبفيهر (بالألمانية: Abwehr) والتي تحصلت على معلومات خاطئة عن مواقع القوات السوفيتية في كورسك من خلال جهود متضافرة بين الستافكا التي قامت بتسريب معلومات مغلوطة وحملة مكافحة التجسس التي شنتها حلقة لوسي التجسسية في سويسرا، جاء الهجوم الألماني بعد وقت طويل من السكون على صعيد العمليات العسكرية انتظرت خلاله القوات الألمانية المعدات والدبابات الجديدة مما أتاح الفرصة للقوات السوفيتية لتسليح نتوء كورسك بكميات هائلة من الأسلحة والذخيرة المضادة للدبابات لم يشهدها مكان واحد من قبل أو بعد يوم المعركة على مدار التاريخ وحتى يومنا هذا.

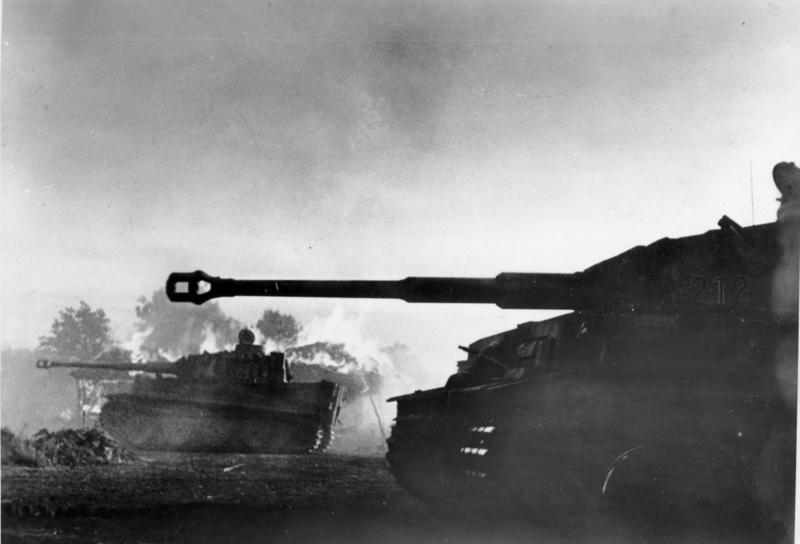
دبابات دبابة النمر 1 أثناء هجومها على القطاع الشمالي خلال معركة كورسك.

كان الجيش التاسع الألماني بأكمله قد أعاد تمركزه من نتوء ريجيف الذي تخلى عنه في وقت سابق إلى نتوء الأوريول المواجه لكورسك على أن يبدأ تقدمه من مالوارخانجيلسك باتجاه كورسك، إلا أن القوات الألمانية لم تنجح في التقدم بعد أولخوفاتكا الواقعة في فورونيج على بعد 8 كم (5 أميال) من خط البداية في أعقاب توغّل طليعة القوات الألمانية داخل حقول الألغام السوفيتية ظنا منها أن الطبيعة التضاريسية للمنطقة هي الحائل الوحيد بينها وبين السهول المؤدية لكورسك دون الوضع في الاعتبار احتمالية زراعة المنطقة بالألغام الأمر الذي أدى لتحول مسار الهجوم باتجاه بونيري غرب أولخوفاتكا، إلا أن القوات الألمانية لم تنجح في اختراق الخطوط السوفيتية هناك مما اضطرها لاتخاذ مواقع دفاعية بعدما قامت القوات السوفيتية بهجوم مضاد ضد المواقع الحصينة للجيش الثاني بانزر حول أوريول في 12 يوليو، حيث قامت قوات الجيش الأحمر بمهاجمة الخط الفاصل بين الفرقتين 221 و293 عند نهر جيزدرا والتقدم من خلفهم حتى كاراتشيف والالتفاف حول أوريول.

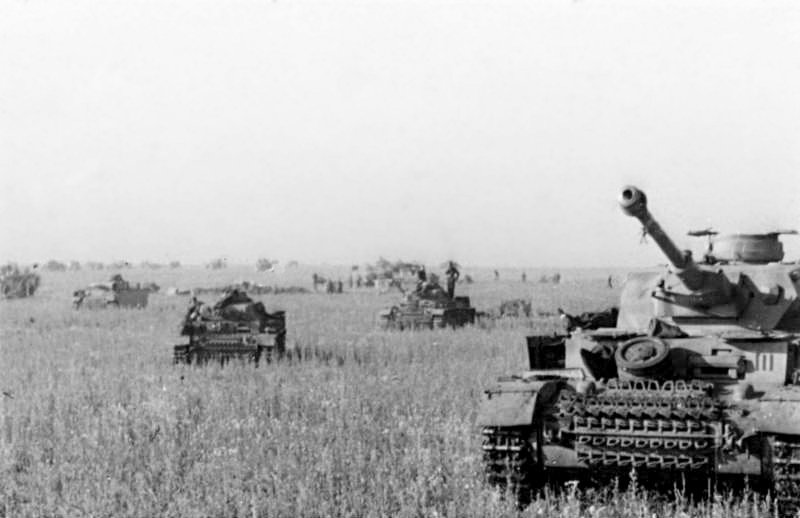
معركة كورسك التي شهدت أكبر معارك الدبابات في التاريخ حيث شارك كل جانب بقرابة 3,000 دبابة.

عناصر البانزرغرينادير التابعة لفرقة البانزر الثالثة للوحدة الوقائية توتنكوف يبحثون خطة الهجوم مع قائد دبابة دبابة النمر 1 خلال معركة كورسك.

على الجانب الآخر اختلف الوضع بعض الشئ بالنسبة للألمان في الجنوب، حيث تمكن الجيش الرابع بانزر بقيادة الكولونيل العام هرمان هوث مدعومًا بثلاث فيالق دبابات والتي شكّلت طليعة القوات الألمانية خلال الهجوم من التقدم خلال ممر ضيق على جانبي نهر سيفيرسكي دونتس حيث اخترق فيلق الوحدة الوقائية الثاني بانزر مصحوبا بقوات عالية الكفائة والتسليح من فرقة بانزرغرينادير غروسدويتشلاند (بالألمانية: Division Großdeutschland) حقول الألغام السوفيتية متخطية منطقة المرتفعات حتى وصلت إلى أوبيان إلا أن المقاومة الشديدة أدّت إلى تحول الجبهة من الشرق إلى الغرب، وبالرغم من ذلك كله تمكنت الدبابات الألمانية من قطع مسافة 25 كم (16 ميل) قبل اصطدامها بالقوات الاحتياطية لجيش الحرس الخامس دبابات على مشارف مدينة بروخوروفكا، ومع بزوغ شمس 12 يوليو انضمت أكثر من ألف دبابة من الجانبين إلى أرض المعركة مما جعلها أكبر معارك الدبابات على مر التاريخ على حد وصف المؤرخين السوفيت كما مثّلت المعركة انتصارا دفاعيا للعسكرية السوفيتية وإن جاء باهظ التكاليف حيث اشتبك جيش الحرس الخامس دبابات بقوة قُدرت بحوالي 800 دبابة خفيفة ومتوسطة مع عناصر من فيلق الوحدة الوقائية الثاني بانزر ودبابته الثقيلة ونجح في إيقاف تقدم القوات الألمانية على الرغم من فشله في استرجاع الأراضي التي كُلّف بها، وحتى الآن لا يزال حجم خسائر الجانبين في تلك المعركة محل خلاف بين المؤرخين.
وبنهاية اليوم وصل القتال بين الفريقين إلى طريق مسدود استحال معه تحقيق أي فريق تقدمًا ملحوظًا على أرض المعركة، وعلى الرغم من ذلك قرر مانشتاين استكمال الهجوم شمالا بمساعدة الجيش الرابع بانزر، ولكن تمكن السوفيت من امتصاص الهجوم الألماني مما أوقف التقدم الألماني ولم يسمح باستكمال العمليات الهجومية المضادة التي شرع فيها بعد تعرض مواقعه لقصف المدفعية السوفيتية، على الجانب الآخر وفي ظل النجاحات المتوالية التي حققتها عمليات الهجوم المضاد التي نفذتها القوات السوفيتية قام الجيش الأحمر في الجنوب بشن عملية هجومية موسعة على القطاع الشمالي لنتوء أوريول واستطاع اختراق نجاح الجيش التاسع الألماني في الوقت الذي تمكن فيه باقي قوات الحلفاء من تحقيق تقدم ملحوظ خلال عملية غزو صقلية والذي بدأ في 10 يوليو مما أثار مخاوف هتلر حول مقدرات الحرب الأمر الذي دفعه لاتخاذ قرار بتخفيض عدد القوات الألمانية على الجبهة الشرقية إلى النصف على الرغم من تقدم الجيش الألماني شمالا وانتزاعه لمساحات من الأراضي التي استرجعها منه الجيش الأحمر في وقت سابق، وعليه انتهى الهجوم الإستراتيجي الألماني على الاتحاد السوفيتي بارتداد القوات الألمانية إلى مواقع دفاعية بعد تعرضها لهجوم مضاد موسع من جانب القوات السوفيتية والهجوم الذي استمر طوال شهر أغسطس، لمزيد من التحليلات حول هذه الحملة يرجى الاطلاع على مقالة معركة كورسك.
خلاصة القول إن معركة كورسك أعتُبرت العملية الهجومية الأخيرة التي قامت بها الفيرماخت على نفس مستوى العمليات الهجومية التي شنتها في السنوات الأولى للحرب على الجبهة الشرقية خلال سنتي 1940 و1941 في حين لم تكن العمليات التالية سوى شبحًا غير مخيف للقوة العسكرية الألمانية التي بدأت فعليا في الزوال، كما أدت الهزيمة في معركة كورسك إلى تزعزع ثقة هتلر في قادته العسكريين إذ لم يعد يكترث لآرائهم كما كان الحال من قبل الأمر الذي أدى لانهيار كفائة القرارات العسكرية الإستراتيجية للقوات الألمانية بعدما كلفت معركة كورسك تلك القوات ما يقرب من 200,000 جندي و1,000 دبابة واضعة نهاية فعلية لقدرة الألمان على تحقيق أي انتصار على الجبهة الشرقية أو حتى الوصول بالمعركة إلى طريق مسدود يحافظ على التوازن بين القوتين وآمالهم في النصر حتى إشعار آخر.

### خريف وشتاء 1943-1944

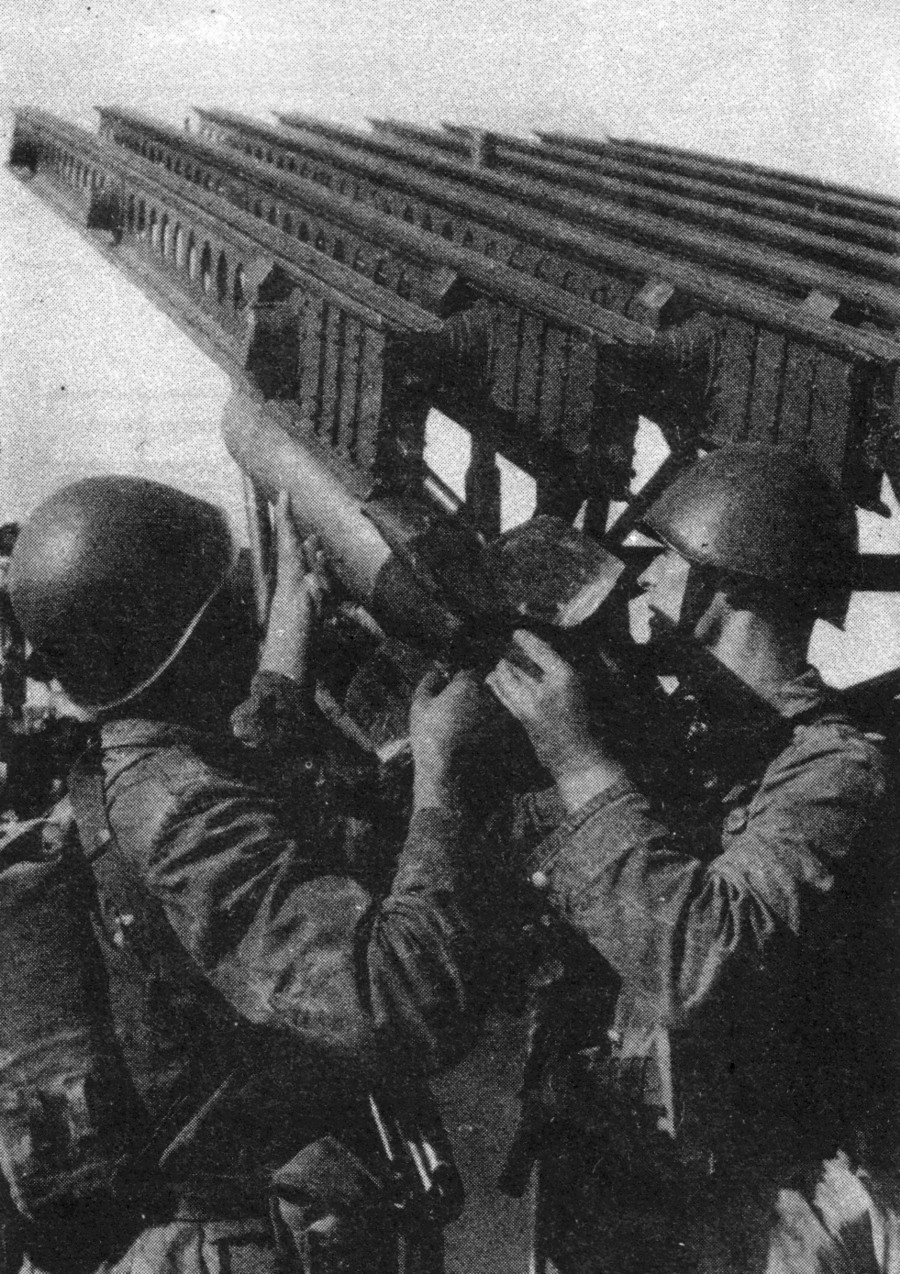
"كاتيوشا" – راجمة الصواريخ السوفيتية الأشهر

استمر التقدم الجاد للقوات السوفيتية في أعقاب معركة كورسك وتدفقها على نتوء أوريول التي تسيطر عليه القوات الألمانية والتي حاولت إيقاف التقدم السوفيتي عن طريق تحريك فرقة بانزرغرينادير جروسدويتشلاند من بيلغورود إلى كاراتشيف ولكن دون جدوى مما دفع القيادة الألمانية لاتخاذ قرار التنازل عن نتوء أوريول (والذي استردته القوات السوفيتية في 5 أغسطس 1943) والارتداد إلى خط هاغن أمام مدينة بريانسك، كما اندفعت القوات السوفيتية في الجنوب مهاجمة مواقع مجموعة الجيوش الجنوبية في بيلغورود في طريقها نحو كاراتشيف مرة أخرى وخلال هذه الفترة الممتدة بين نهاية يوليو ونهاية أغسطس 1943 شهدت التحركات العسكرية العديد من التغييرات؛ حيث تمكنت دبابات تايغر من الإطاحة بالدبابات السوفيتية على أحد محاور المعركة قبل أن تتمكن القوات السوفيتية من الإطاحة بالبقية الباقية من أسطول الدبابات الألمانية على المحور الغربي في أعقاب تقدم القوات السوفيتية جنوبًا باتجاه بيسيل، كما تم إخلاء خاركوف للمرة الأخيرة في 22 أغسطس.
على الجانب الآخر كانت القوات الألمانية المتمركزة عند نهر ميوس والمكونة من الجيش الأول بانزر والجيش السادس الألماني أضعف ما يكون للرد على الهجوم السوفيتي على جبهتهم الخاصة مما دفعهم للانسحاب من منطقة الدونباس الصناعية وحتى الدنيبر بعد تعرضهم للهجوم السوفيتي فاقدين بذلك الموارد الصناعية التي ظلوا في الاعتماد عليها طوال فترة الحرب وكذلك نصف مساحة الأراضي الزراعية التي احتلتها ألمانيا في العامين الأولين للعمليات العسكرية، في تلك الأثناء أصدر هتلر أوامره لجميع القوات الألمانية بالانسحاب الشامل حتى خط الدنيبر في محاولة منه لبناء الجدار الشرقي (بالألمانية: Ostwall) وهو خط دفاعي مماثل للتحصينات المتواجدة على الحدود الغربية الألمانية المواجهة للجبهة الغربية والمعروفة باسم الجدار الغربي (بالألمانية: Westwall) وإن واجهت الألمان مشكلة أخرى تمثلت في عدم اكتمال بناء تلك التحصينات الدفاعية، فمع بداية مجموعة الجيوش الجنوبية إخلاء شرق أوكرانيا والانسحاب لعبور الدنيبر خلال شهر سبتمبر كانت القوات السوفيتية في أعقابهم حتى تمكنت وحدات صغيرة من عبور النهر والبالغ اتساعه قرابة 3 كم (1.9 ميل) وإنشاء رأس جسر على الضفة الأخرى من النهر، من جانبهم حاول السوفيت استعادة تلك الأراضي التي لا يزال يسيطر عليها الألمان ولكن هذه المرة عن طريق المظليين الذين تم إسقاطهم فوق كانيف في 24 سبتمبر في ثاني عملية إبرار جوي يفشل فيها الاتحاد السوفيتي مثلما كان الحال في دوروغوبوج قبل ثماني عشر شهر من هذا التاريخ حيث استطاع الألمان إفشال العملية وإجبار المظليين على الانسحاب حتى استطاعت فصائل من القوات السوفيتية تأمين غطاء دفاعي لعبور إلى الضفة المقابلة لنهر الدنيبر في مواجهة الألمان والتوغل في الأراضي الواقعة تحت السيطرة الألمانية، ومع نهاية سبتمبر وبداية أكتوبر وجد الألمان استحالة الإبقاء على خط الدنيبر مع تنامي قوة الجيش الأحمر على ضفتي الدنيبر وإقامة العديد من رؤوس الجسور الحصينة وسقوط مدن الدنيبر الرئيسية في أيدي القوات السوفيتية الواحدة تلو الأخرى بداية من بزابوروجييه ثم دنيبروبتروفسك، وأخيرًا مع مطلع نوفمبر من العام نفسه انطلقت القوات السوفيتية من رؤوس الجسور التي قامت بإنشائها لتطوّق العاصمة الأوكرانية من الجانبين لتسترجع ثالث أكبر مدن الاتحاد السوفيتي في ذلك الوقت من أيدي القوات الألمانية.
غربًا وعلى بعد ثمانين ميلا من كييف تمكن الجيش الرابع بانزر من شن هجوم خاطف على جيتومير منتصف نوفمبر من العام نفسه استطاع من خلال هذا الهجوم إضعاف رؤوس الجسور السوفيتية عن طريق هجوم تطويقي من تنفيذ فيلق الوحدة الوقائية الثاني بانزر بطول نهر تيتيريف كما مكّنت هذه المعركة مجموعة الجيوش الجنوبية من استرجاع كوروستن وجني بعض الوقت للراحة وإعادة تنظيم الصفوف، إلا أن هذه القوات بدأت في الانسحاب مرة أخرى ليلة عيد الميلاد بعدما قامت الجبهة الأوكرانية الأولى (بالروسية: Первый украинский фронт)، وكانت تسمى من قبل بجبهة فورونيج، بمهاجمة القوات الألمانية في المكان نفسه واستمرت القوات السوفيتية في التقدم بطول خطوط السكك الحديدية حتى وصلت إلى الحدود السوفيتية البولندية لعام 1939 بحلول 3 يناير 1944، جنوبا تمكنت الجبهة الأوكرانية الثانية (بالروسية: Второй Украинский фронт)، وتُعرف أيضا باسم جبهة السهوب، من عبور الدنيبر عند كريمينتشوك واستمرت في التقدم غربا ثم تحولوا للتقدم شمالا بحلول الأسبوع الثاني من يناير 1944 ليلتقوا مع قوات الدبابات التابعة للجبهة الأوكرانية الأولى بقيادة نيكولاي فاتوتين والتي قامت بتحويل مسارها جنوبًا إلى بولندا في حركة مفاجئة تمكنت من خلالها تطويق عشرة فرق ألمانية عند كورسون-شيفتشينكيفسكي غرب تشيركاسي، مع هذا كله أصرّ هتلر على التمسك بخط الدنيبر وعدم التنازل عنه وإن كان قاب قوسين أو أدنى من نيل هزيمة كارثية إلا أن إصراره على المقاومة جاء نتاجا لقناعته الشخصية بإمكانية فك حصار القوات الألمانية بجيب تشيركاسي بل والتقدم حتى بلوغ كييف، شاركه في ذلك مانشتاين الذي هدف إلى التقدم حتى حدود الجيب ومن ثم تحفيز القوات على القتال لفك الحصار، وبحلول 16 فبراير نجحت القوات الألمانية في تنفيذ الجزء الأول من الخطة الموضوعة والتقدم نحو حدود جيب تشيركاسي حيث نجحت الدبابات الألمانية بالكاد في الهروب من جيب تشيركاسي الذي زاد اختناقا على القوات المحاصرة بداخله بعدما تمكنت من العبور للضفة المقابلة لنهر غنلوي تيكيتش، وتحت نيران المدفعية وملاحقة القوات السوفيتية لها تمكنت القوات الألمانية المحاصرة في جيب تشيركاسي ومنها فرقة الوحدة الوقائية الخامسة بانزر فايكنغ (بالألمانية: SS-Panzer-Division Wiking) من النجاة بعبورها نهر غنيلوي تيكيتش وإن كلفها ذلك نصف عدد الأفراد وكل المعدات التابعة للفرقة، وظن الألمان أن السوفيت لن يستمروا في الهجوم خاصة مع قدوم الربيع إلا أن الجبهة الأوكرانية اتخذت مواقع هجومية بالفعل في 3 مارس 1944 حيث قامت القوات السوفيتية تحت قيادة مالينوفسكي بعزل شبه جزيرة القرم عن طريق غلق مضيق بيريكوب والتقدم حتى الحدود الرومانية دون التوقف عند نهر بروت.

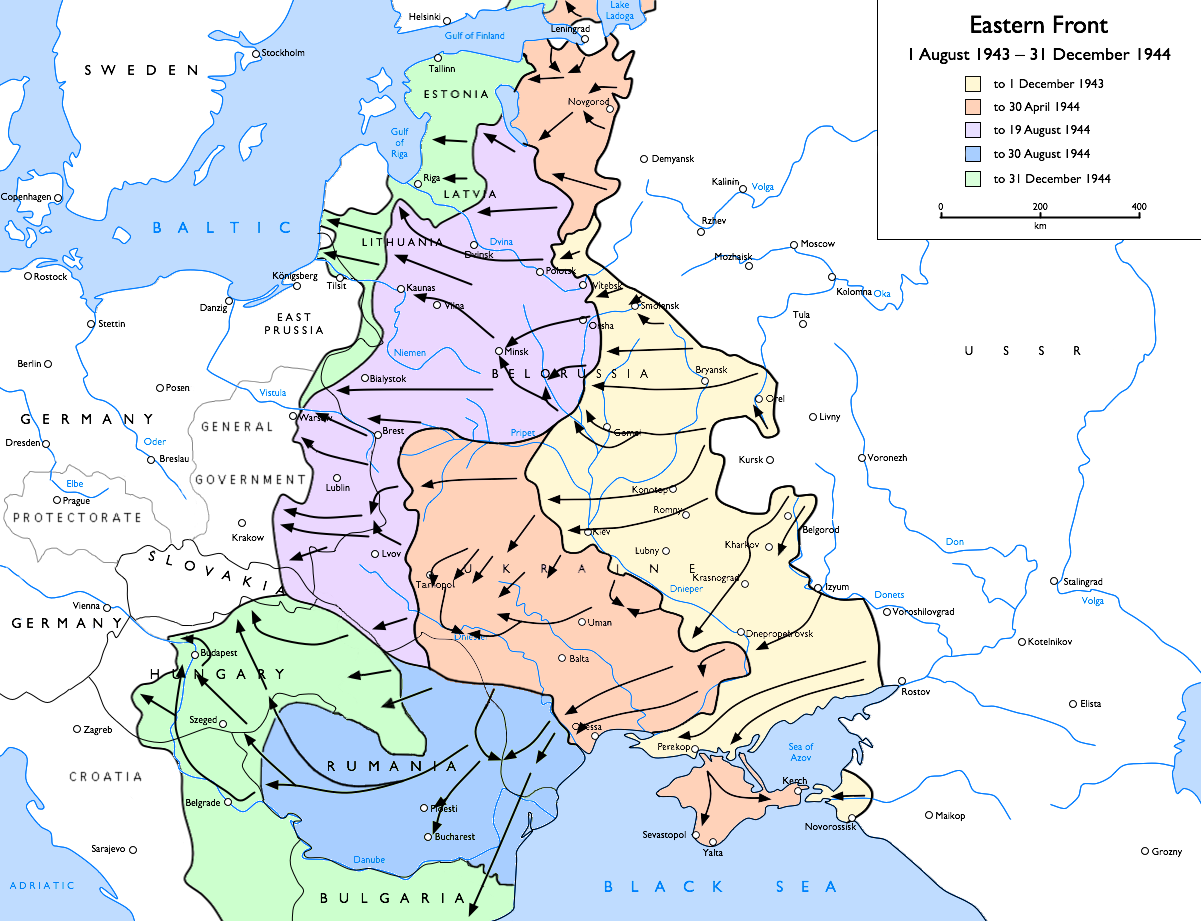
التقدم السوفيتي من 1 أغسطس 1943 وحتى 31 ديسمبر 1944:
حتى 1 ديسمبر 1943
حتى 30 إبريل 1944
حتى 19 أغسطس 1944
حتى 31 ديسمبر 1944

جنوبًا وفي تحرك أخير انتهى به موسم حملات 1943-1944 والذي أسفر عن تقدم القوات السوفيتية لمسافة أكثر من 500 ميل، نجحت القوات السوفيتية في مارس 1944 من تطويق 20 فرقة من الجيش الأول بانزر تحت قيادة الكولونيل العام هانز فالنتين هوبي فيما عُرف بجيب هوبي بالقرب من مدينة كاميانتس-بوديلسكي الأوكرانية ومع ذلك نجح الجيش الأول بانزر من النجاة من الجيب بعد أسبوعين من القتال العنيف تعرض فيها لخسائر تتراوح بين البسيطة والمتوسطة عندها قام هتلر بإحالة العديد من القادة العسكريين البارزين إلى الاستيداع على رأسهم مانشتاين، بينما نجح الجيش الأحمر في استرداد أوديسا تبع ذلك حملة الجبهة الأوكرانية الرابعة (بالروسية: Четвертый Украинский фронт) لاستعادة السيطرة الكاملة على شبه جزيرة القرم والتي انتهت باسترجاع مدينة سيفاستوبول في 10 مايو 1944.

هيالمار ماي يحيي جنود الفرقة العشرون للوحدة الوقائية (الأولى الإستونية)

أما بخصوص جبهة مجموعة الجيوش الوسطى فقد شهدت في أغسطس من عام 1943 انسحاب القوات الألمانية تدريجيا وببطئ من خط هاغن تاركة مساحات صغيرة نسبيا من أرض المعركة للقوات السوفيتية إلا أن فقدان مدينتي بريانسك ومن بعدها سمولينسك في 25 سبتمبر أفقدتا الفيرماخت حجر الزاوية فيما يخص النظام الدفاعي الألماني بأكمله في حين استمر الجيشان الرابع والتاسع ومعهما الجيش الثالث بانزر في أماكنهم شرقا عند الدنيبر العلوي في محاولة لصد القوات السوفيتية الساعية للوصول إلى فيتيبسك، في حين انعدمت التحركات العسكرية من الجانبين وأوقف القتال كلية تقريبا على جبهة مجموعة الجيوش الشمالية حتى يناير 1944 عندما قامتا جبهتي فولخوف (بالروسية: Волховский фронт) والبلطيق الثانية (بالروسية: Второй Прибалтийский фронт)، وتُعرف أيضا باسم جبهة بريانسك، بهجوم خاطف أجبر القوات الألمانية على التقهقر عن لينينغراد كما نجحت القوات السوفيتية في انتزاع نوفغورود، وبحلول فبراير كان الجيش الأحمر على مشارف إستونيا بعدما تقدم لمسافة 75 ميلا أخرى وبدى بحر البلطيق الطريقة الأسرع لستالين لنقل المعارك إلى الأراضي الألمانية في بروسيا الشرقية وكذلك انتزاع السيطرة على فنلندا من أيدى الألمان وإن أوقفت جبهة لينينغراد (بالروسية: Ленинградский фронт) هجومها على تالين أحد أهم موانئ بحر البلطيق في فبراير 1944، جدير بالذكر أن المفرزة الألمانية والتي حملت اسم المدينة التي تشكلت عندها (نارفا) وأُطلق عليها اسم مفرزة نارفا (بالألمانية: Armeeabteilung Narwa) والتي تمكنت من تحقيق نصرا دفاعيا إستراتيجيا خلال معركة نارفا من خلال التصدي للهجوم السوفيتي على إستونيا والذي نفذته جبهة لينينغراد، قد ضمت في تشكيلها المجندين الإستونيين المدافعين عن إعادة إرساء الاستقلال الإستوني بعد احتلالها من قبل الاتحاد السوفيتي عام 1940، علاوة على عناصر من الشرطة الاحتياطية الإستونية وقوات حرس الحدود.

### صيف 1944

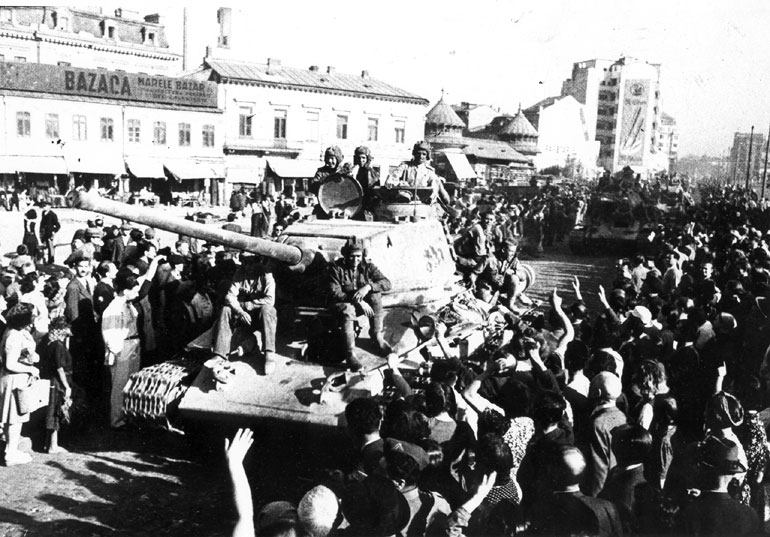
الجيش الأحمر يتلقى التحيات في بوخارست، أغسطس 1944

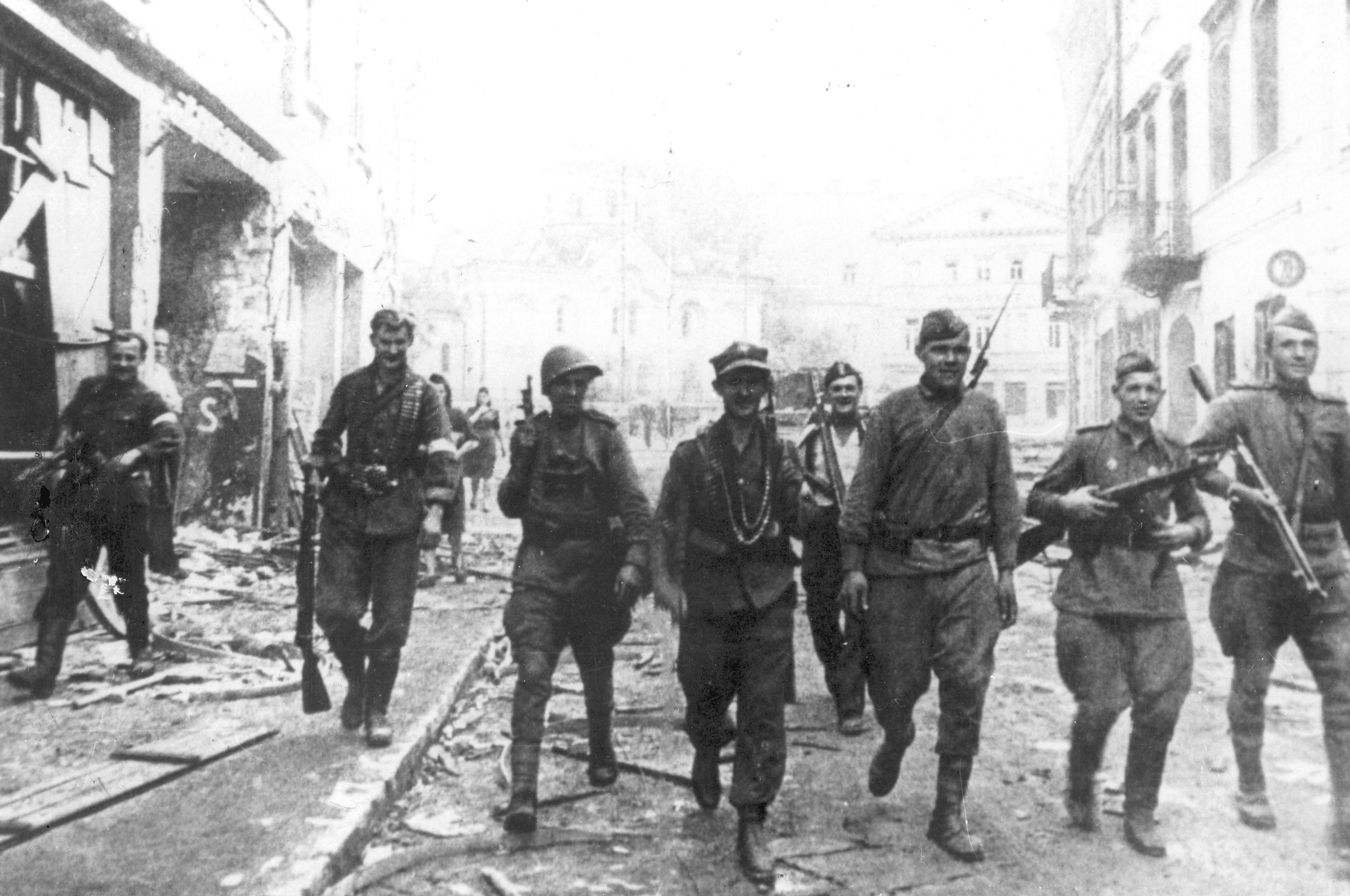
الجنود السوفيت وجنود أرميا كرايوفا البولنديون أثناء دورياتهم في فيلينيوس، يوليو 1944

لم يضع قادة الفيرماخت احتمالية هجوم السوفيت مرة أخرى من جهة الجنوب موضع اهتمامهم خاصة مع تقدم الجبهة السوفيتية لمسافة تبعد عن لفوف بقرابة الخمسين ميل فقط وهي التي تقدم طريقا مباشرًا نحو برلين، وعليه قررت القيادة الألمانية سحب بعض الفصائل من مجموعة الجيوش الوسطى والتي لا زالت جبهتها متوغلة داخل الأراضي السوفيتية كما قامت بنقل بعض الوحدات إلى فرنسا في محاولة لصد غزو نورماندي قبل إسبوعين من هذا التاريخ، من هذا المنطلق جاء الهجوم السوفيتي على بيلاروسيا (الذي حمل اسما رمزيا وهو عملية باغراتيون) والذي بدأ في 22 يونيو 1944 وكان هجوما سوفيتيا كاسحا في حد ذاته حيث شارك في الهجوم أربعة مجموعات جيوش وصل تعدادها لأكثر من 120 فرقة اندفعوا صوب خط دفاعي ألماني هش ولم يهاجموا مجموعة الجيوش الشمالية المتمركزة في أوكرانيا كما كان متوقعًا من القيادة العليا الألمانية بل ركزوا هجومهم على مجموعة الجيوش الوسطى الألمانية حيث اندفع لأكثر من 2.3 مليون جندي وضابط سوفيتي في مواجهة مجموعة الجيوش الوسطى الذي بلغ تعداد أفرادها أقل من 800,000 جندي، ومع انطلاق الهجوم ظهرت العديد من الفوارق الكمّية والنوعية والتي صبّت جميعها في مصلحة القوات السوفيتية؛ حيث تغلب الجيش الأحمر على العدو من ناحية الدبابات المشاركة في المعركة بنسبة عشرة إلى واحد علاوة على نسبة سبعة إلى واحد فيما يخص المركبات الجوية، وانهارت القوات الألمانيا وسقطت العاصمة البيلاروسية مينسك في 3 يوليو ومحاصر بداخلها قرابة 100,000 فرد من القوات الألمانية وفي خلال عشرة أيام وصل الجيش الأحمر للحدود البولندية الأصلية (حدود ما قبل الحرب) وبذلك أصبحت عملية باغراتيون (بالروسية: Oперация Багратион) أكبر عملية فردية تقوم بها أي دولة من الدول المشاركة في الحرب العالمية الثانية منفردة دون الاستعانة بأي قوة من الدول الحليفة، ومع نهاية أغسطس وصلت حصيلة الخسائر الألمانية على الجبهة الشرقية قرابة 400,000 فرد ما بين قتيل وجريح ومفقود ومريض منهم 160,000 أسير وقعوا في يد القوات السوفيتية هذا بالإضافة إلى 2,000 دبابة و57,000 مركبة أخرى، بينما تكبّد الاتحاد السوفيتي خلال عملية باغراتيون خسائر قدرت بنحو 180,000 فرد ما بين قتيل ومفقود ليصل إجمالي خسائر الاتحاد السوفيتي في الأفراد على الجبهة الشرقية إلى 765,815 بينهم الجرحى والمرضى علاوة على 5,073 من الجنود البولنديين بالإضافة إلى 2,957 دبابة ومدفع هجومي، يُضاف إلى ذلك الخسائر التي تكبدها الاتحاد السوفيتي أثناء هجومه على إستونيا والتي قُدرت بنحو 480,000 فرد سقط منهم 100,000 قتيل في أرض المعركة.
كما شنت القوات السوفيتية عملية لفوف-ساندومييرز في 17 يوليو 1944 أبعدت خلالها القوات الألمانية عن غرب أوكرانيا في حين استمرت القوات السوفيتية جنوبًا في التقدم حتى رومانيا وتمكنت من احتلال بوخارست في 31 أغسطس بعد انقلاب أطاح بالحكومة الرومانية الموالية لقوات المحور في 23 أغسطس، بعد ذلك قامت رومانيا بتوقيع هدنة مع الاتحاد السوفيتي في موسكو بناءً على الشروط التي فرضها الاتحاد السوفيتي في 12 سبتمبر من العام نفسه، وكان لاستسلام رومانيا للقوات السوفيتية أكبر الأثر على الوضع العسكري لألمانيا إذ خلّف فجوة كبيرة في القطاع الجنوبي للجبهة الشرقية الألمانية ساعدت على فقدان قوات المحور لمنطقة البلقان بأسرها.

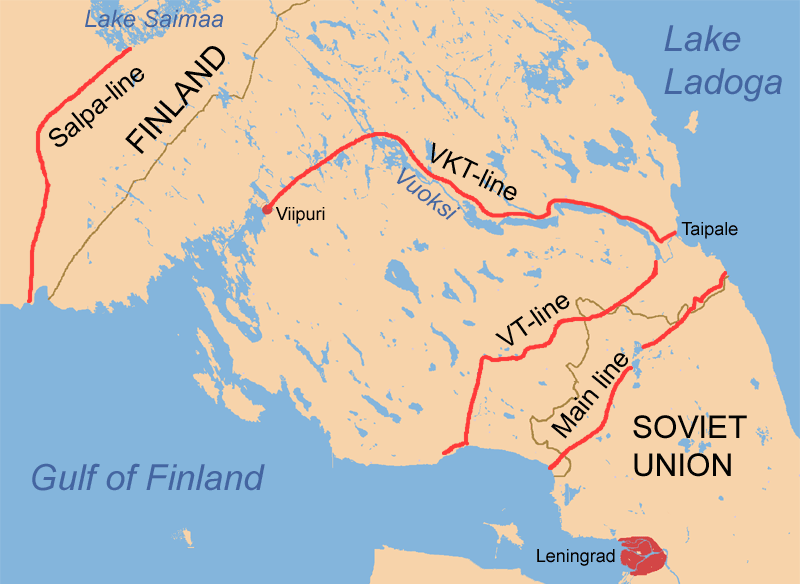
الخطوط الدفاعية الفنلندية على البرزخ الكاريلي خلال حرب الاستمرار.

على جانب آخر هدد التقدم السريع للقوات السوفيتية على أرض المعركة من خلال عملية باغراتيون من قطع سبل الاتصال بين مجموعة الجيوش الشمالية وباقي القوات الألمانية وعزله تمامًا عن القيادة العليا للجيوش الألمانية حيث لا زال يقاوم التقدم السوفيتي صوب تالين خاصة بعد نجاحه في صد الهجوم السوفيتي على منطقة تلال سينيمايد بإستونيا؛ بعدما فشلت جبهة لينينغراد في تخطي التحصينات الدفاعية لكتيبة نارفا على أرض ميدان لا تصلح للعمليات الكبرى.
وفي البرزخ الكاريلي شنت القوات السوفيتية هجوما شاملا وموسعا ضد الخطوط الفنلندية في 9 يونيو 1944 (متزامنا مع غزو قوات الحلفاء لنورماندي)، حيث قامت ثلاث جيوش بمهاجمة القوات الفنلندية ضمت تشكيلات عديدة من قوات الحرس واسعة الخبرة والتي تمكنت من اقتحام الخط الدفاعي الفنلندي عند فالكياساري في 10 يونيو مما أجبر القوات الفنلندية على الانسحاب حتى خطوطها الدفاعية الثانوية والمعروف بخط فاميلسو-تايبالي - ويعرف اختصارا باسم خط في-تي (بالفنلندية: VT-linja؛ بالروسية: Карельский вал) والذي هاجمته القوات السوفيتية مدعومة بنيران المدفعية الثقيلة والقصف الجوي والمدرعات حتى تمكنت من اختراق خط في-تي في 14 يونيو بعدها قامت القوات الفنلندية بهجوم مضاد على كوترسيلكا لم ينجح في تحقيق أهدافه مما اضطر القوات الفنلندية للتقهقر حتى خط دفاعها الثالث؛ خط فييبوري-كوبارساري-تايبالي - ويعرف اختصارا باسم خط في كيه تي (بالفنلندية: VKT-linja، بالروسية: VKT-линия) والذي نجحت القوات الفنلندية من خلاله في إيقاف تقدم القوات السوفيتية داخل الأراضي الفنلندية بعد قتال مرير في معركتي تالي-إهانتالا وإلومانتسي.

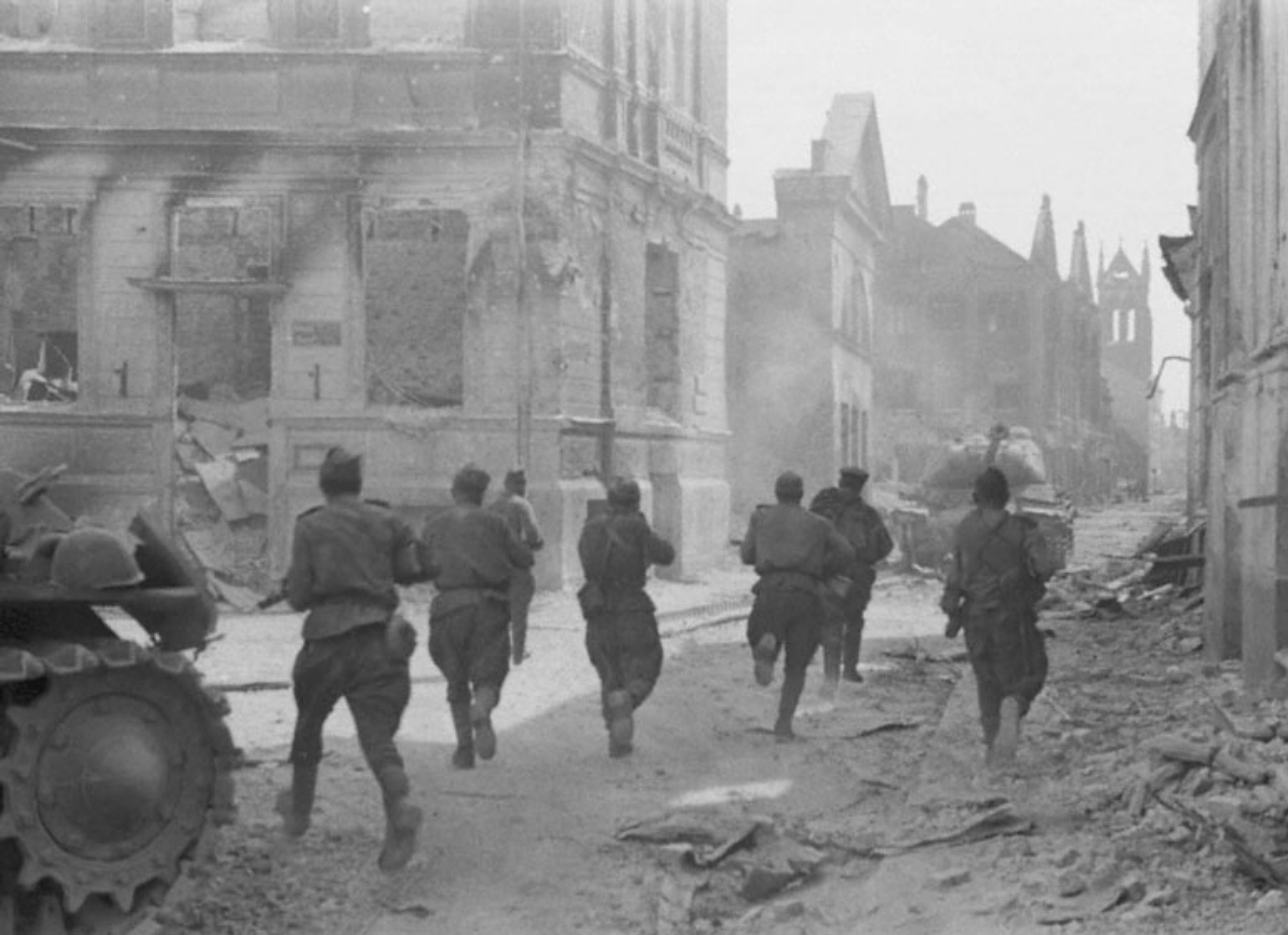
جنود سوفيت يقاتلون في شوارع يلغافا.

في بولندا ومع اقتراب الجيش الأحمر من دخول البلاد شرع الجيش الوطني البولندي (بالبولندية: Armia Krajowa) في تنفيذ عملية العاصفة (بالبولندية: Akcja Burza) لانتزاع السيطرة على المدن البولندية من أيدي القوات الألمانية قبل دخول الجيش الأحمر لبولندا والذي أوقف تقدمه عند نهر فيستولا متخذا موقف الحياد أثناء انتفاضة وارسو سواء لعدم رغبته أو عدم قدرته على مساعدة المقاومة البولندية وعليه لم تنجح محاولة الجيش البولندي الأول والذي يسيطر عليه عناصر شيوعية من تخفيف الضغط الألماني على المدينة مما كبّده خسائر فادحة في سبتمبر من العام نفسه.
وفي سلوفاكيا اندلعت الانتفاضة السلوفاكية الوطنية من جانب المقاومة السلوفاكية بغرض الإطاحة بحكومة جوزيف تيسو المتواطئة والتي شهدت قتالا مسلحا بين الفيرماخت الألمانية والفصائل السلوفاكية المتمردة في الفترة ما بين شهري أغسطس وأكتوبر لعام 1944 وتركّز القتال في محيط مدينة بانسكا بيستريتسا والتي لم يختلف قدرها عن سابقتها البولندية حتى استطاعت القوات السوفيتية تحرير سلوفاكيا.

### خريف 1944
رومانيا

الخسائر الحدودية الرومانية بعد الاستسلام.
جزر نهر الدانوب والبحر الأسود ضمّها الاتحاد السوفيتي لأراضيه
الحدود السوفيتية الرومانية عام 1940
الحدود السوفيتية الرومانية عام 1948

تمكنت الجبهة الأوكرانية الثانية من دخول بوخارست مع انقضاء شهر أغسطس بعدما فتحت ثغرة واسعة في الجبهة الألمانية الممتدة من سلسلة جبال كاربات وحتى مصب نهر الدانوب عجزت القوات الألمانية عن سدها لما تعانيه من نقص حاد في الصفوف الأمر الذي مكّن نظيرتها السوفيتية من احتلال فالاتشيا دون مقاومة وإجبار رومانيا في نهاية الأمر على الاستسلام وإعلان الحرب في المقابل على ألمانيا النازية مما ساعد على تقليص مُدة القتال ستة أشهر على أقل تقدير،  ومن ثمّ تتوغّل القوات السوفيتية بحرّية داخل رومانيا وخاصة في منطقة الكاربات حيث تُحكم سيطرتها على براشوف في 5 سبتمبر لتصل قوات الجبهة الأوكرانية الثالثة في اليوم التالي إلى الحدود الرومانية اليوغوسلافية محققة أول اتصال مباشر مع محاربي المارشال تيتو، كانت خسارة الموارد النفطية في رومانيا ضربة حاسمة للمجهود الحرب الألماني والمجري أحبطت كل محاولات الدفاع عن جبهة الكاربات لافتقار الوقود في الوقت الذي استمر فيه تقدّم الجبهة الأوكرانية الثانية حتى الحدود الرومانية المجرية بعد اجتياز سلسة جبال كاربات الشرقية، وفي 12 سبتمبر توقّع رومانيا على الهدنة مع الاتحاد السوفيتي والولايات المتحدة وبريطانيا في العاصمة السوفيتية موسكو والتي تعهدت فيها على إعلان الحرب ضد ألمانيا في حين تعوّضها المجر عن الخسائر الناجمة عن الحرب، كما اعترفت الهدنة بالحدود السوفيتية الرومانية التي نصّت عليها الاتفاقيات السوفيتية الرومانية السابقة بتاريخ 28 يونيو 1940، من جانبه تعهّد الاتحاد السوفيتي بإعادة ترانسيلفانيا إلى السيادة الرومانية في مقابل إقامة الأخيرة لمحكمة شعبية تختص بمحاكمة من يراهم الاتحاد السوفيتي مسئولين عن اندلاع الحرب بين البلدين، واستمر العمل بنصوص هذه الهدنة حتى توقيع اتفاقية السلام النهائية مع رومانيا في 10 فبراير 1947 وتفعيلها في 15 سبتمبر من العام نفسه.
 بلغاريا

جموع من الشعب البلغاري في انتظار طليعة الجيش الأحمر بعد اجتياحه للعاصمة البلغارية وتحريرها من قبضة القوات النازية.

على الجبهة البلغارية استمرت القوات السوفيتية في التقدّم بمحاذاة نهر الدانوب حتى حدود بلغاريا التي لم تصلها الحرب إلّا في الربع الأخير من عام 1944 ومع اقتراب الجحافل السوفيتية من العاصمة صوفيا طلبت بلغاريا الدعم من بريطانيا والولايات المتحدة ضد الهجوم السوفيتي وهو الطلب الذي قوبل بالرفض التام من جانب الحلفاء الغربيين، وفي 5 سبتمبر أعلن الاتحاد السوفيتي الحرب على بلغاريا والتي أجبرتها القوات السوفيتية المتوغلة داخل أراضيها بالفعل على الاستسلام في غضون ساعات قليلة، وخلال اليومين التاليين وتحديدًا في اليوم السابع منه أعلنت بلغاريا بالتبعيّة الحرب على ألمانيا قبل يوم واحد من اتمام الجبهة الأوكرانية الثالثة لاحتلال كافة الأراضي البلغارية والاستمرار في الزحف صوب سلسلة جبال الكاربات الشرقية، وبعد مفاوضات قصيرة يوافق الاتحاد السوفيتي في 9 سبتمبر على طلب الهدنة التي تقدّمت به بلغاريا وشرع في التفاوض بشأنها قبل إتمام التصديق على اتفاقية أوّلية للهدنة بين بلغاريا والاتحاد السوفيتي بعد هذا التاريخ بيومين تزامنًا مع انسحاب القوات البلغارية من كافة الأراضي اليوغوسلافية المحتلة قبل توقيع اتفاقية أخرى بين بلغاريا ودول الحلفاء في 28 أكتوبر من العام نفسه تمهيداً معاهدات باريس للسلام (1947)للاتفاقيات النهائية التي تم توقيعها بين دول الحلفاء ودول المحور بخلاف ألمانيا.
 فنلندا
ومع تداعي الدول الحليفة لألمانيا الواحدة تلو الأخرى قرر رئيس وزراء فنلندا أنتي هاكزل في 2 سبتمبر قطع كافة العلاقات الدبلوماسية مع ألمانيا النازية، قبل استسلام القوات الفنلندية لنظيرتها السوفيتية في مُختلف أنحاء الجبهة في بعدها بيومين بعد الاتفاق على هدنة بين الحكومتين بانتظار مفاوضات السلام النهائية، وعليه وصلت بعثة دبلوماسية رفيعة المستوى برئاسة وزير الخارجية كارل إنكل إلى موسكو في 6 سبتمبر للتفاوض بشأن شروط الهدنة المنتظر توقيعها بين الطرفين وهو ما تحقق بالفعل في التاسع عشر من الشهر نفسه بعد موافقة الجانب الفنلندي على كافة شروط الاتحاد السوفيتي المتمثلة في التخلي عن مدينة فييبوري القريبة من لينينغراد وكذلك مقاطعة بيتسامو شمال البلاد للاتحاد السوفيتي والتزام فنلندا بدفع ما قدره 300,000,000 دولار أمريكي كتعويض للاتحاد السوفيتي عن الخسائر الناجمة عن الحرب علاوة على محاكمة فنلندا لمن يراهم الاتحاد السوفيتي مسئولين عن اندلاع الحرب وفي مقدمتهم الرئيس الفنلندي آنذاك ريستو روتي بخلاف إجبار فنلندا على طرد القوات الألمانية من أراضيها وإعلان الحرب على ألمانبا مقابل الحفاظ على استقلال البلاد ضمن الحدود الدولية المُعترف بها لعام 1940 والاحتفاظ بحق الإشراف الإسمي على شبه جزيرة بوركالا جنوبي هلسنكي في مقابل إعادة شبه جزيرة هانكو للسيادة الفنلندية.

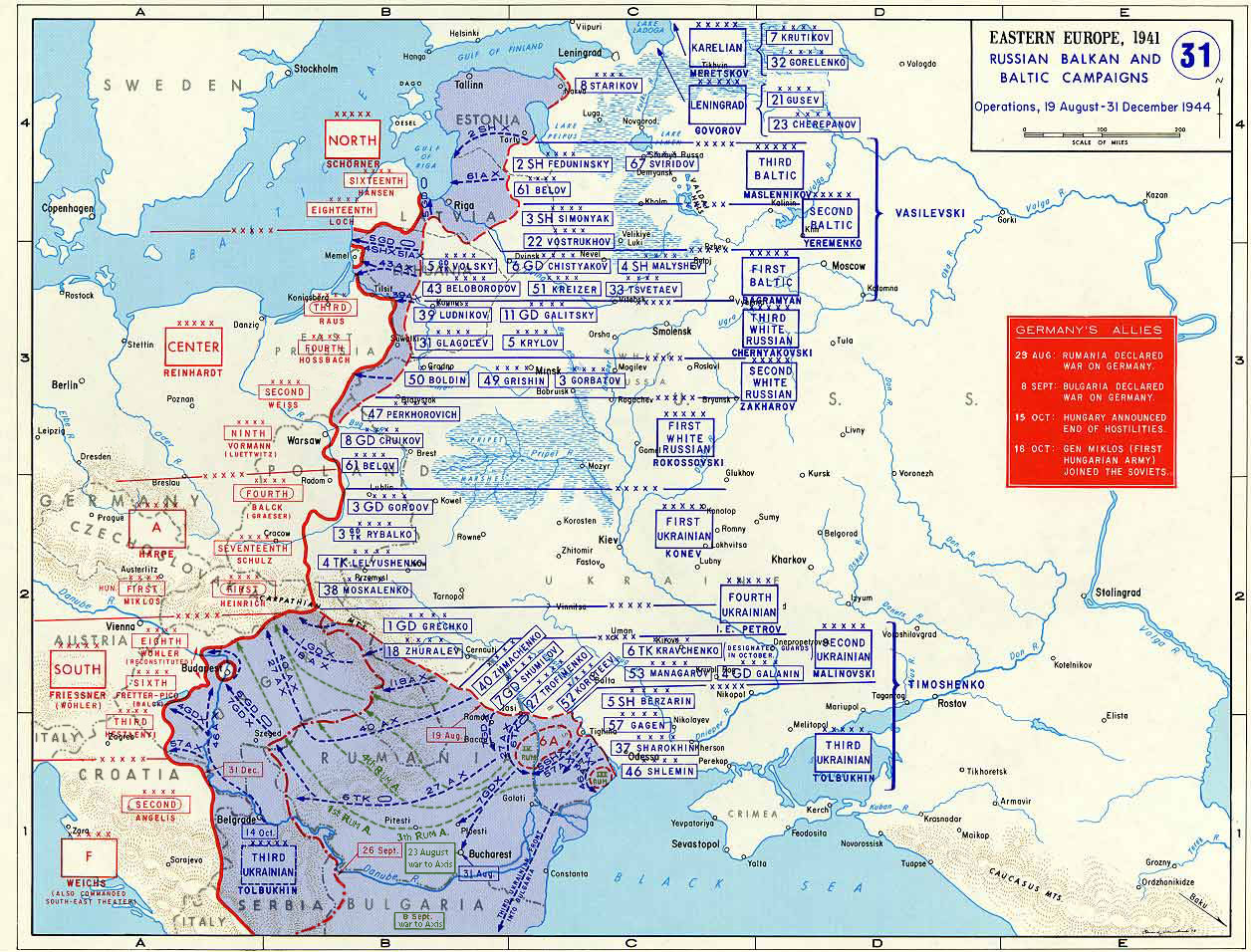
تقدم الجيش الأحمر في البلطيق والبلقان من 19 أغسطس حتى 31 ديسمبر 1944.

استمرت قوات الحلفاء في تضييق الخناق على ما تبقى من قوات المحور على كافة الجبهات ولا سيّما الجبهة الشرقية مما لم يضع أمام القوات الألمانية سوى خيار واحد يتمثل في شن هجمات مضادة ضد القوات السوفيتية المتقدمة وهو ما شرعت فيه فعلًا بعد تمكنها من حشد قوات الجيشين الثامن الألماني والثاني المجري لمواجهة قوات الجبهة الأوكرانية الثانية بقيادة المارشال روديون مالينوفسكي في منطقة ترانسيلفانيا، في الوقت نفسه تستمر خمس جبهات سوفيتية كاملة وهي جبهات البلطيق الأولى والثانية والثالثة علاوة على الجبهة البيلاروسية الثالثة وجبهة لينينغراد زحفها صوب دول البلطيق في حين دخلت الجبهة الأوكرانية الثانية المتواجدة في بلغاريا معارك ضارية مع القوات الألمانية المنسحبة من يوغوسلافيا، بعدها بدأت الانتصارات السوفيتية في التوالي إذ تمكّنت جبهة لينينغراد من الاستيلاء على تالين في 22 سبتمبر في حين واصلت جبهة البلطيق الثالثة تقدمها في القطاع الشمالي حتى خليج ريغا بعد هذا التاريخ بيوم واحد فقط على الرغم من محاولات القوات الألمانية بقيادة الفيلد مارشال فرديناند شورنر من منع هذا التقدم ومع فشل القوات الألمانية في إحباط التقدّم السوفيتي تراجعت الجيوش الألمانية إلى داخل مدينة ريغا الحصينة، وفي 24 سبتمبر تمكنت الجبهة الأوكرانية الثانية من سحق قوات المحور التي أعاقت تقدمها داخل ترانسيلفانيا وتحديدًا في محيط كلوج بعد تسعة أيام من المعارك الضارية لتسقط رومانيا بأكملها في أيدي الجحافل السوفيتية التي واصلت تقدمها حتى الحدود الرومانية المجرية عند مدينة ماكو الحدودية حيث أخذت القوات السوفيتية المنتشرة على خط المواجهة الممتد بين بلغاريا ورومانيا في الاستعداد للزحف باتجاه بلغراد بعد اجتيازها لنهر الدانوب على الحدود الرومانية اليوغوسلافية.
وفي منطقة البلطيق تشدد القوات السوفيتية من هجماتها ويقوم الجيش الثامن التابع لجبهة لينينغراد بعملية إنزال برمائية على جزيرة هيوما بالأرخبيل الإستوني الغربي على مدخل خليج ريغا حيث تشتبك مع الحامية الألمانية الموجودة على الجزيرة وتبيدها تمامًا تبعتها بعد ذلك بعملية إنزال أخرى على جزيرة ساريما والتي استمرت في الصمود حتى 23 نوفمبر في محاولة القوات الألمانية إجلاء قواتها التي ستتم حصارها لاحقا على جزيرة كورلاند، في حين شددت جبهات البلطيق الثلاثة قبضتها على القوات الألمانية التي استمرت في التراجع صوب ريغا وعليه تقرر رئاسة الأركان السوفيتية تعديل خطط الهجوم حيث تستمر جبهتي البلطيق الثانية والثالثة في الزحف صوب ريغا في حين تبدأ جبهة البلطيق الأولى هجومًا منفصلًا على بروسيا الشرقية بهدف إيقاف تراجع القوات الألمانية، وبحلول 10 أكتوبر وصلت قوات جبهة البلطيق الأولى إلى سواحل بحر البلطيق في لتوانيا بينما قامت مجموعة أخرى تابعة للجبهة نفسها بالضعط على نيمن على الحدود الشمالية الشرقية لبروسيا الشرقية واستمر الضغط السوفيتي حتى سقوط ريغا في 15 أكتوبر بعد محاصرة فلول مجموعة الجيوش الشمالية في كورلاند على خليج ريغا.

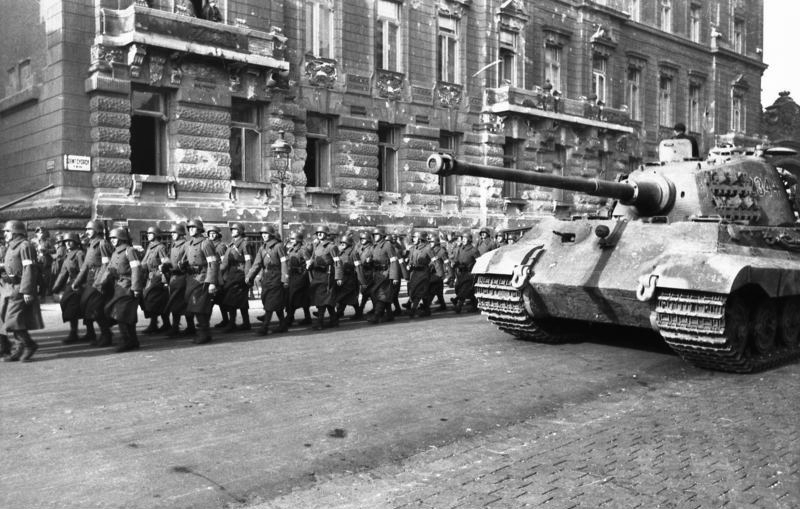
ميليشيا الصليب المسهم ودبابة تايغر 2 في شوارع بودابست، أكتوبر 1944 قبل أسابيع قليلة من الاجتياح السوفيتي للمدينة.

في الوقت نفسه استمرت الجبهة الأوكرانية الثانية في التقدم داخل رومانيا والزحف جهة الجنوب الغربي صوب العاصمة المجرية بودابست، حيث استولت على أوراديا في 12 أكتوبر أثناء توغلها في منطقة ترانسيلفانيا قبل الالتحام مع القوات الألمانية المجرية المشتركة في ديبريتسن والتي انتهت بانتصار القوات السوفيتية وتحرير المدينة من أيدي القوات الألمانية في 20 أكتوبر لتتفرغ لحصار منطقة ترانسيلفانيا بالكامل والتي أتمته في 24 أكتوبر، ومع تدهور الوضع العسكري وسقوط منطقة ترانسيلفانيا بأكملها في أيدي القوات السوفيتية أعلن ميكلوش هورتي وصي عرش المجر عن رغبته في عقد اتفاقية هدنة أحادية الجانب مع الاتحاد السوفيتي وعليه قررت القيادة الألمانية اعتقاله وتمكين فيرينتس سالاشي من سلطة البلاد في الوقت الذي واصلت فيه الجبهة الأوكرانية الثانية تقدمها داخل الأراضي المجرية، وبحلول 22 نوفمبر تتسلم القيادة الألمانية جميع السلطات الحكومية في المجر بعد اقتراب القوات السوفيتية من العاصمة بودابست وقبل يومين من إعلان القيادة العامة السوفيتية اختراق الخطوط الدفاعية الألمانية حول بودابست في الأيام الثلاثة الأخيرة عن طريق الجبهة الأوكرانية الثالثة بقيادة المارشال فيودور تولبوخين لتتقدم مسافة 40 كم داخل محيط المدينة محتلة بذلك أكثر من 160 بلدة في منطقة سيكشفهيرفاروفسك وتضيّق المجال المفتوح أمام القوات الألمانية لإخلاء العاصمة المجرية مسافة 30 كم قبل مواصلة تقدمها في اليوم التالي لينحصر الممر الألماني لمسافة تقل عن 15 كم، وتستمر القوات السوفيتية في تقدمها وإحكام الطوق حول بودابست وإضعاف المقاومة الألمانية والمجرية حولها خاصة بعد سقوط مدينة إيسترغوم المنيعة في 26 ديسمبر قبل إحكام السيطرة على بودابست نفسها في 27 ديسمبر حيث تشرف المعركة على الانتهاء بعدما حوصرت المدينة بأكملها لتبدأ حرب الشوارع بين الجبهة الأوكرانية الثالثة من جهة والقوات الألمانية والمجرية من جهة أخرى لحين وصول الجبهة الأوكرانية الثانية بقيادة روديون مالينوفسكي إلى القطاع الشرقي للمدينة قبل أن تضطر المجر إعلان الحرب على ألمانيا في 31 ديسمبر من العام نفسه قبل توقيع الحكومة المجرية المؤقتة لاتفاقية الهدنة مع الاتحاد السوفيتي في 20 يناير 1945 والتي نصت على تنازل المجر عن كافة الأراضي التي احتلتها خلال الحرب وإعادتها لسيادة الدول المعنية مع عدم إعادة أية أراضي مكتسبة من حدودها مع ألمانيا النازية، كذلك وضع المجهود الحربي المجري تحت السيطرة الكاملة لدول الحلفاء لحين الانتهاء من الحرب.

نسخة ونستون تشرشل للوثيقة السرية الخاصة بتقسيم مناطق النفوذ.

وفي القطاع الجنوبي بدأت القوات السوفيتية في التواجد على الجبهة التشيكوسلوفاكية مع اندلاع الانتفاضة السلوفاكية الوطنية وما أعقبه من إرسال الحكومة التشيكوسلوفاكية لطلب للاتحاد السوفيتي بمد يد العون ومساعدتها في التخلص من التواجد الألماني، حيث تم تكليف المارشال إيفان كونيف بالتحضير لهجوم عسكري ضد القوات النازية في تشيكوسلوفاكيا، تلخّص هذا الهجوم في مهاجمة الحدود البولندية التشيكوسلوفاكية عند جبال الكاربات عبر ممر دوكلا بالقرب من مدينة سفيدنيك الحدودية على نهر أوندافا ومنها لداخل الأراضي السلوفاكية،  وبدأ الهجوم السوفيتي في 8 سبتمبر واستمر حتى 28 أكتوبر دون تحقيق أي نتيجة تُذكر على الأرض حيث توقّف الهجوم السوفيتي تماشيًا مع نية القيادة السياسية في إضعاف المقاومة التشيكوسلوفاكية لتسهيل عملية تحكُّم القوات السوفيتية في البلاد لاحقًا بالأسلوب نفسه الذي اتبعته القيادة السوفيتية خلال انتفاضة وارسو، علاوة على استمرار المقاومة الألمانية التي ارتدت لإحد النقاط الحصينة المعروفة باسم التل 532 (بالسلوفاكية: Obšár) التي لم يتم تحريريها إلا في 24 نوفمبر بعد تغيّر السيطرة على التل نفسه لأكثر من عشرين مرّة خلال المعارك الدائرة كما تمكنت من سحق الانتفاضة السلوفاكية في وقت لاحق، ولم تستأنف القوات السوفيتية تقدمها سوى مطلع شهر ديسمبر باقتحام الجبهة الأوكرانية الرابعة بقيادة إيفان بيتروف لممر أوندافا وإقامة رأس جسر عند سفيدنيك في الوقت الذي استمرت فيه القوات السوفيتية للجبهتين الأوكرانيتين الثانية والثالثة المتوغلة بالفعل في المجر في التقدّم شمال ميشكولتس حتى الحدود التشيكوسلوفاكية منتشرًا على جبهة بطول 110 كم بحلول 18 ديسمبر والتي يصبح الوضع حولها شبه محسومًا في ظل سيطرة القوات السوفيتية على الوضع في المجر.

مباحثات جوزيف ستالين وونستون تشرشل خلال مؤتمر موسكو الرابع.

على الصعيد السياسي، اجتمع في موسكو قادة دول الحلفاء على مدار عشرة أيام خلال الفترة ما بين 9 أكتوبر و19 أكتوبر لبحث مناطق النفوذ فيما بعد الحرب،  حيث حضر الاجتماع من الجانب السوفيتي جوزيف ستالين السكرتير العام للحزب الشيوعي السوفيتي وفياتشيسلاف مولوتوف وزير الخارجية ومن الجانب البريطاني ونستون تشرشل رئيس الوزراء وأنطوني إيدن وزير الخارجية والفيلد مارشال ألان بروك رئيس هيئة الأركان العامة كما حضر المؤتمر من الجانب الأمريكي بصفة مراقبين كلا من أفيريل هاريمان سفير الولايات المتحدة لدى الاتحاد السوفيتي واللواء جون راسل دين رئيس الملحقية العسكرية الأمريكية في موسكو، وانتهى المؤتمر بتنازل المملكة المتحدة عن الإشراف الكامل على رومانيا للاتحاد السوفيتي كذلك الاعتراف ببلغاريا كمنطقة نفوذ سوفيتية، في المقابل يتم تقسييم المجر ويوغوسلافيا إلى قسمين متساويين بين الاتحاد السوفيتي والمملكة المتحدة في حين تصبح اليونان منطقة نفوذ خالصة للمملكة المتحدة، أعقب هذا المؤتمر اجتماع آخر مطلع ديسمبر بين المارشال جوزيف ستالين والعميد شارل ديغول لاقتراح إضافة فرنسا إلى ميثاق الاتفاق الأنغلو-سوفيتي كذلك نصيب فرنسا من مناطق النفوذ فيما بعد نهاية الحرب، وهي الطلبات التي لم تلقى صدى من الزعيم السوفيتي ليقينه بافتقار فرنسا للقوة السياسية والعسكرية كما افتقرت التأثير القوي لأوضاع ما بعد الحرب ومن ثمّ لم تثمر هذه المفاوضات إلا عن وثيقة للتعاون والصداقة وقعها وزيري خاريجية البلدين في 10 ديسمبر.

### يناير - مارس 1945

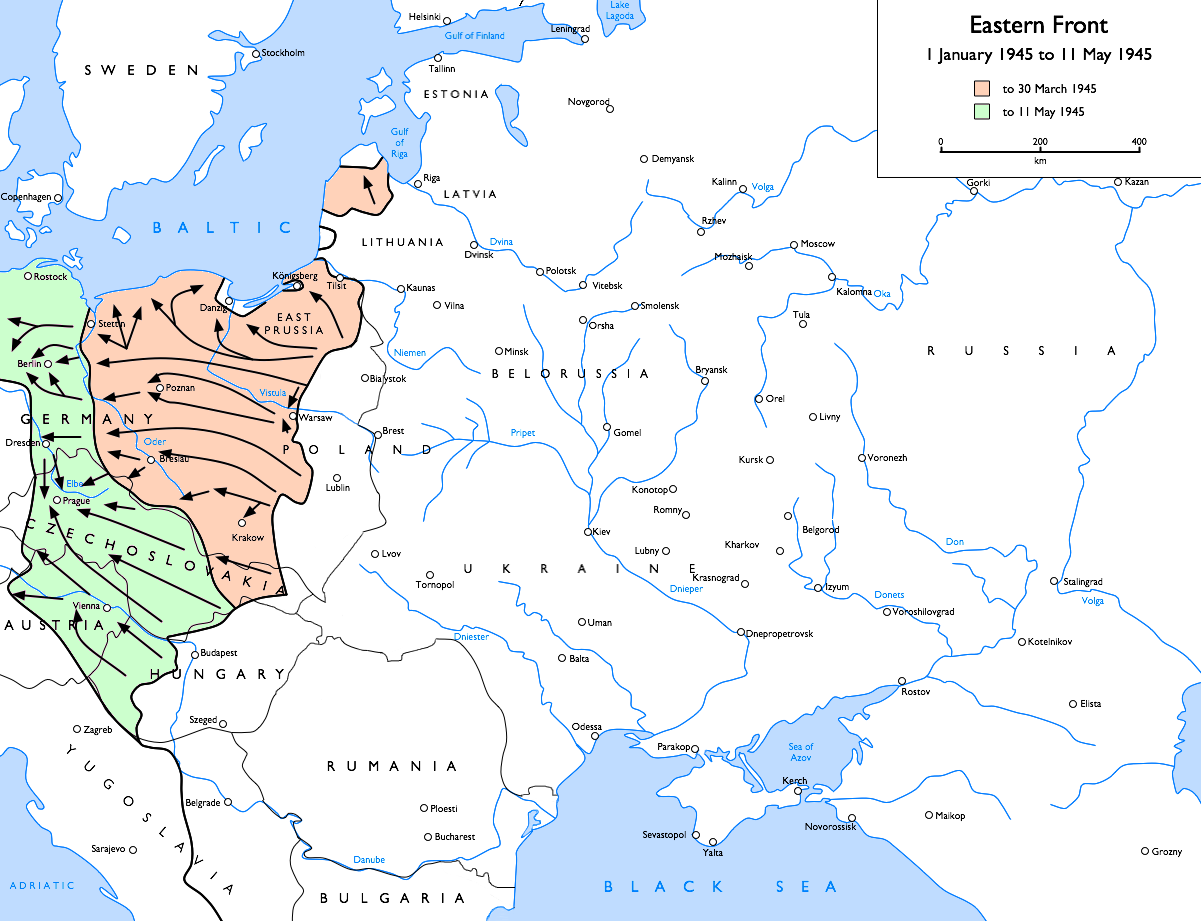
التقدم السوفيتي من 1 يناير 1945 حتى 11 مايو 1945:
حتى 30 مارس 1945
حتى 11 مايو 1945

حقق الحلفاء خلال العام المنصرم سلسلة من الانتصارات بينما توالت الهزائم على ألمانيا وما بقى معها من قوات حليفة، حيث دحر الاتحاد السوفيتي القوات المحتلة على كافة الجبهات وكبّدوها خسائر فادحة، متفوقين على قوات المحور في كل من المجر وبروسيا الشرقية بعدما أرغموا كل من رومانيا وبلغاريا وفنلندا على الاستسلام وإعلان الحرب بالتبعية على ألمانيا، كما نجحوا في إجلاء الألمان عن البلقان، كما حقق الإنتاج الحربي السوفيتي طفرة غير مسبوقة طوال فترة الحرب، خاصة بعد تحرير حوض نهر الدون؛ فمع انقضاء عام 1944 أنتج الاتحاد السوفيتي 29,000 مركبة وعربة مدرعة و40,300 طائرة و112,500 مدفع هجومي (راجع الناتج الصناعي)
بعد الهزائم التي مُني بها الألمان تقلّص طول الجبهة التي يدافعون عنها من 4,450 كم إلى 2,250 ممتدة من المحيط المتجمد الشمالي غرب بيتسامو حتى بحيرة إيناري، وعليه جائت المعارك استمرارًا للوضع نفسه الذي انتهت عليه السنة الفائتة، حيث تم عزل مجموعة الجيوش الشمالية في لتوانيا أثناء دفاعها عن كورلاند، بينما عُزل ميناء ميمل في بروسيا الشرقية ليتمركز القتال في سائر المواقع على الحدود الألمانية في ظل إثبات القوات السوفيتية لتواجدها داخل المجر حيث يخوض الجيش الأحمر معارك متفرقة في العاصمة بودابست ويتمركز على جبهة تمتد من الحدود التشيكوسلوفاكية باتجاه الجنوب لتنحرف غربًا عند بحيرة بالاتون قبل التوغّل داخل الأراضي اليوغوسلافية والتي أصبحت جبهة غير مستقلة في ظل الانسحاب الألماني من جزء واحد فقط من البلقان مع استمرار القتال في الأجزاء الأخرى، وعليه تقرر القيادة العليا للفيرماخت حشد 3,100,000 جندي من أصل 5,350,000 مدعومين بقوات جوية ومدرّعة متمثلة في 28,500 مدفع و4,000 عربة مدرعة و1,960 طائرة في مواجهة 11,500,000 فرد سوفيتي من بينهم 6,000,000 جندي محترف و108,000 مدفع و12,9000 عربة مدرعة يدعمهم غطاء جوي مكوّن من 15,540 طائرة.

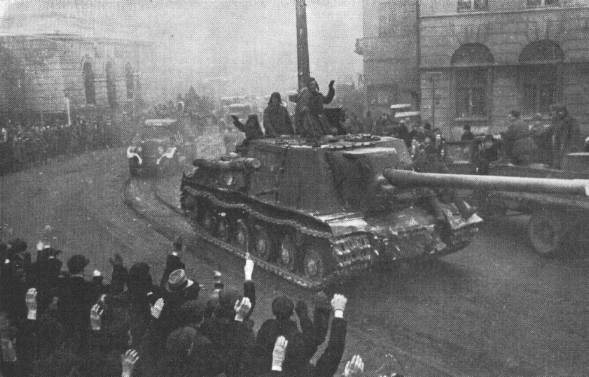
القوات السوفيتية تدخل وودج بعد انتهاء العمليات على محور فيستولا-الأودر.

وبحلول 6 يناير أرسل ونستون تشرشل برقية إلى موسكو مطالبًا القيادة السوفيتية بإصدار الأوامر لقواتها بشن هجومًا موسعًا على محور فيستولا-الأودر بغرض تخفيف الضغط الألماني على القطاع الغربي وهو ما لاقى قبولًا لدى ستالين، حيث أصدر أوامره ببدأ الهجوم في 12 يناير متزامنًا مع بداية اجتياح الاتحاد السوفيتي لمناطق بروسيا الشرقية وسيليزيا الممتدة داخل الأراضي البولندية والتي تدافع عنها مجموعة الجيوش أ،  في هذه الأثناء بلغ تعداد القوات الألمانية المكوّنة أساسا من الجيش الرابع بانزر بقيادة الجنرال غراسر والجيش التاسع بقيادة الجنرال ليوتفيتز بمؤازرة مجموعة الجيوش الوسطى المتمركزة في الجنوب بقيادة الكولونيل العام فرديناند شورنر والتي تضم في تشكيلها الجيش الثاني بقيادة الكولونيل العامفايز والجيش الرابع بقيادة جنرال المشاة هوسباخ والجيش الثالث بانزر بقيادة الكولونيل العام راوس وقد تم تحصين سبعة خطوط دفاعية بين فيستولا والأودر، على الجانب الآخر تكونت القوة الهجومية الأساسية للقوات السوفيتية من الجبهة البيلاروسية الأولى بقيادة المارشال جوكوف والجبهة الأوكرانية الأولى بقيادة المارشال كونيف مدعومة شمالًا من قوات الجبهة البيلاروسية الثانية بقيادة المارشال روكوسوفسكي وجنوبًا من قوات الجبهة الأوكرانية الرابعة بقيادة جنرال الجيش بيتروف،  ووفقًا لمصادر سوفيتية بلغ التفوق العددي السوفيتي في مواجهة القوات الألمانية نسبة 5.7:1 في حين بلغ التفوّق الجوي الخاص بعدد الطائرات نسبة 17.7:1 وهي نسبة تفوّق مماثلة لما عليه النسب في مُختلف جبهات الحرب،  وعليه بدأ الهجوم بانطلاق الجبهة الأوكرانية الأولى من رأس جسر ساندومييرز نحو بريسلو في حين قامت الجبهة البيلاروسية الأولى بمهاجمة المواقع العسكرية شمال وارسو والتي انتهت بنجاح القوات السوفيتية في اختراق أولى الخطوط الدفاعية الألمانية عند فيستولا بعد أقل من 24 ساعة من بدء العمليات العسكري.

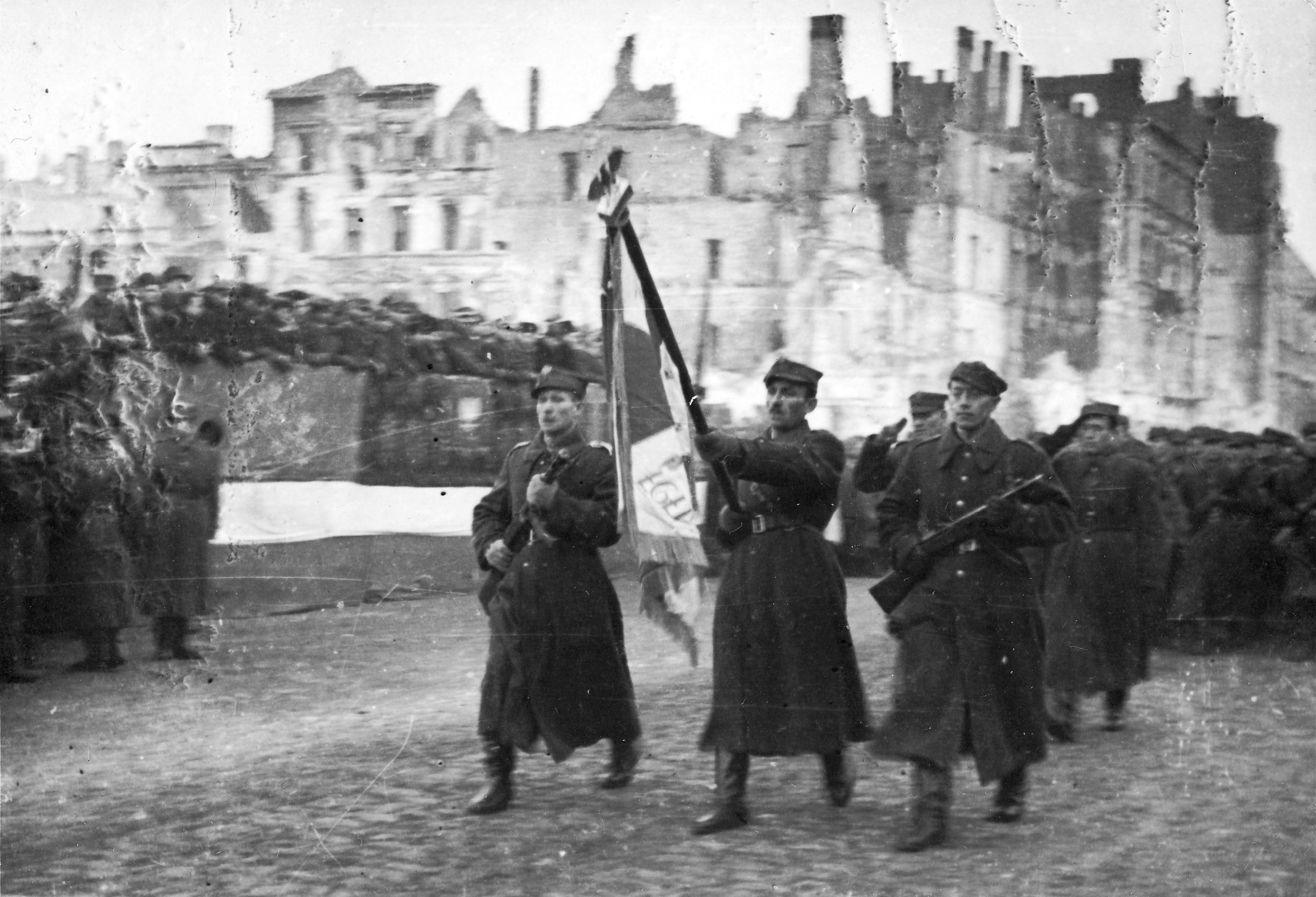
الجيش البولندي الأول يدخل وارسو في 19 يناير 1945.

مع مواصلة التقدم السوفيتي يتولى الجيش السابع والخمسون التابع للجبهة البيلاروسية الثانية مهمة محاصرة العاصمة البولندية وارسو في الوقت الذي تقتحم فيه قوات الجبهة الأوكرانية الرابعة الحدود الجنوبية لبولندا بالقرب من كراكوف في الوقت الذي واصلت فيه قوات الجبهة البيلاروسية الأولى تقدمها نحو رادوم ووودج، في حين انضم الجيشان السابع والخمسون والحادي والسبعون لحصار العاصمة من جهتي الشمال والجنوب على الترتيب قبل أن تعطي القوات السوفيتية الجيش البولندي الأول شرف اقتحام وارسو أولًا بعدما تركتها القوات الألمانية خَرِبة مدمّرة بعد سحق الثورة الوطنية متزامنًا مع استيلاء الجبهة البيلاروسية الأولى على تسيخانوف في الشمال مع التقدّم السريع للجبهة الأوكرانية الأولى على جيوب المقاومة الألمانية في تشنستوخوفا.
ومع سقوط وارسو، أزاح أدولف هتلر الكولونيل العام جوزيف هارب من قيادة مجموعة الجيوش أ وتعيين فرديناند شورنر بدلًا منه،  كما أعاد تسمية الجيوش؛ حيث أطلق اسم مجموعة جيوش كورلاند على مجموعة الجيوش الشمالية كذلك مجموعة الجيوش الوسطى إلى مجموعة الجيوش الشمالية والتي استطاعت القوات السوفيتية حصرها في جيب صغير حول كونيغسبرغ في بروسيا الشرقية وأخيرًا مجموعة الجيوش أ إلى مجموعة الجيوش الوسطى.
من جانبها قامت مجموعة جيوش فيستولا حديثة التكوين بعملية مضادة محدودة تحت قيادة رايخ فوهرر-إس إس هاينريش هيملر عُرفت باسم عملية انقلاب الشمس (بالألمانية: Unternehmen Sonnenwende) كما تُعرف أيضا باسم معركة دبابات ستارغارد، بيد أن العملية لم يكلل لها النجاح واستطاعت القوات السوفيتية اجتياح بوميرانيا وتطهير الضفة اليمنى من الأودر بحلول 24 فبراير، كما قام الألمان بثلاثة محاولات جنوبا لفك حصار القوات السوفيتية لمدينة بودابست ولم تنجح المحاولات الألمانية كذلك لتسقط المدينة في أيدي الجيش الأحمر في 13 فبراير، وفي 6 مارس حاول الألمان مجددا إعادة مهاجمة المواقع السوفيتية عند بحيرة بالاتون في المجر فيما عُرف باسم هجوم بالاتون (بالألمانية: Plattenseeoffensive) أو عملية صحوة الربيع (بالألمانية: Unternehmen Frühlingserwachen) حيث أصرّ هتلر على ضرورة استرجاع السيطرة على الدانوب وهو ما بات مستحيلا في ظل التفوق الملحوظ للقوات السوفيتية وترنّح القوات الألمانية على كل جبهات القتال بلا استثناء، وبالفعل ومع حلول 16 مارس فشل الهجوم الألماني فشلا ذريعا في تحقيق أهدافه، كما ردّت القوات السوفيتية الهجوم عشية اليوم نفسه لتتمكن من دخول النمسا في 30 مارس قبل أن تحتل فيينا في 13 إبريل.

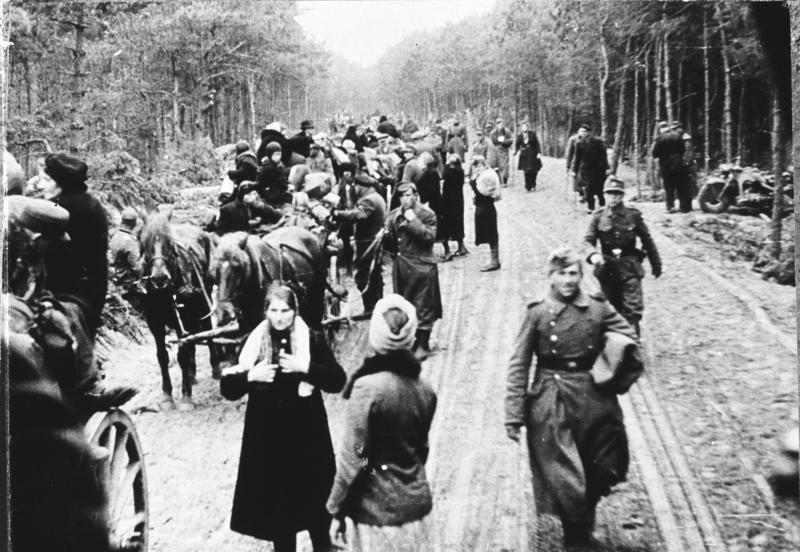
لاجئون ألمان من بروسيا الشرقية، فبراير 1945

كانت القيادة العليا للفيرماخت (بالألمانية: Oberkommando der Wehrmacht) قد أعلنت في وقت سابق للهجوم سقوط 77,000 قتيل و334,000 جريح بالإضافة إلى 292,000 مفقود في صفوفها خلال شهري يناير وفبراير من عام 1945 لتصل إجمالي الخسائر الألمانية على الجبهة الشرقية إلى 703,000 فرد منذ بداية العمليات العسكرية.

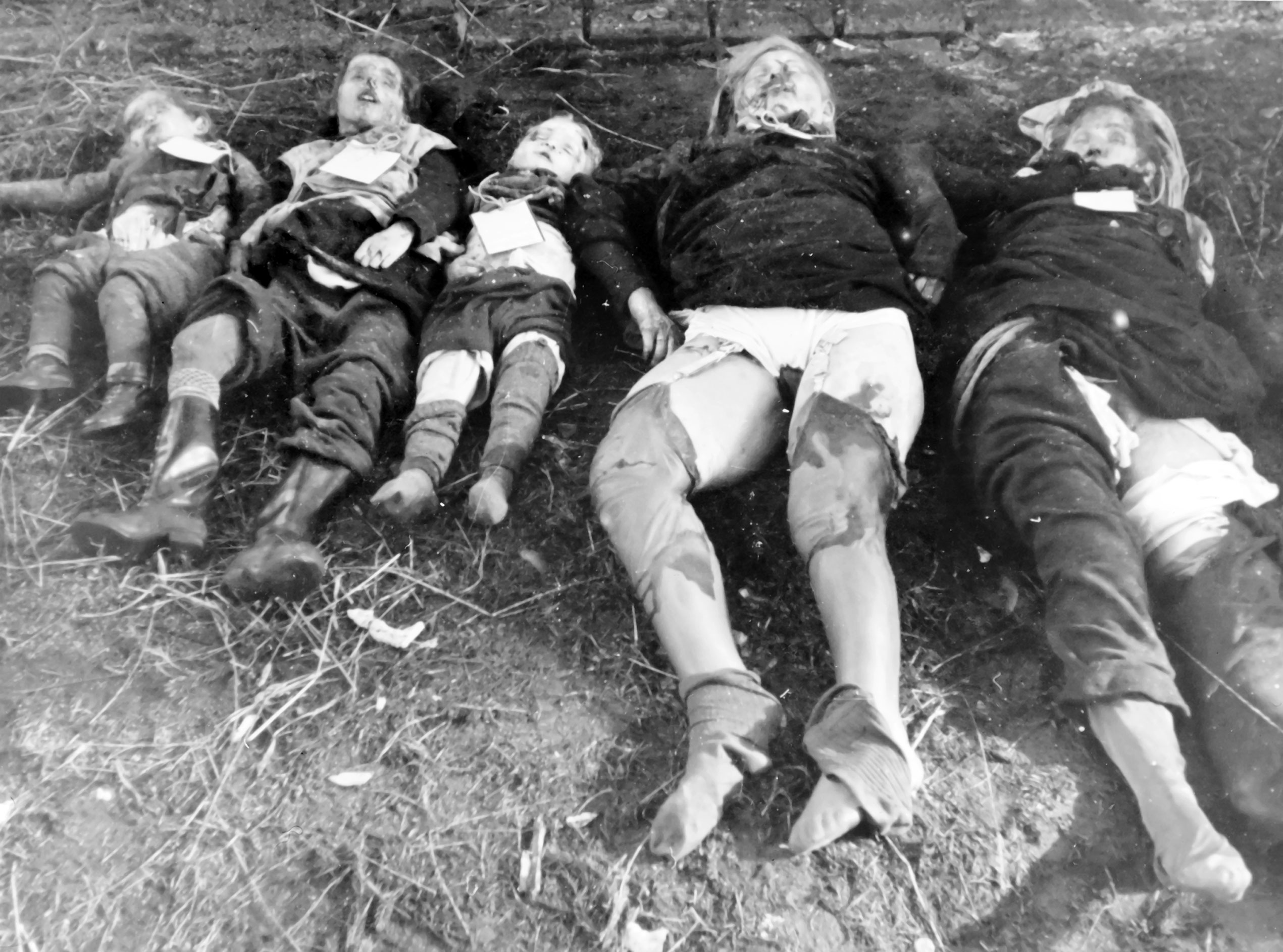
جثث لأطفال وسيدتين ألمان قُتلوا على أيدي الجيش الأحمر أثناء مذبحة ميتغيثين.

وفي 9 إبريل 1945 سقطت كونيغسبرج ببروسيا الشرقية في أيدي الجيش الأحمر (أصبحت كالينينغراد فيما بعد)، وإن استمرت البقايا المتناثرة من مجموعة الجيوش الشمالية في المقاومة عند رؤوس الجسور الساحلية لهايليغنبايل وشبه جزيرة هيل ودانزيغ عند لسان فيستولا حتى نهاية الحرب في أوروبا. يذكر أن هجوم بروسيا الشرقية وإن طغتا على أهميته عمليتي هجوم فيستولا - الأودر ومعركة برلين التي تلته بعد ذلك إلا أنه كان واحدا من أكبر العمليات العسكرية التي نفذها الجيش الأحمر خلال الحرب، كذلك من أكبر العمليات تكلفة من ناحية الخسائر التي مُنيت بها القوات السوفيتية حيث سقط خلال الهجوم الذي استمر بين 13 يناير و25 إبريل 584,788 فرد ما بين قتيل وجريح ومفقود علاوة على تدمير 3,525 دبابة ومدفع هجومي.
من جانبها نجحت الستافكا في تحرير الجبهة البيلاروسية الثانية بقيادة قنسطنطين روكوسوفسكي في مطلع شهر إبريل الأمر الذي مكّن الجبهة من التحرك غربا للتمركز عند الضفة الشرقية للأودر، وخلال النصف الأول من شهر إبريل قامت القوات السوفيتية بأسرع عمليات إعادة التمركز خلال الحرب؛ إذ قام الجنرال غيورغي جوكوف بتحريك الجبهة البيلاروسية الأولى من فرانكفورت جنوبًا بطول نهر الأودر حتى بحر البلطيق والتمركز في المنطقة المقابلة لمرتفعات سيلو بينما تحركت الجبهة الروسية الثانية لتحتل المواقع التي خلفتها الجبهة الأولى شمال مرتفعات سيلو، أدّت هذه التحركات لخلق فراغات في الخطوط السوفيتية مما ساعد بقايا الجيش الثاني الألماني التي كانت محاصرة في جيب بالقرب من دانزيغ على الهروب عبر الأودر، كما استمرت التحركات السوفيتية في الجنوب بإصدار الجنرال إيفان كونيف أوامره للجبهة الأوكرانية الأولى بالتحرك من سيليزيا العليا باتجاه الشمال الغربي صوب نهر نيس الوساتي، يُذكر أن قوة هذه الجبهات السوفيتية الثلاثة بلغت 2.5 مليون فرد (من بينهم 78,556 من أفراد الجيش البولندي الأول)؛ 6,250 دبابة؛ 7,500 طائرة؛ 41,600 قطعة مدفعية وهاون؛ 3,255 قطعة صواريخ كاتيوشا المحمولة على شاحنات (والتي عُرفت باسم أرغن ستالين) علاوة على 95,383 مركبة أغلبها أمريكية الصنع.

### نهاية الحرب: إبريل - مايو 1945

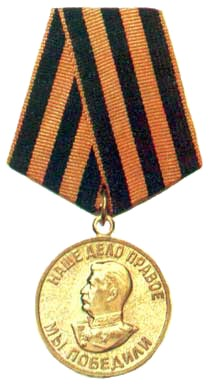
14,933,000 فرد ما بين سوفيت وأخرين من دول حليفة للاتحاد السوفيتي نالوا قلادة الانتصار على ألمانيا بداية من 9 مايو 1945.

راية الفرقة 150 بنادق السوفيتية التي رُفعت فوق الرايخستاغ (راية النصر).

لم يتبقى للاتحاد السوفيتي سوى شن هجوم أخير لانتزاع وسط ألمانيا (والتي أصبحت ألمانيا الشرقية في أعقاب الحرب) وعمل الهجوم السوفيتي على إتمام مهمتين أساسيتين وذلك لتشكك ستالين من نوايا حلفائه الغربيين في أن يقوموا بتسليم الأراضي الألمانية التي قاموا باحتلالها والمفترض وقوعها ضمن منطقة النفوذ السوفيتية مع نهاية الحرب، وتقرر أن يكون الهجوم موسعا وعلى جبهة مفتوحة مع التحرك بأقصى سرعة ناحية الغرب للقاء الحلفاء الغربيين في أبعد النقاط الممكنة غربا (باتجاه ألمانيا الغربية حيث مناطف نفوذ الحلفاء الغربيين) وإن ظلت المهمة الرئيسية للهجوم هي احتلال برلين، وعلى الرغم من تداخل أهداف المهمتين إلا أنهما مكملتين لبعضهما البعض؛ فلم يكن بمقدور القوات السوفيتية التقدم بسرعة أو السيطرة على مناطق النفوذ قبل احتلال برلين علاوة على الأهداف الأخرى التي ضمتها العاصمة الألمانية وبقيت محل اهتمام القيادة السوفيتية والتي تمثلت في هتلر نفسه وكذلك البرنامج النووي الألماني.
بدأ الهجوم السوفيتي لاحتلال برلين ووسط ألمانيا في 16 إبريل في هجوم موسّع على الخطوط الأمامية الألمانية عند نهري الأودر ونيس، وبعد عدة أيام من القتال العنيف تمكنتا الجبهتين الأولى البيلاروسية والأولى الأوكرانية من فتح ثغرات في الخطوط الأمامية الألمانية اندفعت خلالها باقي القوات السوفيتية صوب وسط ألمانيا، وبحلول 24 إبريل أكملت عناصر من الجبهة الأوكرانية الأولى والجبهة البيلاروسية الأولى عملية تطويق برلين وبذلك دخلت معركة برلين مراحلها النهائية، كما نجحت الجبهة البيلاروسية الثانية في اختراق الخطوط الدفاعية للجيش الثالث بانزر جنوب شتشيتسين وأصبحت بذلك قادرة على التحرك بحرية ناحية الغرب حيث مجموعة الجيوش الحادية والعشرين البريطانية ثم شمالا حتى ميناء ستارلسوند على بحر البلطيق، ومع استمرار توغّل القوات السوفيتية غربًا التقت عناصر فرقة الحرس الخامسة والثمانين بنادق وجيش الحرس الخامس مع الفرقة التاسعة والستين مشاة التابعة للجيش الأول الأمريكي عند نهر إلبه بالقرب من مدينة تورغاو الألمانية.

ميليتون كنتاريا يرفع العلم السوفيتي فوق الرايخستاغ.

وبحلول 29 و30 إبريل ومع اقتراب القوات السوفيتية من وسط برلين تزوج أدولف هتلر من إيفا براون لينتحر في اليوم التالي بعدما تناول السيانيد ثم أطلق على نفسه الرصاص بعدها قام هيلموت فايدلينغ قائد قوات الدفاع عن برلين بتسليم المدينة للقوات السوفيتية في 2 مايو. كانت حملة برلين والتي استمرت ما بين 16 إبريل وحتى 8 مايو قد كبّدت الجيش الأحمر إجمالا خسائر كبيرة في الأفراد بلغت 361,367 ما بين قتيل وجريح ومريض ومفقود بالإضافة إلى 1,997 دبابة ومدفع هجومي إلا أن الخسائر الألمانية في تلك المعركة لم يتم حصرها أو معرفتها بدقة منذ ذلك التاريخ وحتى وقتنا الحاضر.
وفي تمام الساعة 02:41 من صباح 7 مايو 1945 وقّع قائد الأركان الألماني الجنرال ألفرد يودل وثائق استسلام القوات الألمانية للحفاء والتي نصت على استسلام القوات الألمانية والقوات التابعة لها من الدول الحليفة استسلاما غير مشروط وذلك في مقر القيادة العليا لقوات الحلفاء الاستطلاعية، وتضمنت وثيقة الاستسلام العبارة التالية:
| الجبهة الشرقية (الحرب العالمية الثانية) | على جميع القوات المحاربة تحت لواء القيادة الألمانية وقف أنشطتها القتالية بحلول الساعة 2301 بتوقيت وسط أوروبا من يوم 8 مايو 1945 | الجبهة الشرقية (الحرب العالمية الثانية) |

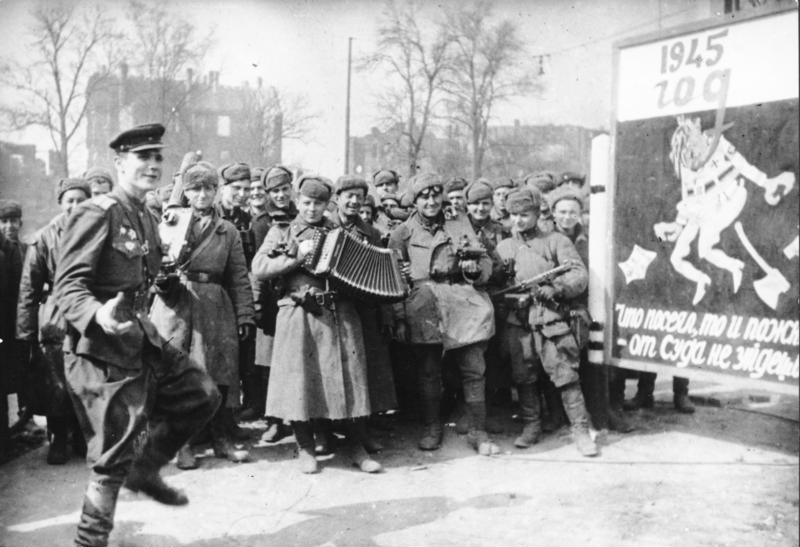
احتفال الجنود سوفيت في شوارع برلين.

وفي اليوم التالي وقبل انتصاف الليل بقليل وقّع المشير فيلهلم كايتل وثائق استسلام القوات الألمانية في مقر قيادة القوات السوفيتية ببرلين لتنتهي بذلك الحرب العالمية الثانية في أوروبا.
وفي الاتحاد السوفيتي أعتُبر يوم 9 مايو 1945 هو النهاية الفعلية للحرب عندما دخلت وثيقة الاستسلام الألماني حيّذ التنفيذ بتوقيت موسكو حيث أعتمد هذا التاريخ عطلة رسمية للبلاد تحمل اسم عيد النصر في روسيا (كجزء من عطلة يومي 8-9 مايو) كما هو الحال في الكثير من الدول السوفيتية السابقة كما أُقيم موكب يوم النصر في موسكو يوم 24 يونيو.
وبالفعل استسلمت كل القوات الألمانية قبل الموعد المحدد في وثائق الاستسلام الموقعة في ألمانيا عدا مجموعة الجيوش الوسطى والتي ظلت تقاتل في تشيكوسلوفاكيا حتى 11 يونيو.
كما رفضت حامية ألمانية صغيرة على جزيرة بورنهولم الدنماركية الاستسلام حتى قامت القوات السوفيتية بقصف الجزيرة وغزوها واحتلال الجزيرة قبل أن يعيد الاتحاد السوفيتي الجزيرة للحكومة الدنماركية بعد أربعة أشهر من تحريرها من أيدي القوات الألمانية.

### الشرق الأقصى السوفيتي: أغسطس 1945

القوات السوفيتية في هاربين، الصين

بدأ الغزو السوفيتي لمنشوريا في 8 أغسطس 1945، باجتياح قوات الجيش الأحمر لدولتي مانشوكو ومينتشيانغ العميلتين لليابان، في حين تمركزت العمليات الهجومية الرئيسية في المناطق الواقعة شمال شبه الجزيرة الكورية وجنوب سخالين وجزر الكوريل، ويعد هذا الهجوم التحرك العسكري الوحيد الذي قامت به القوات السوفيتية ضد إمبراطورية اليابان، في ضوء القرارات الصادرة عن مؤتمر يالطا، المنعقد في فبراير من العام نفسه، بإلغاء اتفاقية الحياد الموقعة بين الحلفاء واليابان والدخول إلى مسرح عمليات المحيط الهادئ بعد ثلاثة أشهر من انتهاء الحرب في أوروبا.
وعلى الرغم من أن الغزو السوفيتي لمنشوريا لم يكن جزءًا من معارك الجبهة الشرقية للحرب العالمية الثانية، إذ يُعد جزءًا من مسرح عمليات المحيط الهادئ، إلا أن إدراجه في معرض الحديث عن الجبهة الشرقية جاء بسبب انتقال قادة وقوات الجيش الأحمر المشاركين في هذا الغزو من مواقعهم الأساسية على مسرح العمليات الأوروبي، مستفيدين من الخبرة المكتسبة على تلك الجبهة، والتي جعلت من الغزو السوفيتي لمنشوريا واحدة من العمليات النوعية من الناحية الإستراتيجية والتنفيذية التي قام بها الجيش الأخمر خلال الحرب العالمية الثانية، حيث يرجع الفضل في هذا للخبرات المتراكمة والناتجة عن القتال المرير الذي شاركت فيه القوات المعنية ضد الفيرماخت واللوفتفافّه على مدار أربعة أعوام كاملة.

## النتائج
كانت الجبهة الشرقية واحدة من أكبر مسارح عمليات الحرب العالمية الثانية وأكثرها دموية، كما أُعترف بها كأكبر النزاعات المميتة في تاريخ الإنسانية إذ أوقعت ما يقرب من 30 مليون قتيل كنتيجة مباشرة للعمليات العسكرية كما شكّلت 80% من خسائر القوات الألمانية في الأفراد طوال الحرب بما تضمنته من معارك برية تفوق مجمل المعارك البرية الأخرى على مسارح عمليات الحرب العالمية الثانية الباقية،  والتي ظهرت فيها طبيعة القتال الوحشي متمثلة في عدم اكتراث أي من الجانبين بأرواح الآدميين، كما أظهرت التضاد الفكري الذي أدى لنشوب الحرب في صورة نزاع مسلح بين أيديولوجيتين مختلفتين.

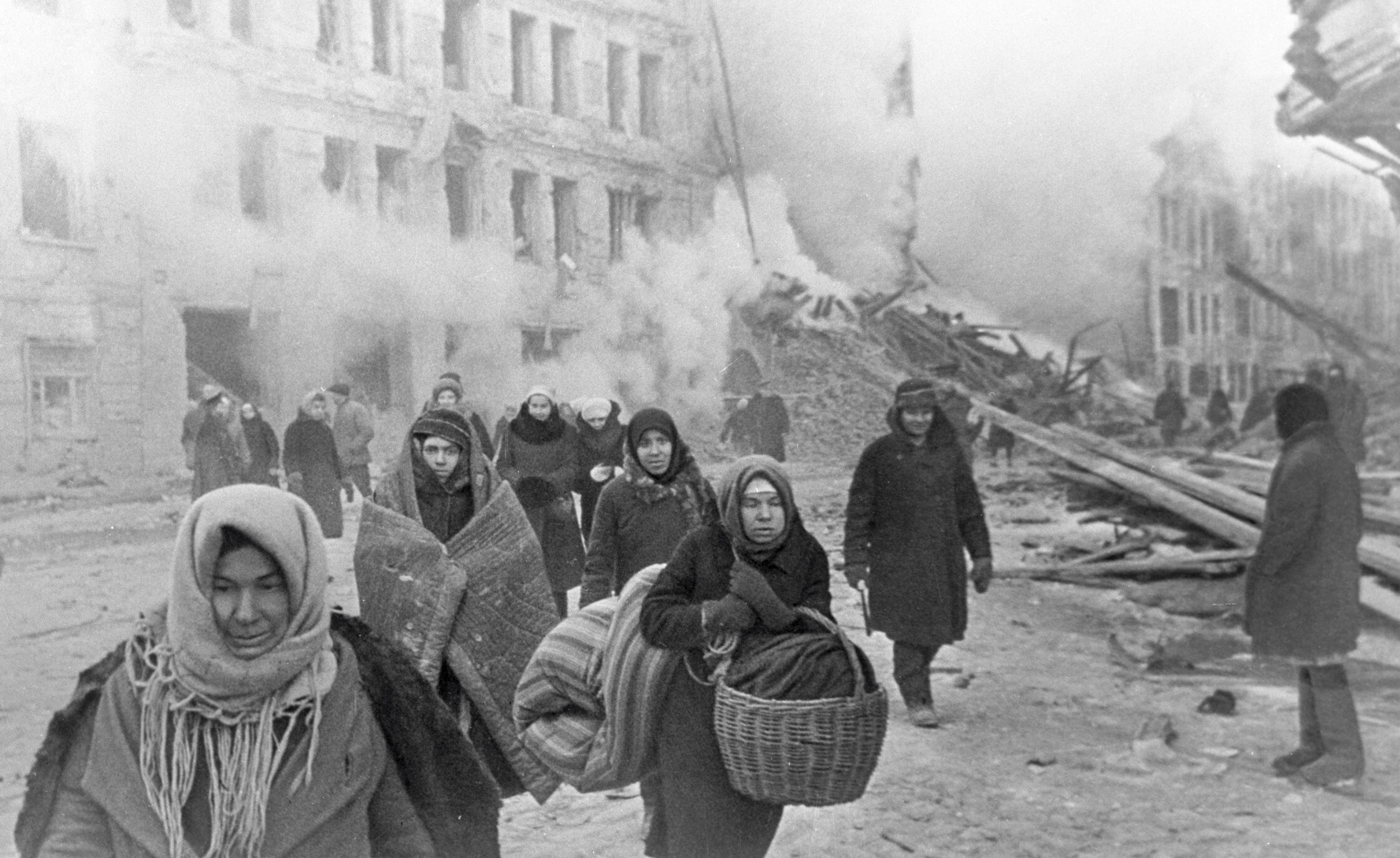
أهالي لينينغراد يهجرون بيوتهم بعد أن دمّرها القصف الألماني، ديسمبر 1942.

وبعيدا عن الاختلاف الفكري بين الجانبين فقد أدّت عقلية القادة في كلا من ألمانيا والاتحاد السوفيتي وبالأخص هتلر وستالين على الترتيب إلى انتشار الإرهاب والاغتيالات إلى حدود لم يسبق لها مثيل، فلم يعير أي منهما اهتماما لحياة مواطنيه أو مواطني الدول الأخرى في سبيل تحقيقه لهدفه الأوحد وهو الانتصار في نهاية الحرب مهما كلفه ذلك، حيث استخدموا العديد من الأساليب القمعية والإرهابية سواء بممارسة الإرهاب ضد شعبهم أو التهجير الإجباري لأعراق وشعوب بأكملها، ساهم هذا كله في خلق بيئة قتالية شديدة القسوة عانى منها المدنيين والعسكريين على حد السواء وهي الظروف والعوامل التي لم تتكرر على أي من الجبهات الأخرى للحرب ولم تشهدها حتى الجبهة الغربية وهو ما ذكرته مجلة تايم الأمريكية في مقالها مشيرة إلى أنه 
| الجبهة الشرقية (الحرب العالمية الثانية) | قياسا بالقدرة البشرية والمساحة الزمنية للقتال كذلك المساحة والمعالم الجغرافية لمسرح المعارك فإن النزاع على الجبهة الشرقية يضاهي أربعة أضعاف النزاع على الجبهة الغربية بداية من غزو نورماندي وحتى نهاية العمليات العسكرية. | الجبهة الشرقية (الحرب العالمية الثانية) |

إضافة إلى ما أورده وزير الخارجية والدفاع الأمريكي لاحقًا، جورج مارشال، أنه لولا الجبهة الشرقية والمشاركة السوفێتية، لكان لزامًا على الولايات المتحدة زيادة عدد جنودها على الجبهة الغربية للضعف على أقل تقدير.

كما خلّفت الحرب العديد من الضحايا والكثير من المعاناة في صفوف مواطني الدول المنكوبة؛ فمثلا في الدول الواقعة تحت الاحتلال الألماني أُرتكبت العديد من الفظائع بشكل منظم بعدما توارت تلك البلدان خلف الخطوط الأمامية وصالت وجالت فيها القوات الألمانية بلا حسيب ولا رقيب إذ يأتي على رأس تلك الفظائع الهولوكوست، ولا يخفي المعاملة الوحشية التي لاقاها المدنيين على أيدي القوات الألمانية وجنود القوات الحليفة لها والذين أبادوا قرى بأكملها وقتلوا الأسرى من المدنيين، هذا بخلاف ممارسة الجانبين لإستراتيجية الأرض المحروقة وإن كانت الخسائر الألمانية في صفوف المدنيين أقل كثيرا من الخسائر السوفيتية والذي فقد أكثر من 20 مليون فرد من المدنيين فقط وذلك على حد قول المؤرخ الروسي غيوفري هوسكينغ الذي أشار في كتابته إلى أن 
| الجبهة الشرقية (الحرب العالمية الثانية) | الخسائر الديموغرافية للاتحاد السوفيتي كانت أكثر بكثير مما كان معتقد: حيث كان الضحايا من الشباب أغلبهم في سن الإنجاب، مما أدى لهبوط التعداد السكاني للاتحاد السوفيتي بعد الحرب إلى 45 وحتى 50 مليون نسمة فقط مما أفقد الاتحاد السوفيتي أعداد هائلة من السكان تفوق تلك التي فقدهاعقب احتجاجات عام 1939 | الجبهة الشرقية (الحرب العالمية الثانية) |

 وعندما دخل الجيش الأحمر ألمانيا عام 1944 عانى المدنيون الألمان من الأفعال الانتقامية التي باشرها الجنود السوفيت ضدهم (طالع جرائم الحرب السوفيتية)، علاوة على ما أعقب نهاية الحرب من قرارات مؤتمر يالطا والتي نصت على نقل المواطنين الألمان من بروسيا الشرقية وسيليزيا وترحيلهم غربا حتى خط الأودر-نيس في واحدة من أكبر عمليات الهجرة القسرية في تاريخ البشرية.
وعلى الرغم من خروجه منتصرا في الحرب العالمية الثانية، بدا الاتحاد السوفيتي منهارًا من الناحية الاقتصادية وكذلك فيما يخص البنية التحتية وذلك لوقوع المعارك بالقرب من أو بداخل المناطق المأهولة بالسكان مما أوقع الكثير من الخسائر في صفوف المدنيين علاوة على تدمير المنشئات الحيوية وهو ما أورده الفريق رومان رودينكو في تقريره خلال المحاكمة العسكرية الدولية لرموز النازية في نورنبيرغ والتي قدّرت فيه الخسائر السوفيتية نتيجة الهجوم النازي بحوالي 679 مليار روبل، متضمنًا إحصائية لأكبر عدد من الضحايا المدنيين الذين سقطوا في مدينة واحدة وكان 1.2 مليون مواطن سقطوا جميعا أثناء حصار لينينغراد، كما اشتمل على حصر كامل لإجمالي حجم الخراب الذي خلّفه الحرب على الاتحاد السوفيتي والذي بلغ تدمير 1,710 مدينة وبلدة وكذلك 70,000 قرية ونجع و2,508 كنيسة و31,850 منشئة صناعية هذا بخلاف 40,000 ميل من طرق السكك الحديدية و4,100 محطة سكك حديدية و40,000 مستشفى و84,000 مدرسة و43,000 مكتبة عامة، في حين بلغت الخسائر السوفيتية في الثروة الحيوانية 7 ملايين من رؤوس الخيل و17 مليون من الأغنام والماعز والتي تم ذبحها أو سرقتها عن طريق القوات النازية،  كما تأثرت الحياة البرية في الاتحاد السوفيتي حيث فرّت الثعالب والذئاب غربًا هربًا من مناطق القتال خلال التقدم السوفيتي فيما بين عامي 1943 و1945 مما أدى لانتشار داء الكلب بصورة وبائية في الغرب حتى وصل المرض لحدود بحر المانش بحلول عام 1968.

## القيادة
كانتا الاتحاد السوفيتي وألمانيا النازية دولتين منقادتين فكريا (حيث سيطرتا الشيوعية السوفيتية والنازية عليهما بالترتيب) والتي تمتع فيهما رأس الدولة بسلطات شبه مطلقة، وعليه تحددت طبيعة الحرب امتدادا من قادة البلدين وأيديولوجياتهم المختلفة بشكل يفوق أي مسرح آخر من مسارح الحرب العالمية الثانية.

### أدولف هتلر

الفوهرر أدولف هتلر؛ المستشار الألماني خلال الحرب العالمية الثانية.

مع بداية تصاعد الأحداث أحكم هتلر قبضته على مقاليد الحرب وفرض هيمنتة الكاملة على مجريات الأمور سواء القيادية أوالعسكرية للمعركة من خلال تواجده أغلب الأوقات في غرف القيادة المحصنة تحت سطح الأرض (وعلى الأخص في كانتجن ببروسيا الشرقية وفينيتسا بأوكرانيا وأخيرا تلك الموجودة تحت حديقة مبنى مستشارية الرايخ ببرلين) والتي دائما ما عقد بداخلها الاجتماعات اليومية مع قادة الأفرع والجيوش لشرح الأوضاع خاصة في الأوقات العصيبة في الحرب، تلك الاجتماعات التي استخدم فيها مهاراته البلاغية وأسلوبه الخطابي المعروف للتغلب على معارضة قادة جيشه وهيئة أركان القيادة العليا للفيرماخت له ولقراراته.
ومع انتصار القوات الألمانية في معركة فرنسا والذي جاء غير متوقعا وعلى عكس سير الأحداث علاوة على أسلوب إدارة المعركة نفسها الذي أصرّ عليه هتلر على الرغم من معارضة المخضرمين من الخبراء العسكريين لديه أحس هتلر في شخصه بالقائد المحنك ذي العبقرية العسكرية الذي استطاع التغلب في معركة استعصت على كل قادة جيوشه بفضل فكره ودهائه وهو ما انعكس بعد ذلك على مجريات الحرب ومقدراتها خاصة في أغسطس 1941 عندما طالبه كل من والتر فون بغوكيتش (رئيس أركان الفيرماخت) وفيدور فون بوك بإصدار الأوامر بالهجوم على موسكو حينها أصرّ هتلر على تطويق أوكرانيا والاستيلاء عليها لضمان الوصول إلى الأراضي الزراعية والمنشئات الصناعية والمواد الأولية الموجودة في البلاد وهو ما أُعتبر قرارا خاطئا فوّت على الألمان فرصة الانتصار في الحرب خاصة بعد استمرار الألمان في عملياتهم الهجومية صوب القوقاز وستالينغراد دون دعم من الجيش الحادي عشر وتقدم الجيش السادس لمهاجمة ستالينغراد الأمر الذي انتهى بهزيمة الجيوش الألمانية:122 واستسلام قائد الجيش السادس فريدريك باولوس بعدما تمكنت القوات السوفيتية من تدمير المطارات الحربية التي استخدمتها القوات الألمانية للإمداد والتموين مما أعجز الألمان عن القيام بكافة العمليات اللوجيستية بما في ذلك نقل الجرحى وما تبعه من قدرة القوات السوفيتية على حصار نظيرتها الألمانية في جيوب متفرقة في محيط ستالينغراد مما لم يدع مجال للمقاومة ولم يترك للقوات الألمانية خيارًا آخر سوى الاستسلام، بخلاف هذا لم تستطع القوات الألمانية على الجبهة الشرقية التعافي أبدا من خسائرها مما دفعها لمصيرها المحتوم والهزيمة في الحرب العالمية الثانية.

كما اعتبر هتلر معارضته لانسحاب القوات الألمانية أثناء الهجوم السوفيتي المضاد خلال فترة معارك شتاء 1941-1942 كان سببا في إنقاذ مجموعة الجيوش الوسطى من الانهيار، حيث صرّح لاحقا للجنرال فيلد مارشال إرهارد ميلخ قائلا: 
| الجبهة الشرقية (الحرب العالمية الثانية) | عليّ التعامل بلا رحمة وإجبار حتى القادة المقربين ليّ على حزم أمتعتهم ورحيل، إثنين منهم معنا بالفعل لا أجد شيئا أقوله لهما سوى أيها السادة عودوا إلى ألمانيا بأقصى سرعة واتركوا لي قيادة الجيش لي وستبقى قواتنا على الجبهة. | الجبهة الشرقية (الحرب العالمية الثانية) |

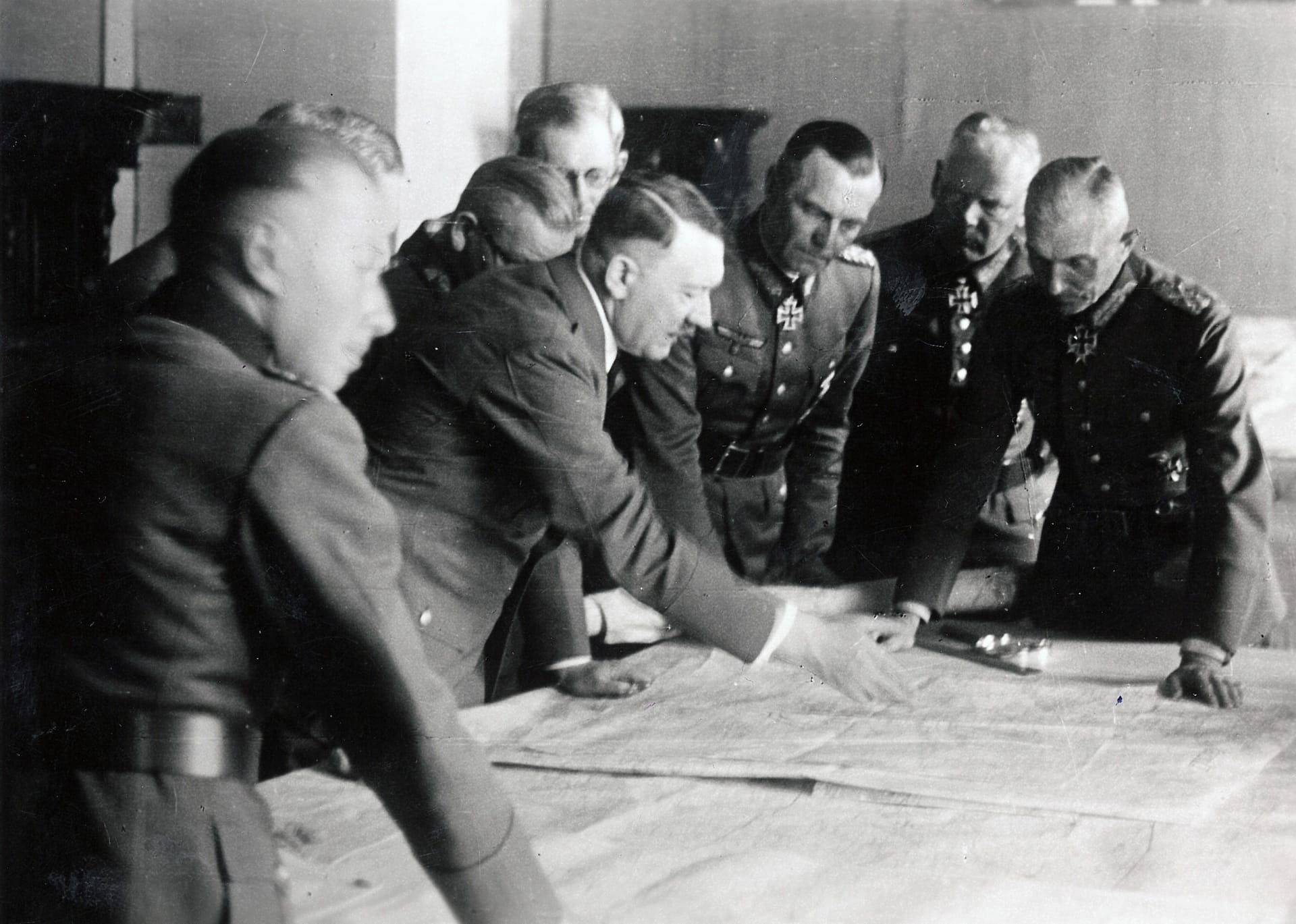
هتلر بصحبة الكنرالين باولوس وفون بوك في بولتافا بأوكرانيا المحتلة، يونيو 1942.

علاوة على ذلك نجاح إستراتيجية الدفاع القنفذي التي انتهجها هتلر خارج حدود العاصمة السوفيتية أثناء معركة موسكو مما دفعه للإصرار على التمسك ببعض الأراضي التي انتزعها من الاتحاد السوفيتي في الوقت الذي لم يمثّل هذا القرار أدنى جدوى عسكرية وعليه قام بعزل قواده الذين أصرّوا على الانسحاب دون أوامر مسبقة منه واستبدالهم بآخرين ممن ينفذون الأوامر دون مناقشة أيا كانت ماهية الأوامر وجدواها أو بنازيين متعصبين تحدوهم كراهيتهم للشيوعية قبل كل شئ، وبالفعل جنى هتلر ثمار هذا التشبث بالرأي والإطاحة بالمخضرمين من قادة جيوشه وذلك بعدما حوصرت القوات الألمانية في ستالينغراد وكورسون ومناطق عدة أخرى والتي جائت نتيجة أوامر مباشرة صادرة عن هتلر، علاوة على ذلك أدى التمسك بالأراضي قليلة الأهمية إلى فشل مخططات هجومية أخرى تمثلت في تحصين العديد من المدن قليلة أو معدومة الأهمية والإبقاء عليها مهما تكلّف الأمر وهو ما أهدر العديد من القوات في معارك ثانوية دون جدوى أو محاصرة تلك القوات داخل المدن التي قاموا بتحصينها وذلك لرفض هتلر المطلق لأي قرار بالانسحاب مهما كانت نتيجة هذا الرفض.
في النهاية تضافرت تلك العوامل كلها بالإضافة إلى التشكك من قدرات هتلر على قيادة القوات الألمانية أثناء الحرب ومن ثمّ جائت محاولة الانقلاب في عام 1944، ولكن مع فشل مؤامرة 20 يوليو أعتبر هتلر الجيش الألماني وقادته من المتآمرين وعليه بدأ في الاعتماد على الوحدة الوقائية وأعضاء الحزب النازي في تسيير أمور الحرب.

نهاية كانت قيادة هتلر للحرب كارثية بالنسبة للجيش الألماني ذلك على الرغم من مهارة وولاء واحترافية وثبات الضباط والجنود التي ساعدت القوات الألمانية على البقاء في ساحة القتال والإبقاء على حظوظها في الحرب حتى النهاية، من جانبه علّق ضابط سلاح الجو الملكي والمخابرات البريطاني فريدريك ويليام وينتربوثام على أوامر هتلر لغيرد فون رونتشتيت بالاستمرار في الهجوم غربا خلال معركة الثغرة قائلا:
| الجبهة الشرقية (الحرب العالمية الثانية) | من خلال مجمل التجارب التي مررنا بها في الحرب، وتحليل النتائج المباشرة والغير مباشرة للقرارات الفردية التي اتخذها الزعيم الألماني، لم يحدث وأن أثبت أيا من تلك القرارات صوابها، وهي القاعدة التي لم يطلها أي استثناء حتى نهاية الحرب. | الجبهة الشرقية (الحرب العالمية الثانية) |

### جوزيف ستالين
تحمّل ستالين مسئولية العديد من النكبات التي حلّت بالاتحاد السوفيتي مع بداية الحرب (منها على سبيل المثال ما حل بالمؤسسة العسكرية السوفيتية خلال معركة كييف) ومع ذلك يستحق الثناء بنفس القدر على ما حققه الجيش السوفيتي من نجاحات متلاحقة على أرض المعركة والتي ما كانت لتتحقق لولا انتهاجه لسياسة الصناعية متسارعة والتي كانت على رأس أولويات السياسة الداخلية لستالين خلال حقبة الثلاثينات.
ومع نهاية الثلاثينات قام ستالين بالتخلص من العديد من قيادات ومراكز القوى داخل الجيش الأحمر فيما عُرف تاريخيا بعملية التطهير الأعظم بعدما قام بالعديد من الملاحقات القضائية لكبار ضباط الجيش والتي انتهت بإدانة الأغلبية منهم والحكم عليهم إما بالإعدام أو الحبس، وتضمنت قائمة من حُكم عليهم بالإعدام مارشال الاتحاد السوفيتي ميخائيل توخاتشيفسكي أحد أبرز دعاة البليتزكريغ المدرعة، بعدها قام ستالين بترقية الكثير من الظلاميين ومناهضي التطور أمثال غريغوري كوليك (الذي عارض مكننة الجيش وإنتاج الدبابات مصرّا على الإبقاء على تكوين وتسليح الجيش الأحمر كما كان عام 1918) كما تخلّص من القادة القدماء الذين شغلوا مناصبهم منذ الحرب الأهلية الروسية الذين على الرغم من امتلاكهم للخبرات الكافية إلا أنهم وصفوا بالغير أكفاء سياسيا، الأمر الذي فتح الباب على مصرعيه للعديد من الضباط صغيري السن ممن أعتبرهم ستالين والمفوضية الشعبية للشؤون الداخلية من المؤيدين لسياسات ستالين والذين أظهر العديدين منهم نقصا حادا في الخبرات مما انعكس بصورة أساسية على وضع الجيوش السوفيتية في المعارك في حين حقق البعض الآخر منهم العديد من النجاحات، في ظل هذا التوتر كله بقت إنتاجية الاتحاد السوفيتي للدبابات خلال فترة الحرب الأعلى على مستوى العالم، كما أدّت أزمة انعدام الثقة داخل الجيش الأحمر منذ تكوينه عام 1918 إلى نشأة نظام القيادة المزدوجة؛ بحيث يتولى قائد التشكيل القيادة مشاركة مع مفوض سياسي من الحزب الشيوعي السوفيتي، في حين يتولى مجلس عسكري ثلاثي يضم كل من قائد التشكيل والمفوض السياسي وقائد الأركان قيادة الوحدات والتشكيلات الأكبر لضمان ولاء القادة وتنفيذهم لسياسات الحزب.
وفي أعقاب احتلال الاتحاد السوفيتي لشرق بولندا ودول البلطيق ثم بيسارابيا وبوكوفينا الشمالية فيما بين عامي 1939 و1940 أصرّ ستالين على احتلال كل جزء من تلك الأراضي، مما أجبر القوات السوفيتية على التقدم غربا في نتوئات أبعدتها كثيرا عن قواعدها وجعلتها عرضة للتطويق من جانب القوات الألمانية، جائت تلك التحركات في ظل التكهنات بتعرض الاتحاد السوفيتي للغزو من قبل ألمانيا وعليه فتقدم هذه القوات غربا يتيح فرصة الهجوم للجيش الأحمر كخيار الإستراتيجي كما يبعد ساحة المعركة عن حدود الاتحاد السوفيتي ومن ثم لم يتم وضع الخطط الدفاعية الكافية خاصة مع إصرار قادة الجيوش على العقيدة الهجومية للرد على أي هجوم ألماني، ومع ذلك شيدت التحصينات في المدن الرئيسية للاتحاد السوفيتي، ومع ازدياد حدة التوتر خاصة في ربيع 1941 استمر ستالين في سياسة ضبط النفس لعدم إعطاء هتلر أي ذريعة للهجوم على الاتحاد السوفيتي؛ تجلى هذا في رفض ستالين إصدار أي أوامر لحشد القوات السوفيتية على الرغم من استمرار ألمانيا في حشد قواتها بطول الحدود المشتركة علاوة على طائرات الاستطلاع الألمانية المحلقة باستمرار فوق المنشئات العسكرية والحيوية السوفيتية حتى مع بداية الهجوم الألماني على المدن السوفيتية في بولندا لم يصدر ستالين أوامره للقوات السوفيتية بالاشتباك إلا بعدما يتأكد فعليا من أن التحرك الألماني جاء بأوامر مباشرة من هتلر وليس بتحرك فردي من بعض القادة الألمان وفي النهاية أدى هذا الاستمرار في الرفض إلى تدمير الجزء الأكبر من سلاح الجو السوفيتي وهو لا يزال في مرابضه عندما تعرضت المطارات الحربية للقصف في الأيام الأولى من الحرب.

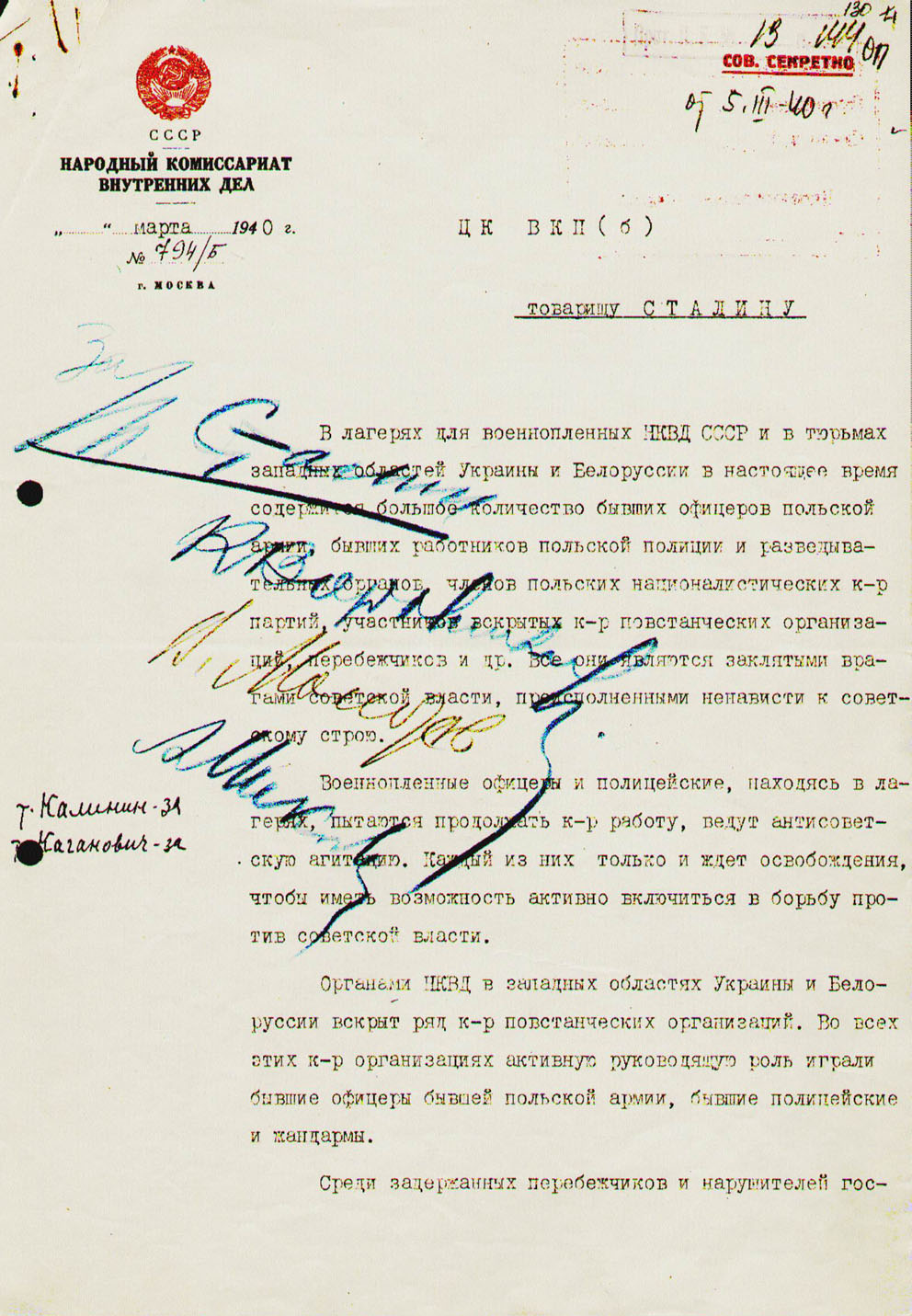
مذكرة مرفوعة من بيريا لستالين بشأن إعدام أسرى الحرب من الجنود البولنديين تحمل موافقة وتوقيع الأخير.

كما يتحمل ستالين نتائج إصراره على معاودة الهجمات المضادة دون سابق تحضير للقوات وهو ما أفقده كل دبابات الجيش الأحمر خلال عام 1941 إما بوقوعها في الأسر أو بسبب نفاذ الوقود في طريقها إلى أرض المعركة سواء نتيجة للتخطيط الخاطئ أو الجهل بأماكن مستودعات الوقود، ومع ذلك يرى البعض أن خطط الهجوم الإستراتيجي السوفيتية لا تمثل انعكاسا للسياسة الخارجية السوفيتية تجاه أي من البلاد على الرغم من معارضة آخرين لمثل هذا الرأي إذ يصرون على أن الهجمات السوفيتية والتركيز السوفيتي على جبهات بعينها يعكس نية مبيتة للاستراتيجية العدائية التي انتهجها الاتحاد السوفيتي فيما بعد تجاه بعض الدول.
وعلى النقيض من هتلر، كان ستالين ممن يتعلمون من أخطائهم ويستوعبون ما حلّ بهم من هزائم ومن ثم يطور أدائه في الحرب، حيث اقتنع مع مرور الوقت بالعواقب الوخيمة الناتجة عن التعجل في الهجوم المضاد دون استعداد مناسب، فعمل على إصلاح أمور الجيش وتأسيس منظومة كاملة للتحكم والقيادة أطلق عليها القيادة العامة للقوات المسلحة لاتحاد الدول الاشتراكية السوفيتية (ستافكا - بالروسية:Ставка Главного Командования Вооруженных Сил Союза ССР) بقيادة غيورغي جوكوف وسيميون تيموشينكو وآخرين، كما قام بالتخلص من القادة المتخاذلين تدريجيا ولكن دون رحمة.
ومع تأزم الحرب خلال فترة خريف 1942 قام ستالين بالعديد من الإصلاحات في الجيش؛ حيث أعاد فردية القيادة للفرق والتشكيلات العسكرية وذلك بعد إزالة المفوض السياسي من سلسلة القيادة، وفي أعقاب معركة موسكو أصدر أوامر بتعليق الرتب العسكرية على الكتفين لكل الضباط والجنود وهو ما مثل نقلة نوعية ورمزية هائلة حيث اعتبرت الرتب العسكرية المعلقة على الكتفين من مظاهر النظام القديم الذي أطاحت به الثورة الروسية عام 1917، وبحلول خريف عام 1941 قام ستالين بمنح الوحدات التي أظهرت كفائة وشجاعة نادرة في ميدان القتال لقب الحرس الأشهر في تاريخ العسكرية السوفيتية، ولكن بجانب هذه الإصلاحات والإجرائات لرفع الروح المعنوية لجنوده أصدر ستالين العديد من القرارات الحاسمة لمواجهة أي تخاذل أو خروج عن النص من جانب أي فرد كان؛ حيث أقرّ الأمر رقم 227 الصادر في 28 يوليو 1942 والذي حذر فيه القادة العسكريين من التراجع أو الانسحاب دون أوامر مسبقة وخوفهم بمحاكمات عسكرية صارمة لكل من يخالف الأوامر إذ كانت العقوبة المنتظرة دائما هي إرسال المخالفين من العسكريين والمفوضين السياسيين إلى وحدات العقاب العسكري المتناثرة على جبهة القتال، كما أُصدرت أوامر مماثلة لقوات الحظر التابعة للمفوضية الشعبية للشؤون الداخلية والتي عُرفت إيضا بقوات مكافحة الانسحاب (بالروسية: Заградотряды, заградительные отряды, отряды заграждения) بإطلاق النار مباشرة على أي جندي منسحب من المعركة دون أوامر قيادية.

أحد أفراد أينزاتسغروب د يطلق النار على يهودي جاثم على ركبتيه أمام مقبرة جماعية في فينيتسا عام 1942، وكُتب على ظهر الصورة «اليهودي الأخير في فينيتسا».

ومع قرب نهاية الحرب وتحقيق الاتحاد السوفيتي للنصر المنتظر عمل ستالين على نشر الدعاية السياسية المناسبة في كافة أنحاء العالم والتي ترجع الفضل في الانتصار لقيادته للقوات السوفيتية؛ حيث قام بتنحية كافة القادة المنتصرين والعمل على ضمان عدم تحولهم لخصوم سياسيين وقام بتطهير الجيش الأحمر مرة أخرى بعد نهاية الحرب ولكن ليس بنفس وحشية عملية التطهير التي قام بها سابقا في الثلاثينات حيث قام بتعيين العديد من القادة البارزين أمثال جوكوف ومالينوفسكي وكونيف في مناصب غير هامة لا ترتقي لما حققوه من نصر وما قدموه تجاه الاتحاد السوفيتي خلال سنوات الحرب.

## الاحتلال والقمع

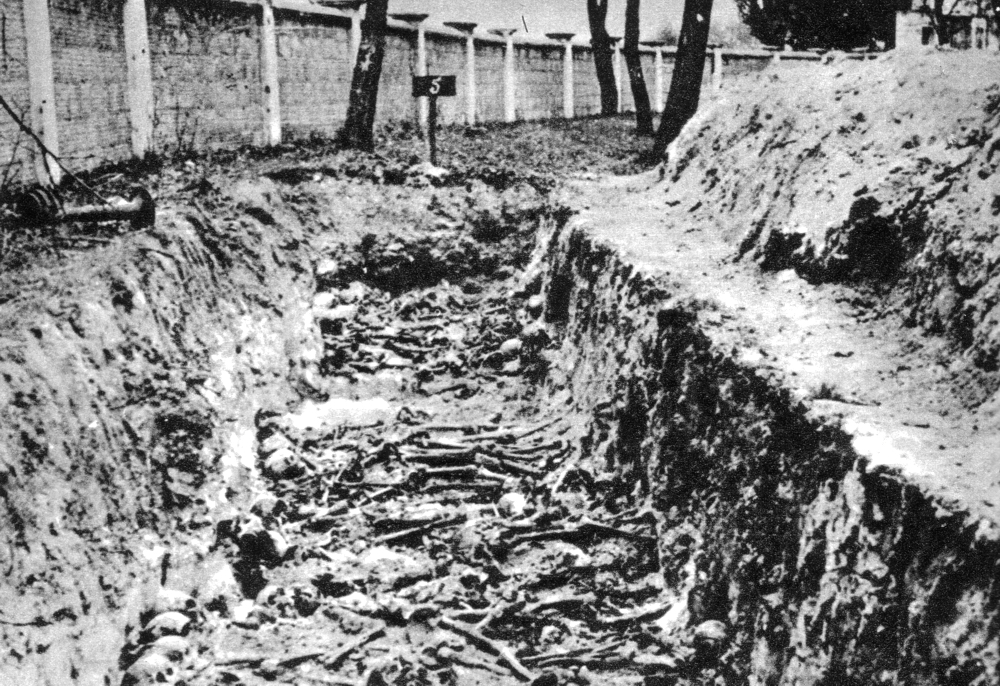
مقبرة جماعية لأسرى حرب سوفيت لقوا حتفهم على يد الألمان في معسكرات أسرى الحرب بدمبلين، بولندا المحتلة

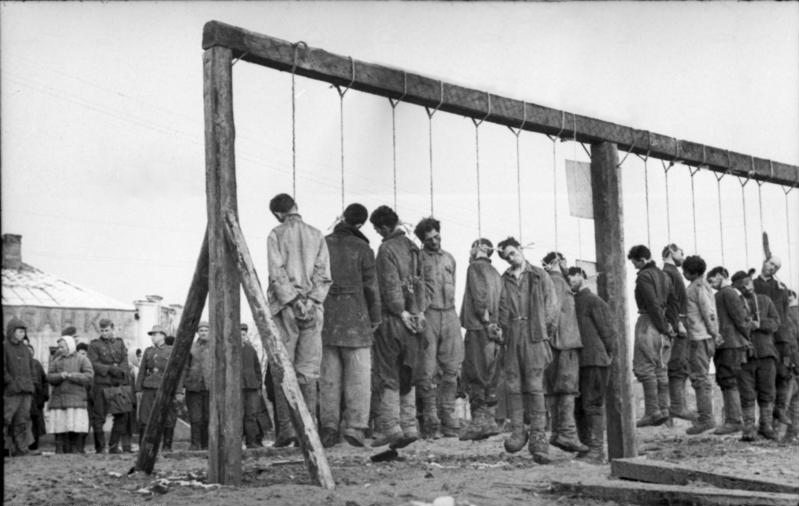
إعدام البارتيزان السوفيت شنقا على يد القوات الألمانبة في يناير 1943

أدّت المكاسب العسكرية المتلاحقة خلال عام 1941 إلى منح ألمانيا مساحات شاسعة من الأراضي للسيطرة عليها، وباتساع مساحات تلك الأراضي وترامي أطرافها اختلفت نظرة المواطنين للقوات الألمانية الغازية كل على حدى؛ فبالنسبة للسواد الأعظم لشعب الاتحاد السوفيتي لم يكن الغزو الألماني سوى عمل وحشي لاعتداء غير مبرر، ولكن يجد الإشارة هنا إلى أن هذه الرؤية لم تكن موحدة لدى كل أطياف المجتمع السوفيتي فلم تتحد وجهة نظر الشعب السوفيتي باختلاف أعراقه حول النظر إلى القوات الألمانية نظرة المحتل والمغتصب بل تبدلت كلية في بعض أرجاء الاتحاد السوفيتي والتي نظر مواطنيها للقوات الألمانية نظرة الفاتح والمحرر من الاحتلال والقيد السوفيتي وإن ظلت وجهة النظر الأولى كما ورد سلفًا الأكثر سيطرة على شعوب الاتحاد السوفيتي، من ناحية أخرى كانت السياسة الألمانية المتبعة في المناطق الواقعة تحت سيطرة قواتها المسلحة العامل الرئيسي في تحويل وجهة نظر المواطنين تجاه أي من النظرتين أضف إلى ذلك ما عاناه هؤلاء المواطنين سابقا من ويلات مع بداية الحرب العالمية الثانية وحتى مقدم الألمان؛ ففي مناطق مثل إستونيا ولاتفيا وليتوانيا على سبيل المثال (التي غزاها الاتحاد السوفيتي وضمّها عنوة سنة 1940) توحّدت نظرة الغالبية العظمى من المواطنين للفيرماخت والتي رأتهم في زي المحررين وليس المغتصبين أو المحتلين، حيث قوبلت القوات الألمانية في تلك البلاد بالترحيب الكبير سواء من مواطني تلك البلاد الأصليين أو بعد المواطنين السوفيت كذلك واستمر الحال نفسه في الأراضي التي احتلها الاتحاد السوفيتي لاحقا بغرب أوكرانيا وكذلك غرب بيلاروسيا والتي رحّبت بالقوات الألمانية لإيمانهم الوثيق بأنها المخلّص الوحيد من الاحتلال السوفيتي لبلادهم، في حين توحّدت نظرة القوات الألمانية تجاه الشعوب السوفيتية جميعها والتي ظلّت في النظر إليهم نظرة العدو المتربص مهما كان رد فعل تلك الشعوب تجاهها، علاوة على ذلك نظرة هتلر المتشككة دائما تجاه حركات التحرير الناشئة سواء الأوكرانية أو القوزاقية، في حين أيدت القوات الألمانية بعض تلك الحركات (خاصة تلك الناشئة في دول البلطيق ولا سيما إستونيا) وضمت أعضائها لقوات الحلفاء بينما قامت نفس القوات بدحر بعض الحركات الأخرى كما لم تحصل أي من دول المحتلة على يد القوات الألمانية على أي نوع من أنواع الحكم الذاتي ولكن على العكس من ذلك بدأت الأيديولوجيات النازية العنصرية في النظر لمستقبل الشرق على أنه مستعمرة ألمانية يتوجب التخلص من سكانها الأصليين إما بقتلهم أو طردهم أو تحويل الصالح منهم إلى العمالة الجبرية والصُخرة، ومن ثم كانت المعاملة الغير آدمية والتي اتسمت بالقسوة والوحشية تجاه المدنيين السوفيت؛ نساء وأطفالا وشيوخا، كذلك القصف اليومي للمدن والبلدات علاوة على نهب القرى والنجوع واتباع سياسات العقاب الجماعي التي لم يسبق لها مثيل من الأسباب الرئيسية للمقاومة السوفيتية للاحتلال النازي والنظر للغزو الألماني على أنه عمل عدائي غير مبرر ووسيلة لاستعباد الشعوب المحلية.

بالنسبة للمدن الواقعة على مقربة من الخطوط الأمامية فكانت تتم إدارتها بواسطة السلطات العسكرية المتحكمة في تلك الجبهة، أما في المناطق الأخرى كما كان الحال في دول البلطيق التي ضمها الاتحاد السوفيتي سنة 1940 قامت السلطات الألمانية بإنشاء مفوضيات بها عُرفت باسم مفوضية الرايخ أو رايخكوميساريات (بالألمانية: Reichskommissariat) والتي ظل هدفها الرئيسي الاستيلاء على أكبر قدر ممكن من موارد تلك البلاد وتسخير إنتاجياتها الصناعية في شتى المجلات وتحويلها إلى المجهود الحربي الألماني، ولعل أبلغ دليل على هذا ما قاله إيريش كوخ في خطابه بعدما عُين رئيسا لمفوضية الرايخ في أوكرانيا (بالألمانية: Reichskommissariat Ukraine) والذي شرح فيه السياسة الألمانية الشاملة لكل تلك المفوضيات قائلا:
| الجبهة الشرقية (الحرب العالمية الثانية) | يصفوني بالكلب المتوحش...مهمتنا في أوكرانيا الاستيلاء على كل ما يقع تحت أيدينا من سلع...ولا مانع من استخدام القسوة المطلقة تجاه كل من يعطل مهمتنا. | الجبهة الشرقية (الحرب العالمية الثانية) |

من ناحية أخرى بدأت الأعمال الوحشية تجاه اليهود بمجرد دخول القوات الألمانية للبلاد المحتلة وخاصة عن طريق الأينزاتسغروبن (بالألمانية: Einsatzgruppen) المعروفة اختصارا باسم «قوات الدعم والتنمية المستدامة» والتي قامت بحصر اليهود في مجموعات وإطلاق النار عليهم ودفنهم في مقابر جماعية كما شجعت الجماعات المحلية ذات التوجه المعادي للسامية من الاستمرار في اغتيالاتهم المدبرة، في حين بدأت قوات الوحدة الوقائية تحت قيادة إيريش فود ديم باخ تسيليفسكي بالقيام بعمليات أكثر تنظيما للتخلص من اليهود عن طريق الاغتيالات الجماعية المنظمة كمسئوليتهم عن مذبحة بابي يار والتي راح ضحيتها 34,777 يهودي، ومع نهاية عام 1941 تم تجنيد أكثر من 50,000 فرد عسكري لصالح مجموعات القوات الألمانية المسئولة عن التخلص من اليهود، ومع زيادة أعداد اليهود في المناطق المحتلة وعدم قدرة القوات الألمانية على التخلص من تلك الأعداد المتزايدة بسرعة تبنت الحكومة الألمانية الحل الأخير (بالألمانية: Die Endlösung) الذي اقترحه هاينريش هيملر وأقرّه الزعيم الألماني أدولف هتلر الذي أمر ببدء تنفيذ عملية راينهارد (بالألمانية: Aktion Reinhard) وإنشاء معسكرات الإبادة الذي اعتُبرت فيما بعد شرارة الهولوكوست التي أودت بحياة عدد يتراوح بين المليون والمليوني يهودي سوفيتي خلال ثلاثة سنوات من الاحتلال، كما استهدفت قوميات أخرى بخلاف اليهود مثل الروما والسنتي؛ انظر پورايموس.
كانت المذابح الموجهة ضد اليهود والأقليات الأخرى مجرد جزء من ضحايا الاحتلال النازي فبالإضافة لهؤلاء أعدم مئات الآلاف من المدنيين السوفيت علاوة على الملايين ممن لقوا حتفهم نتيجة التضور جوعا بعدما استمرت السلطات الألمانية في الاستيلاء على الطعام من أجل قواتها كذلك الاستيلاء على العلف الحيواني من أجل إطعام الخيول الخاصة بها، ومع انسحابها من أوكرانيا وبيلاروسيا فيما بين عامي 1943 و1944 انتهجت القوات الألمانية إستراتيجية الأرض المحروقة بحرق البلدات والمدن وتدمير البنية التحتية،  كما دارت العديد من المعارك داخل المدن بينما المدنيين محاصرين بداخلها ليتراوح تقدير حجم الخسائر البشرية في صفوف المدنيين من الاتحاد السوفيتي ما بين سبعة ملايين (كتقدير دائرة المعارف البريطانية) وحتى سبعة عشر مليون نسمة (كتقدير ريتشارد أوفيري).
كما شجعت الأيديولوجية النازية وسوء معاملة السلطات الألمانية للسكان المحليين وأسرى الحرب السوفيت البارتيزان على محاربة القوات الألمانية والاستمرار في عمليات المقاومة خلف الخطوط الأمامية علاوة على آخرين من المناهضين للشيوعية والقوميين غير الروس الذين انضموا للقتال في صفوف القوات السوفيتية وبالتالي أعاقت تكوين الفرق العسكرية الموالية للقوات الألمانية من أسرى الحرب السوفيت (انظر جيش التحرير الروسي)، وفي النهاية أسهمت تلك النتائج والفرص التي فوتتها القوات الألمانية على نفسها في هزيمة الفيرماخت مع نهاية الحرب.

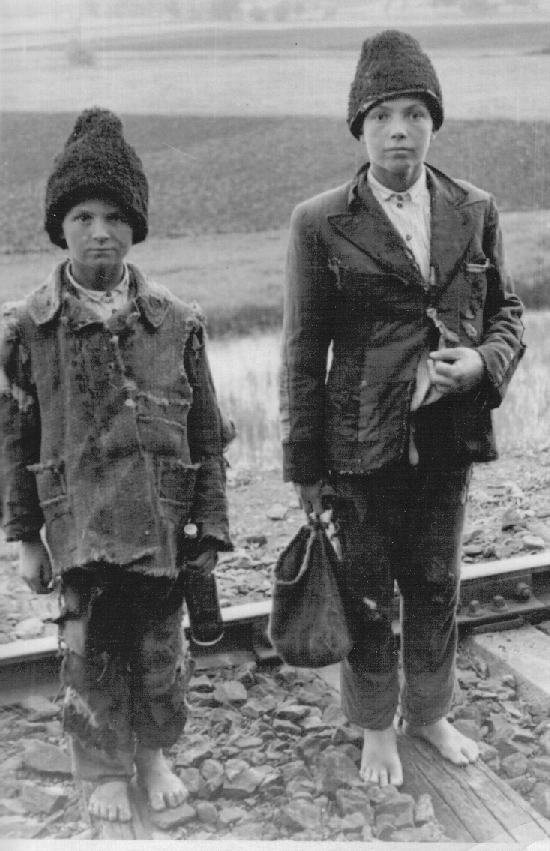
أطفال روس مشرّدون قرابة 1942.

من ناحيته قام الكاتب الروسي فاديم إيرليكمان بتحليل الخسائر البشرية للاتحاد السوفيتي والبالغ مجموعها 26.5 مليون حالة وفاة كنتيجة مباشرة للحرب بحيث جاء توزيع تلك الخسائر كالتالي؛ 10.6 مليون فرد من القوات المسلحة 6.0 مليون منهم إما قتلوا أو فقدوا أثناء المعارك بينما لقي 3.6 مليون أسير حرب حتفهم علاوة على 400,000 فرد في صفوف البارتيزان السوفيت، كما بلغت الخسائر في صفوف المدنيين 15.9 مليون نسمة توفي 1.5 مليون نسمة منهم كنتيجة مباشرة للعمليات العسكرية والمعارك التي دارت داخل المدن السكنية بالإضافة إلى 7.1 مليون فرد راحوا ضحايا لعمليات الانتقام والإبادة الجماعية النازية، علاوة على 1.8 مليون فرد تم ترحيلهم إلى ألمانيا للمشاركة في الأعمال الجبرية في حين فقد 5.5 مليون نسمة حياتهم بسبب المجاعات والأمراض، ولم تتضمن تلك الإحصائيات مليون حالة وفاة بسبب المجاعات التي حلّت بالاتحاد السوفيتي في أعقاب الحرب في الفترة بين عامي 1946 و1947 كما لم تتضمن ضحايا عمليات القمع السوفيتية وإن شملت تعداد واف لباقي الضحايا في كل أنحاء الاتحاد السوفيتي بما في ذلك الأراضي التي ضمها خلال عامي 1939 و1940.
من جانبها تضائل عدد سكان بيلاروسيا بنسبة الربع عن ما كانت عليه قبل اندلاع الحرب بما في ذلك كل النخبة المثقفة من المجتمع البيلاروسي، فبعد العديد من معارك التطويق والحصار الدموية كانت بيلاروسيا بكل ما تسيطر عليها من أراضي وفق حدودها الحالية قد وقعت في يد الألمان مع نهاية أغسطس لعام 1941، خلال تلك الفترة طبّق النازي نظاما قاسيا في البلاد حيث قام بترحيل أكثر من 380,000 شاب لأداء الأعمال الجبرية في ألمانيا وأوكرانيا علاوة على اغتيال مئات الآلاف من المدنيين العُزّل كما أُحرقت أكثر من 600 قرية بأكملها وسكانها ما زالوا بداخلها كما كان الحال في خاتين علاوة على تدمير 209 مدينة وبلدة (من مجموع 270 هو إجمالي عدد المدن والبلدات البيلاروسية في ذلك الوقت) بالإضافة إلى 9,000 قرية أخرى، كان هيملر قد أعلن مسبقا عن خطة السلطات الألمانية بالنسبة لبيلاروسيا والتي بمقتضاها تقرر اجتثاث 75% من سكان بيلاروسيا في حين يتم إرسال النسبة المتبقية من السكان والذين يمثلون الأعراق الأكثر نقاءً (من ذوي العيون الزرقاء والشعر الأشقر) إلى ألمانيا لأداء الأعمال الجبرية هناك أو يخدمون القوات الألمانية في المناطق التي يقومون باحتلالها.
في حين تظهر بعض الدراسات الحديثة أن العدد الحقيقي لضحايا الحرب البيلاروسيين بلغ بالفعل 3 ملايين و650 ألف نسمة على عكس الإحصائات السابقة والتي قدرت خسائر بيلاروسيا البشرية بمليوني ومائتي ألف نسمة فقط وهو ما يرتفع بنسبة الضحايا من سكان بيلاروسيا مع نهاية الحرب إلى 40% من إجمالي تعداد السكان قبله (مع الوضع في الاعتبار أن الإحصائية تشمل مجمل حالات الوفاة التي حدثت في الأراضي الواقعة داخل الحدود السياسية الحالية لبيلاروسيا).
كما لقي ستون بالمائة من أسرى الحرب السوفيت حتفهم خلال فترة المعارك ومع نهاية الحرب أُرسلت أعداد كبيرة من أسرى الحرب السوفيت والعمالة الجبرية السوفيتية التي خدمت في صفوف القوات الألمانية علاوة على العملاء السوفيتين المتعاونين مع النازيين (بما في ذلك هؤلاء الذين تم إعادتهم للاتحاد السوفيتي بالقوة عن طريق الحلفاء الغربيين) والذين أُودعوا جميعا في معسكرات خاصة تابعة للمفوضية الشعبية للشؤون الداخلية، وبحلول عام 1946 أُطلق سراح 80% من المدنيين المحتجزين في حين أُعيد تأهيل البعض بينما أُرسل آخرون لفرق الخدمات التابعة للقوات المسلحة إضافة إلى 2% من المدنيين و15% من الأسرى والذين أُرسلوا جميعهم إلى الغولاغ.
جدير بالذكر أن الاتحاد السوفيتي لم يكن من الموقعين على اتفاقية جنيف لعام 1929 ومع ذلك بعد مرور الشهر الأول من الغزو الألماني في عام 1941 أرسل الاتحاد السوفيتي عرضا للسلطات الألمانية ينص على الالتزام المتبادل باتفاقيات لاهاي وهو العرض الذي لم يلقى ردا من مسئولي الرايخ الثالث،  من جانبها وفي سياق متصل أوردت بولندا في إحصائيتها الحكومية الرسمية عن خسائرها البشرية خلال الحرب العالمية الثانية والتي أعدتها عام 1947 عدد الضحايا بنحو 6,028,000 نسمة من إجمالي 27,007,000 هو تعداد الشعب البولندي إبان تلك الفترة من أصول بولندية ويهودية بينما لم تشمل الإحصائية أعداد الضحايا من ذوي الأصول المغايرة الأخرى كالأوكرانية والبيلاروسية.
كما ساهم القمع السوفيتي في إثراء حمام الدماء على الجبهة الشرقية، فبمجرد اندلاع الحرب بين الاتحاد السوفيتي وألمانيا قامت المفوضية الشعبية للشؤون الداخلية بالتخلص من النزلاء المحتجزين في أغلب سجونها بغرب بيلاروسيا وغرب أوكرانيا بينما تم إخلاء الآخرين من خلال العديد من المواكب الجنائزية والذين كان أغلبهم من السجناء السياسيين الذين ألقي القبض عليهم وتم إعدامهم دون أي محاكمة وبالإضافة إلى مذابحها تجاه المدنيين والسجناء السياسيين ارتكبت المفوضية الشعبية للشؤون الداخلية مذابح مماثلة تجاه العسكريين من الدول الأخرى؛ لعل أبرزها مذبحة كاتين والتي راح ضحيتها قرابة 22,000 من الضباط البولنديين بالإضافة إلى مذبحة مماثلة في لاتفيا راح ضحيتها 120 من الضباط اللاتفيين ومذبحة أخيرة في خاركوف راح ضحيتها 8,000 من السجناء والضباط البولنديين.

## الناتج الصناعي

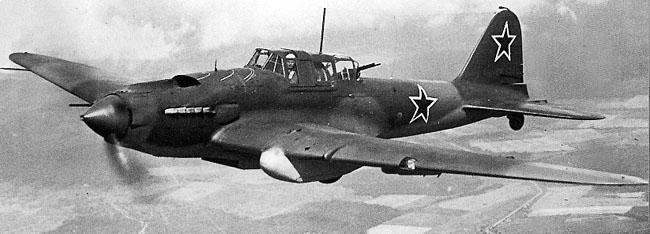
طائرة الهجوم الأرضي السوفيتية إليوشن إل-2 والتي قُدّر العدد الإجمالي من الوحدات المنتجة منها 36,183 وحدة.

عوّل الاتحاد السوفيتي كثيرا على قدراته التصنيعية أثناء الحرب لتخطي الاقتصاد الألماني على الرغم من الخسائر الهائلة في الثروة البشرية والأراضي حيث عجّلت الخطط الخمسية التي أقرها ستالين مع بداية الثلاثينات من تحول منطقتي الأورال ووسط آسيا إلى منطاق صناعية بعد أن كانت مناطق رعي وزراعة فقط وبحلول عام 1941 استخدمت القطارات التي نقلت الجنود للخطوط الألمامية في إخلاء الآلاف من المصانع في بيلاروسيا وأوكرانيا ونقلها بعد تفكيكها إلى مناطق أكثر أمنا بعيدا عن خطوط المواجهة وتحديدا في منطقة شرق الأورال حيث أُعيد تشغيلها بعيدا عن مرمى القصف الألماني.
ومع تضاؤل القوى البشرية في الجيش السوفيتي بدءا من عام 1943 نتيجة الخسائر المتلاحقة التي منيت بها القوات السوفيتية خلال عمليات الهجوم المضاد منذ عام 1941 عمدت العسكرية السوفيتية إلى الاعتماد على المعدات ذات القدرات القتالية الكبيرة لتعويض العجز الواضح لديها في الأفراد والحفاظ بأقصى الصور الممكنة على أرواح ما تبقى لديها من أفراد، وبالفعل تمكن الاتحاد السوفيتي من تحقيق طفرة إنتاجية في مجال العتاد العسكري ذلك من خلال تطبيق مبادئ الحرب الشاملة وإن جاء هذا على المستوى المعيشي للشعب بأكمله علاوة على ما حصل عليه الاتحاد السوفيتي من المملكة المتحدة والولايات المتحدة من خلال قانون الإعارة والتأجير في حين اعتمد الألمان على القدرات البشرية الهائلة الناتجة عن أعداد وفيرة من عمال الصُخرة وأسرى الحرب السوفيت.
وعلى الرغم من إنتاجية ألمانيا من المواد الأولية والتي تفوقت عن معدلاتها في السنوات الأولى للحرب إلا أنها لم تمكّن الإنتاج العسكري الألماني بمضاهاة مثيله السوفيتي؛ ففي عام 1943 تمكن الاتحاد السوفيتي من تصنيع 24,089 دبابة في مقابل 19,800 دبابة قامت ألمانيا بتصنيعها، كما اعتمدت المؤسسة العسكرية السوفيتية على تطوير التصاميم الموجودة بشكل مستمر علاوة على تبسيط وتحديث عمليات التصنيع لزيادة الإنتاج، على الجانب الآخر قام المهندسون الألمان باستحداث تصميمات للدبابات أكثر تطورا وتعقيدا مثل الدبابة المتوسطة بانثر والدبابة الثقيلة تايغر 2 علاوة على قانصة الدبابات الثقيلة إيليفانت وإن ظلت الأعداد الألمانية المنتجة أقل بكثير من مثيلتها السوفيتية خاصة بعدما اتخذت السلطات الألمانية قرارا عام 1943 لترجيح الكفائة على الكمية.

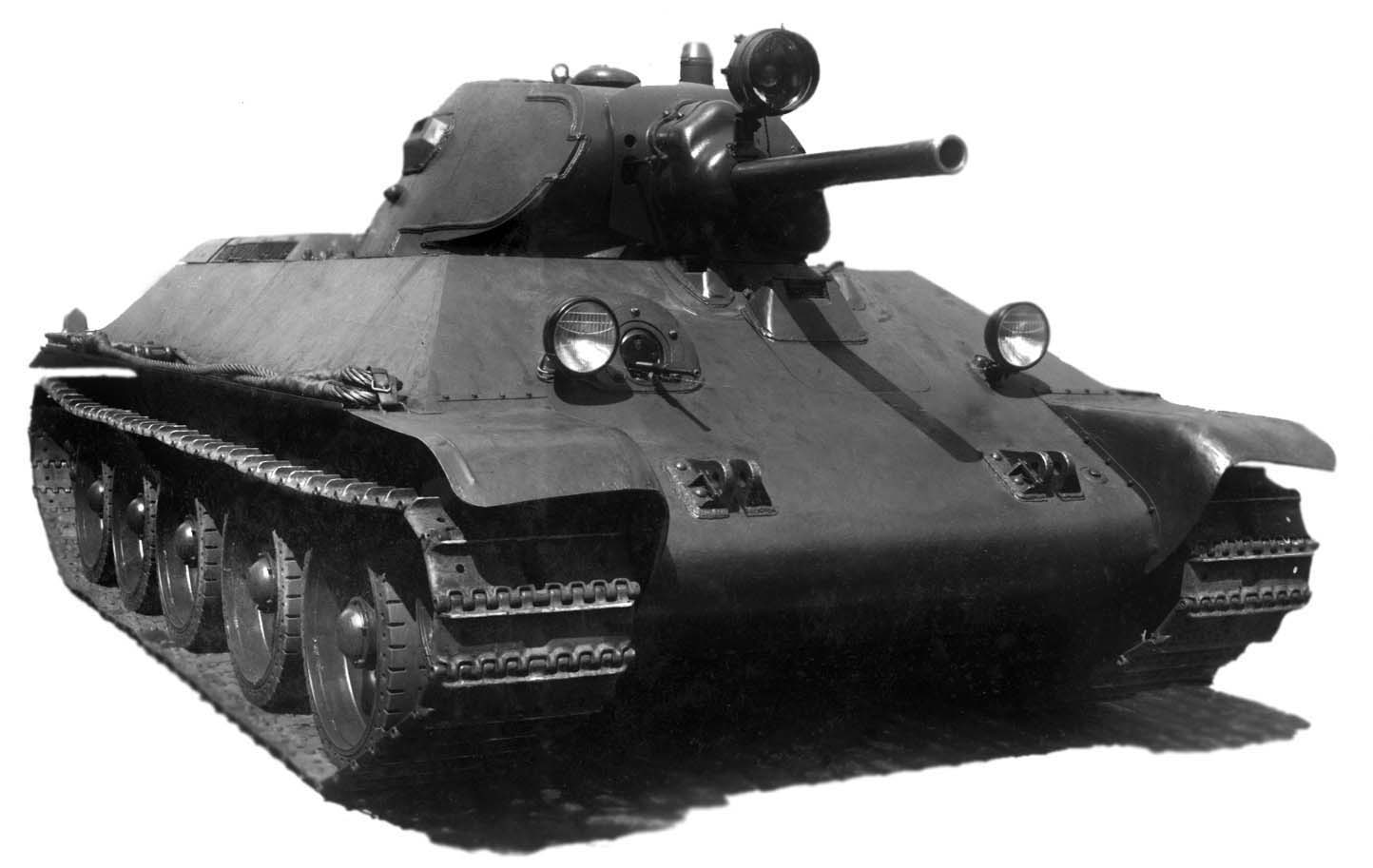
الدبابة السوفيتية تي-34 أكثر الدبابات تأثيرا وفاعلية خلال الحرب العالمية الثانية وأُنتج منها 35,120 وحدة.

| السنة | فحم (الإنتاج الألماني يتضمن النوعين الليغنيت والأسفلت) | فحم (الإنتاج الألماني يتضمن النوعين الليغنيت والأسفلت) | صُلب (مليون طن) | صُلب (مليون طن)   | ألومنيوم (ألف طن) | ألومنيوم (ألف طن) | وقود (مليون طن) | وقود (مليون طن)  | وقود (مليون طن) | وقود (مليون طن) | وقود (مليون طن) | وقود (مليون طن) |
| السنة | ألمانيا                                                | الاتحاد السوفيتي                                       | ألمانيا        | الاتحاد السوفيتي | ألمانيا           | الاتحاد السوفيتي  | ألمانيا         | الاتحاد السوفيتي | إيطاليا         | المجر           | رومانيا         | اليابان         |
| ----- | ------------------------------------------------------ | ------------------------------------------------------ | -------------- | ---------------- | ----------------- | ----------------- | --------------- | ---------------- | --------------- | --------------- | --------------- | --------------- |
| 1941  | 483.4                                                  | 151.4                                                  | 31.8           | 17.9             | 233.6             | –                 | 5.7             | 33.0             | 0.12            | 0.4             | 5.5             | -               |
| 1942  | 513.1                                                  | 75.5                                                   | 32.1           | 8.1              | 264.0             | 51.7              | 6.6             | 22.0             | 0.01            | 0.7             | 5.7             | 1.8             |
| 1943  | 521.4                                                  | 93.1                                                   | 34.6           | 8.5              | 250.0             | 62.3              | 7.6             | 18.0             | 0.01            | 0.8             | 5.3             | 2.3             |
| 1944  | 509.8                                                  | 121.5                                                  | 28.5           | 10.9             | 245.3             | 82.7              | 5.5             | 18.2             | -               | 1               | 3.5             | 1               |
| 1945  | –                                                      | 149.3                                                  | –              | 12.3             | –                 | 86.3              | 1.3             | 19.4             | -               | -               | -               | 0.1             |

| السنة | دبابات ومدافع ذاتية | دبابات ومدافع ذاتية | دبابات ومدافع ذاتية | دبابات ومدافع ذاتية | دبابات ومدافع ذاتية |
| السنة | الاتحاد السوفيتي    | ألمانيا             | إيطاليا             | المجر               | اليابان             |
| ----- | ------------------- | ------------------- | ------------------- | ------------------- | ------------------- |
| 1941  | 6,590               | 5,200               | 595                 | -                   | 595                 |
| 1942  | 24,446              | 9,300               | 1,252               | 500                 | 557                 |
| 1943  | 24,089              | 19,800              | 336                 | 500                 | 558                 |
| 1944  | 28,963              | 27,300              | -                   | 500                 | 353                 |
| 1945  | 15,400              | –                   | -                   | -                   | 137                 |

| السنة | طائرات           | طائرات  | طائرات  | طائرات | طائرات  | طائرات  |
| السنة | الاتحاد السوفيتي | ألمانيا | إيطاليا | المجر  | رومانيا | اليابان |
| ----- | ---------------- | ------- | ------- | ------ | ------- | ------- |
| 1941  | 15,735           | 11,776  | 3,503   | -      | 1,000   | 5,088   |
| 1942  | 25,436           | 15,556  | 2,818   | 6      | 1,000   | 8,861   |
| 1943  | 34,845           | 25,527  | 967     | 267    | 1,000   | 16,693  |
| 1944  | 40,246           | 39,807  | -       | 773    | 1,000   | 28,180  |
| 1945  | 20,052           | 7,544   | -       | -      | 1,000   | 8,263   |

| السنة | عمالة صناعية     | عمالة صناعية | عمالة خارجية     | عمالة خارجية | المجموع                  | المجموع                  |
| السنة | الاتحاد السوفيتي | ألمانيا      | الاتحاد السوفيتي | ألمانيا      | إجمالي العمالة السوفيتية | إجمالي العمالة الألمانية |
| ----- | ---------------- | ------------ | ---------------- | ------------ | ------------------------ | ------------------------ |
| 1941  | 11,000,000       | 12,900,000   | -                | 3,500,000    | 11,000,000               | 16,400,000               |
| 1942  | 7,200,000        | 11,600,000   | 50,000           | 4,600,000    | 7,250,000                | 16,200,000               |
| 1943  | 7,500,000        | 11,100,000   | 200,000          | 5,700,000    | 7,700,000                | 16,800,000               |
| 1944  | 8,200,000        | 10,400,000   | 800,000          | 7,600,000    | 9,000,000                | 18,000,000               |
| 1945  | 9,500,000        | –            | 2,900,000        | -            | 12,400,000               | -                        |

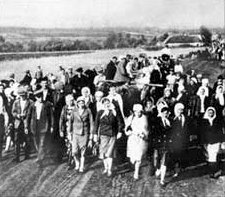
مُهجّرون أوكرانيون من تشيركاسي يساقون للعمل جبرا في ألمانيا عام 1942.

جدير بالذكر أن ثلثي إجمالي الاحتياجات الألمانية من خام الحديد كانت تأتي من السويد، في الوقت الذي حافظ فيه الاتحاد السوفيتي على طاقاته الإنتاجية من خلال برامج الإعارة والتأجير التي تم تفيعلها من قِبل كلا من الولايات المتحدة والمملكة المتحدة؛ حيث قامت الولايات المتحدة بدعم الاتحاد السوفيتي بالمؤن بقيمة إجمالية تصل حتى 11 مليار دولار أمريكي خلال مدة الحرب بأكملها، متضمنة 400,000 مركبة نقل أفراد ومعدات خاصة بالاستخدام العسكري، و12,000 مركبة مدرعة، من بينها 7,000 دبابة، و11,400 طائرة، و1.75 مليون طن من الأغذية،  وفي أعقاب الهجوم الألماني على الأراضي السوفيتية، قامت المملكة المتحدة بإرسال وحدة مقاتلة، وهي الجناح 151 لسلاح الجو الملكي للدفاع عن مورمانسك وتدريب الطيارين السوفيت على استخدام طائرات هوكر هوريكان المقاتلة بريطانية الصنع، وبعد مغادرة الوحدة البريطانية للاتحاد السوفيتي، استمرت المملكة المتحدة في دعم حليفها السوفيتي بإرسال الآلاف من القطع الجوية؛ من بينها 3,000 قطعة من طراز هوريكان، علاوة على 4,000 قطعة أخرى متنوعة، ولم يقتصر دعم بريطانيا ودول الكومنولث على الدعم الجوي فحسب، حيث قدمت كلا من المملكة المتحدة وكندا ما يقرب من 5,000 دبابة للاتحاد السوفيتي، ومع تصاعد وتيرة الإنتاجية للدبابات السوفيتية، استُخدمت الدبابات الغربية على الجبهات السوفيتية الأقل أهمية أو حيوية كجبهة القوقاز ليبلغ إجمالي المساعدات البريطانية للاتحاد السوفيتي قرابة أربعة ملايين طن،  على الجانب الأخر، وضعت ألمانيا أيديها على موارد الدول الأوروبية المحتلة، وإن لم يتم إدراج كميات هذه الموارد في الجداول السابقة، والتي تضمنت الطاقات الإنتاجية المتضافرة لدول فرنسا، وبلجيكا، وهولندا، والدنمارك ودول أوروبا الغربية الأخرى.
ومع هزيمة القوات النازية في معركة ستالينكراد، تحولت الصناعة الألمانية لخدمة اقتصاديات الحرب كما شرحها جوزيف غوبلز خلال خطاب قصر الرياضة الذي ألقاه في 18 فبراير 1943 وما ترتب عليه من زيادة الإنتاج الصناعي في السنوات التالية تحت قيادة ألبرت شبير وزير التسليح والإنتاج الحربي على الرغم من حملات القصف الجوي التي نفذتها قوات الحلفاء.

## الخسائر

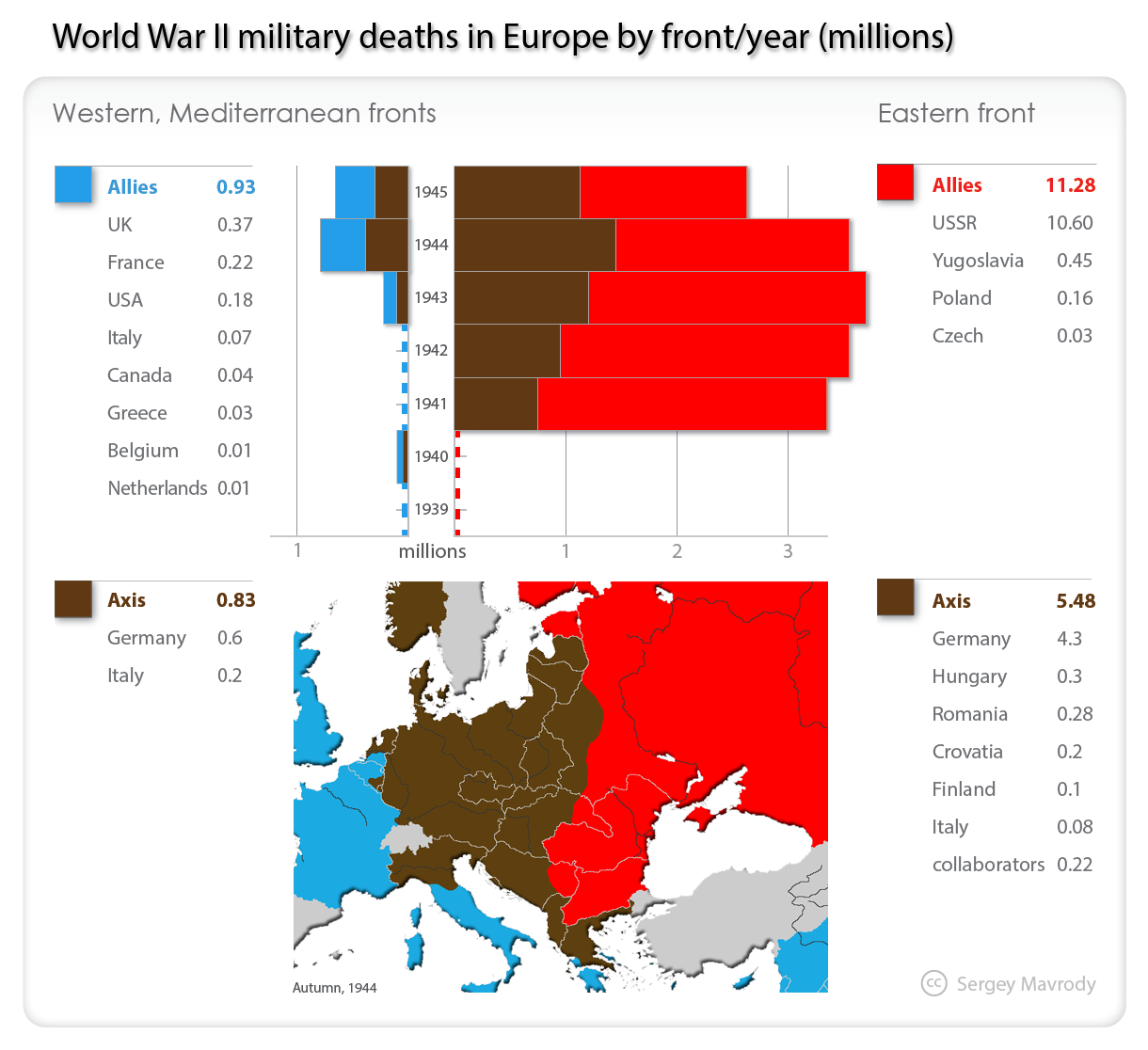
الوفيات الأوروبية على جبهات القتال المختلفة للحرب العالمية الثانية.

ضمت المعركة ملايين من الجنود السوفيت والألمان لتصبح بذلك أطول خطوط الجبهات على مر التاريخ العسكري كما كانت أكثر المسارح دمويةً على مستوى جميع مسارح العمليات العسكرية خلال الحرب العالمية الثانية حيث لقي قرابة 9 ملايين فرد عسكري حتفهم من الجانب السوفيتي وحده (3.6 مليون فرد منهم لقوا حتفهم في الأسر الألماني) في حين قُدّرت خسائر دول المحور بأكثر من 5 ملايين فرد عسكري (لقي 825,000 منهم حتفهم داخل الأسر السوفيتي باعتراف السلطات السوفيتية نفسها)،  وتضمنت إحصائيات خسائر دول المحور قرابة المليوني عسكري ألماني فُقِدوا أو تعذّر الوصول إليهم أو الاستدلال عنهم مع نهاية الحرب، وفي تحليله لتلك الإحصائيات وضّح أستاذ التاريخ العسكري الألماني روديغر أوفرمانس أنه على الرغم من صعوبة إثبات تلك الاحتمالات إلا أنه من المنطقي أن نصف هذا العدد من الجنود الألمان الذين لم يُستدلّ عليهم قد ماتوا فعلًا خلال المعارك في حين لقي النصف الآخر حتفه بعد وقوعه في الأسر على يد القوات السوفيتية.
كما تراوحت أعداد الضحايا من المدنيين ما بين 14 وحتى 17 مليون فرد حيث لقي أكثر من 11.4 مليون مواطن سوفيتي حتفهم في الأراضي الواقعة داخل حدود ما قبل عام 1939 علاوة على 3.5 مليون فرد آخرين داخل الأراضي التي ضمها الاتحاد السوفيتي بحلول عام 1940 كما قامت القوات النازية بإعدام أعدادٍ من اليهود السوفيت تتراوح ما بين المليون والمليونين يهودي بما في ذلك يهود دول البلطيق المحتلة من قِبل الاتحاد السوفيتي وذلك كجزء من الهولوكوست الشاملة،  من جانبهم استخدم علماء التأريخ السوفيت والروس مصطلح خسائر لا تُعوّض والتي جاء وصفها في أمر مجلس الدفاع رقم 023 الصادر بتاريخ 4 فبراير 1944 عن مجلس مفوضي الشعب ككل الخسائر الناتجة عن مقتل أو فقدان الأفراد أثناء المعارك كذلك المتوفين كنتيجة مباشرة للحرب دون الانخراط في العمليات العسكرية والمتوفين في أعقاب الحرب نتيجة لإصابات لحقت بهم أثناء المعارك بالإضافة إلى الأسرى والمتوفين بسبب الأمراض.
وقد ساهمت العديد من الأوضاع في ارتفاع عدد الضحايا بما في ذلك سوء معاملة الأسرى والبارتيزان المقبوض عليهم والنقص الحاد في المواد الغذائية والطبية خاصة في الأراضي السوفيتية علاوة على الجرائم المتعددة التي ارتكبتها القوات الألمانية والسوفيتية على حد السواء تجاه المدنيين وتجاه بعضهم البعض، بالإضافة إلى تعدد المعارك واعتماد إستراتيجية الأرض المحروقة والتي أتت على الأراضي الزراعية والبنية التحتية ومدن بأكملها تاركة أعداد هائلة من السكان دون مأوى أو مأكل.
| قوات محاربة في صفوف دول المحور      | قوات محاربة في صفوف دول المحور | قوات محاربة في صفوف دول المحور | قوات محاربة في صفوف دول المحور | قوات محاربة في صفوف دول المحور |
|                                     | إجمالي القتلى                  | ق.ف.م./ف.ف.م.                  | سجناء على أيدي السوفيت         | سجناء ماتوا في الأسر           |
| ----------------------------------- | ------------------------------ | ------------------------------ | ------------------------------ | ------------------------------ |
| ألمانيا الكبرى                      | 4,300,000                      | 4,000,000                      | 3,300,000                      | 374,000                        |
| مواطنون سوفيت انضموا للجيش الألماني | 215,000+                       | 215,000                        | 1,000,000                      | غير معروف                      |
| رومانيا                             | 281,000                        | 81,000                         | 500,000                        | 200,000                        |
| المجر                               | 300,000                        | 100,000                        | 500,000                        | 200,000                        |
| إيطاليا                             | 82,000                         | 32,000                         | 70,000                         | 50,000                         |
| المجموع                             | 5,178,000+                     | 4,428,000                      | 5,450,000                      | 824,000                        |

| قوات محاربة في صفوف الاتحاد السوفيتي | قوات محاربة في صفوف الاتحاد السوفيتي | قوات محاربة في صفوف الاتحاد السوفيتي | قوات محاربة في صفوف الاتحاد السوفيتي | قوات محاربة في صفوف الاتحاد السوفيتي |
|                                      | إجمالي القتلى                        | ق.ف.م./ف.ف.م.                        | سجناء على أيدي قوات المحور           | سجناء ماتوا في الأسر                 |
| ------------------------------------ | ------------------------------------ | ------------------------------------ | ------------------------------------ | ------------------------------------ |
| الاتحاد السوفيتي                     | 10,600,000                           | 6,829,437                            | 5,200,000                            | 3,300,000                            |
| بولندا                               | 24,000                               | 24,000                               | غير معروف                            | غير معروف                            |
| رومانيا                              | 17,000                               | 17,000                               | 80,000                               | غير معروف                            |
| بلغاريا                              | 10,000                               | 10,000                               | غير معروف                            | غير معروف                            |
| المجموع                              | 10,651,000                           | 6,927,204 + بارتيزان ق.ف.م.          | 5,280,000                            | 3,600,000                            |

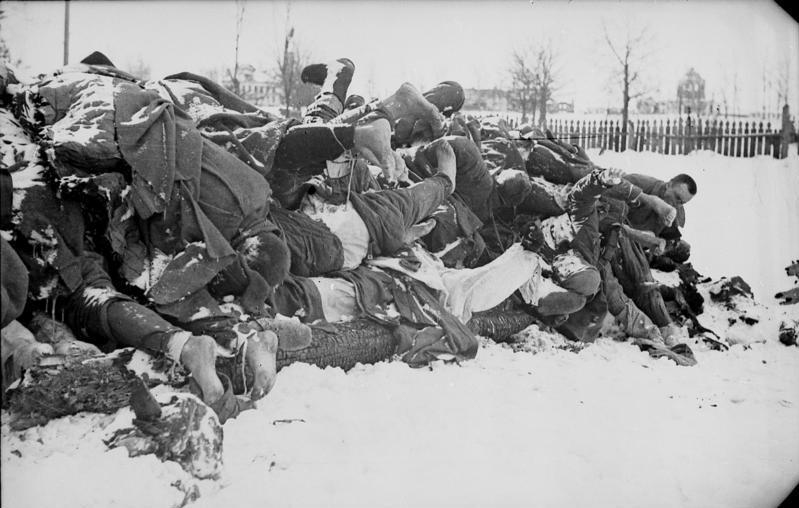
قتلى في صفوف القوات السوفيتية، يناير 1942

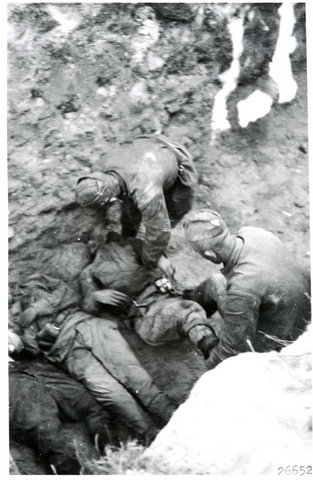
جنود سوفيت يدفنون قتلاهم، يوليو 1944

من جانبها تكونت القوات المسلحة البولندية في الشرق من بولنديين في شرق بولندا وآخرون في الاتحاد السوفيتي في الفترة ما بين عامي 1939 و1941 إلا أنهم بدأوا في القتال فعليًا بجانب الجيش الأحمر عام 1943 واستمرت أعداد الأفراد في ازدياد مع الاستمرار في تحرير الأراضي البولندية من أيدي القوات النازية فيما بين عامي 1944 و1945.
ومع سقوط دول شرق أوروبا التابعة لقوات المحور في أيدي القوات السوفيتية أُجبرت تلك الدول على إعلان الحرب على ألمانيا. (انظر مفوضية الحلفاء).
كما تحوّل بعض المواطنين السوفيت لمساندة الألمان والانضمام لجيش التحرير الروسي بقيادة أندري فلاسوف والذي كانت نواة تكوينه من أسرى الحرب السوفيت لينتقلوا بعد ذلك إلى الخطوط الأمامية للجبهة الشرقية والقتال لمصلحة القوات الألمانية في حين أُرسل البعض منهم لحماية شواطئ نورماندي خلال العمليات العسكرية على الجبهة الغربية،  وبخلاف أسرى الحرب السوفيت شارك مدنيون من دول البلطيق القوات الألمانية في قتال القوات السوفيتية بعد احتلال السوفيت لأراضيهم عام 1940 علاوة على مدنيين من غرب أوكرانيا والذين قاتلوا في وحدات صممتها القوات الألمانية خصيصًا لهم.
نهايةً، فبالمقارنة بين حجم خسائر الجانبين تبدو واضحة آثار المعاملة القاسية التي لاقاها أسرى الحرب السوفيت على يد القوات الألمانية؛ فمع نهاية الحرب العالمية الثانية عاد غالبية أسرى الحرب من قوات المحور إلى أوطانهم بعد مرور سنوات عدة على العكس من مصير أسرى الحرب السوفيت والذين قامت القوات النازية بإطلاق النار على أغلبهم في ميدان القتال أو إرسالهم إلى معسكرات الاعتقال وإعدامهم هناك،  كما أدّى أمر المفوضين الذي أصدره هتلر قبيل عملية بارباروسا وتحديدًا في 6 يونيو 1941 إلى انخراط القوات الألمانية في العديد من جرائم الحرب علاوة على مُجمل الأوامر الأخرى التي أصدرتها القيادة العليا للفيرماخت بشأن معاملة أسرى الحرب السوفيت.

## مطبوعات

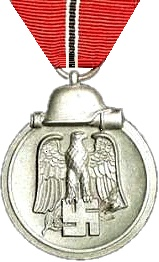
أكثر من ثلاث ملايين فرد ما بين ألماني وآخرين من دول المحور نالوا قلادة الجبهة الشرقية لمشاركاتهم في القتال منذ 15 نوفمبر 1941 وحتى 15 إبريل 1942 وفيما بين 26 مايو 1942 وحتى 4 سبتمبر 1944، والتي عُرفت تهكما باسم وسام اللحم المُجمّد.

- بيلامي، كريس Absolute War: Soviet Russia in the Second World War, Macmillan, 2007, ISBN 978-0-375-41086-4
- أندرسون، دونكان، وآخرون. The Eastern Front: Barbarossa, Stalingrad, Kursk and Berlin (Campaigns of World War II). London: Amber Books Ltd., 2001. ISBN 0-7603-0923-X.
- بيفور، أنطوني، وكوبر، أرتميس. Stalingrad: The Fateful Siege: 1942–1943. New York: Penguin Books Ltd., 1998. ISBN 0-14-028458-3.
- بيفور، أنطوني. Berlin: The Downfall 1945, Penguin Books, 2002, ISBN 0-670-88695-5
- بيفور، أنطوني. Berlin: The Downfall 1945. New York: Penguin Books Ltd., 2004. ISBN 0-14-101747-3.
- إيريكسون، جون. The Road to Stalingrad.Stalin's War against Germany. New York: Orion Publishing Group, Ltd., 2007. ISBN 0-304-36541-6.
- إيريكسون، جون. The Road to Berlin.Stalin's War against Germany'. New York: Orion Publishing Group, Ltd., 2007. ISBN 978-0-304-36540-1.
- إيريكسون، جون وديلكس، ديفيد. Barbarossa, the Axis and the Allies. Edinburgh: Edinburgh University Press, 1995. ISBN 0-7486-0504-5.
- غلانتز، ديفيد وجوناثان م. هاوس. When Titans Clashed: How the Red Army stopped Hitler. Lawrence, Kansas: University Press of Kansas, Reprint edition, 1998. ISBN 0-7006-0899-0.
- غلانتز، ديفيد. The Soviet‐German War 1941–45: Myths and Realities: A Survey Essay.
- غوديريان، هاينز. قائد البانزر, Da Capo Press Reissue edition. New York: Da Capo Press, 2001. ISBN 0-306-81101-4.
- هاستينغز، ماكس. Armageddon: The Battle for Germany, 1944–1945, Vintage Books USA, 2005. ISBN 0-375-71422-7
- المحكمة العسكرية الدولية في نورنبيرغ، ألمانيا. Nazi Conspiracy and Aggression, Supplement A, USGPO, 1947.
- إيرفينغ، ديفيد. حرب هتلر, Reissue edition. Avon Books, 1990. ISBN 0-380-75806-7.
- كريفوشييف، غريغوري Soviet Casualties and Combat Losses in the Twentieth Century, Greenhill Books,1997 ISBN1853672807
- ليدل هارت، باسيل هنري History of the Second World War. United States of America: Da Capo Press, 1999. ISBN 0-306-80912-5.
- لوبيك، ويليام وديفيد ب. هيرت. At Leningrad's Gates: The Story of a Soldier with Army Group North, Philadelphia: Casemate, 2006. ISBN 1-932033-55-6.
- ماودسلي، إيفان Thunder in the East: the Nazi-Soviet War, 1941–1945. London 2005. ISBN 0-340-80808-X.
- مولر، رولف ديتر وغيرد ر. إيوبرشير. Hitler's War in the East, 1941–1945: A Critical Assessment. Berghahn Books, 1997. ISBN 1-57181-068-4.
- أوفيري، ريتشارد. Russia's War: A History of the Soviet Effort: 1941–1945, New Edition. New York: Penguin Books Ltd., 1998. ISBN 0-14-027169-4.
- سيتون، ألبرت. The Russo-German War, 1941–1945, Reprint edition. Presidio Press, 1993. ISBN 0-89141-491-6.
- شايرر ويليام ل.. (1960). The Rise and Fall of the Third Reich: A History of Nazi Germany New York: Simon & Schuster.
- وينتربوثام ف. و. The Ultra Secret, New Edition. Orion Publishing Group Ltd., 2000. ISBN 0-7528-3751-6.
- زيمكي، إيرل ف. Battle For Berlin: End Of The Third Reich, NY:Ballantine Books, London:Macdomald & Co, 1969.
- زيمكي، إيرل ف. The U.S. Army in the occupation of Germany 1944–1946, USGPO, 1975

## طالع أيضًا
- تأريخ الحرب العالمية الثانية

ملصق «الوطن الأم ينادي!!» أحد أشهر الملصقات السوفيتية قاطبة والتي دعت إلى تعبئة الشعب لقتال الألمان مع بزوغ الأيام الأولى للحرب.

- الجبهة الغربية للحرب العالمية الثانية
- الخيل في الحرب العالمية الثانية
- الجدول الزمني للجبهة الشرقية للحرب العالمية الثانية
- قائمة العمليات العسكرية على الجبهة الشرقية للحرب العالمية الثانية
  - عملية سيلبرفاكس - هجوم قوات المحور على المناطق القطبية السوفيتية
- الغزو السوفيتي لمنشوريا - الحملة السوفيتية ضد اليابان في منشوريا، منغوليا الداخلية، كوريا، سخالين وجزر الكوريل
- الاستخدام السوفێتي للمعدات الألمانية المأسورة على الجبهة الشرقية
- القوات الجوية السوفيتية
- قوات الطيران البحري السوفيتية
- المرأة في الجيش السوفيتي والروسي
- احتلال بيلاروسيا من قبل ألمانيا النازية
- المشاركة الإيطالية على الجبهة الشرقية
  - قوات المشاة الإيطالية "ألپيني" في روسيا
- يوم النصر وشريط القديس جاورجيوس
- معركة روسيا - واحد من سلسلة أفلام لماذا نقاتل الدعائية للحرب العالمية الثانية من إنتاج قطاع الخدمات الخاصة بالجيش الأمريكي
- وسام الصرامة - وسام مُنح للجيش السادس الألماني المشارك على الجبهة الشرقية
- رومانيا في الحرب العالمية الثانية
- المجر خلال الحرب العالمية الثانية
- التاريخ العسكري لفنلندا خلال الحرب العالمية الثانية
- التاريخ العسكري لبلغاريا خلال الحرب العالمية الثانية
- إستونيا في الحرب العالمية الثانية

## وصلات خارجية
- ذكرى مرور 70 عاما على عملية بارباروسا من موقع ياد فاشيم
- ملخص حول الحرب على الجبهة الشرقية بقلم البروفيسور ريتشارد أوفيري للبي بي سي
- صور نادرة للاتحاد السوفيتي أثناء الحرب الوطنية العظمى 1941-1945 مجموعة بورودولين؛ مجموعة صور متميزة للحرب
- ذكريات الملازم طبيب ر. فيلهيلم رادكوفسكي 1940–1945 تجارب جندي ألماني على الجبهتين الشرقية والغربية
- پابيديتيلي - مقاطع فلاش مصورة (صور، مقاطع فيديو، مقابلات، تذكيرات عن الحرب)
- عمليات الوحدات الصغرى خلال الحملة الألمانية على روسيا شرح تفصيلي للتكتيك الألماني والسوفيتي بقلم قادة ألمان على الجبهة الشرقية
- خرائط سنوية عن تطورات المعارك على الجبة الشرقية من موقع Armchair General
- الفظائع التي ارتكبها الفاشيون الألمان في الاتحاد السوفيتي (فيلم وثائقي سوفيتي) على يوتيوب
- هيكلة القوات المشاركة في معارك الجبهة الشرقية